# Église Saint-Pierre et Saint-Paul de Viarmes
Pour les articles homonymes, voir Église Saint-Pierre-et-Saint-Paul.
L'église Saint-Pierre et Saint-Paul est une église catholique paroissiale située à Viarmes, en France. Elle succéderait à une chapelle dédiée à saint Pierre, et a été édifiée à partir de la fin du XIIe siècle dans le style gothique primitif. Cette première église, dont ne reste plus que le chevet, l'élévation nord de la nef (à l'intérieur) et une partie du clocher, était bien modeste, et apparemment non voûtée. Un premier remaniement intervient au XIVe siècle, quand le bas-côté nord est reconstruit, comme le montre encore le remplage de ses fenêtres. Cependant, le voûtement d'ogives est toujours ajourné, sans doute en raison de la guerre de Cent Ans, et il faut attendre le dernier tiers du XVe siècle pour voir s'achever le voûtement du bas-côté nord, puis de la nef. Il se fait dans le style gothique flamboyant. Au second quart du siècle suivant, le bas-côté sud est entièrement rebâti dans un style flamboyant plus épanoui, avec des voûtes à liernes et tiercerons aux clés pendantes, des fenêtres à soufflets et mouchettes, et une riche décoration extérieure, malheureusement en grande partie perdue. L'iconographie des chapiteaux annonce en même temps déjà la Renaissance. La première travée au sud n'est pas concernée par cette reconstruction, car elle supporte le clocher du XIIIe siècle. Celui-ci est lourdement restauré entre 1885 et 1887, et reçoit un nouveau couronnement et une nouvelle flèche assez originale. Une nouvelle façade néogothique est plaquée devant la nef et le bas-côté nord en 1889. Ainsi, l'église Saint-Pierre-Saint-Paul est un édifice composite, dont chacun des trois vaisseaux est toutefois relativement homogène, et ne manque pas de détails intéressants. L'église a été inscrite au titre des monuments historiques assez tardivement, par arrêté du 29 mars 2004. Elle est au centre d'un groupement paroissial de quatre communes, et accueille plusieurs messes par semaine.

## Localisation

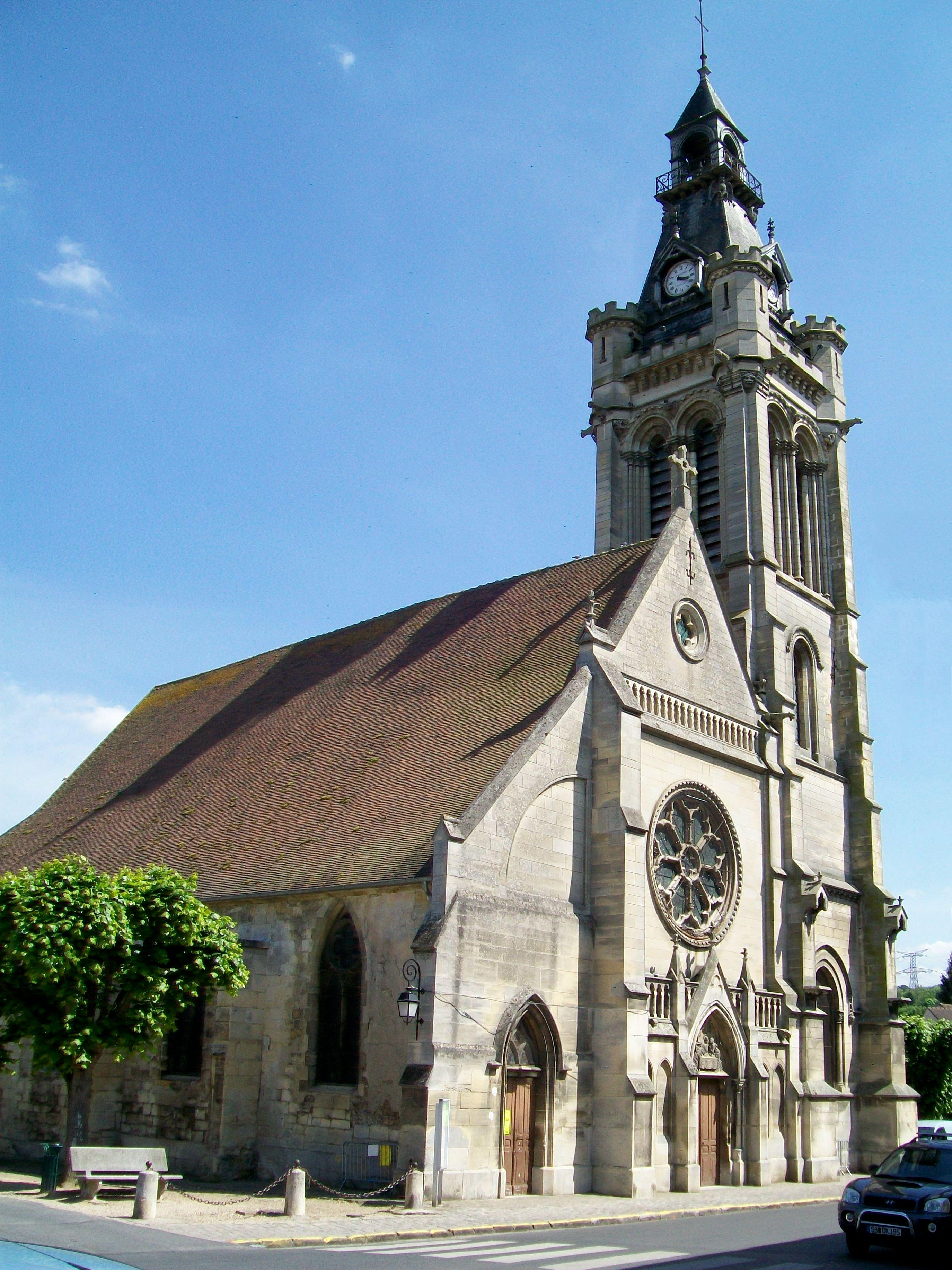
Vue depuis le nord-ouest.

L'église est située en France, en région Île-de-France et dans le département du Val-d'Oise, en pays de France, sur la commune de Viarmes, au centre-ville, dans la fourchette comprise entre la rue de Paris (RD 909z) à l'est, et la rue Jean XXIII à l'ouest. L'édifice est entièrement dégagé d'autres constructions, et l'on peut en faire le tour. Cependant, les alignements de maisons de l'autre côté des deux rues empêchent d'apprécier les détails de l'architecture en prenant du recul. C'est aussi la situation enserrée entre deux rues qui explique le faible développement en longueur de l'église par rapport à l'importance du bourg, compensé seulement en partie par la largeur importante du collatéral sud. Il n'y a pas de parvis devant la façade, l'accès se faisant directement depuis le trottoir. Au sud, le triangle formé par les deux rues est bordé d'arbres, et sert de parking. Les arbres cachent presque entièrement la seconde et la troisième travée. À l'est, la circulation passe à une très faible distance du chevet. Au nord, l'église donne sur la vaste place Pierre-Salvi, également bordée d'arbres. C'est la place du marché, qui en dehors des heures de marché, sert elle aussi de parking. Au nord-ouest de la place, on trouve l'ancien château, qui abrite notamment la mairie et le musée d'histoire locale Pierre-Salvi, qui expose quelques éléments de mobilier provenant de l'église. Le presbytère se situe au bout d'une ruelle qui quitte la place vers l'ouest, au nord du château.

## Historique

### Moyen Âge

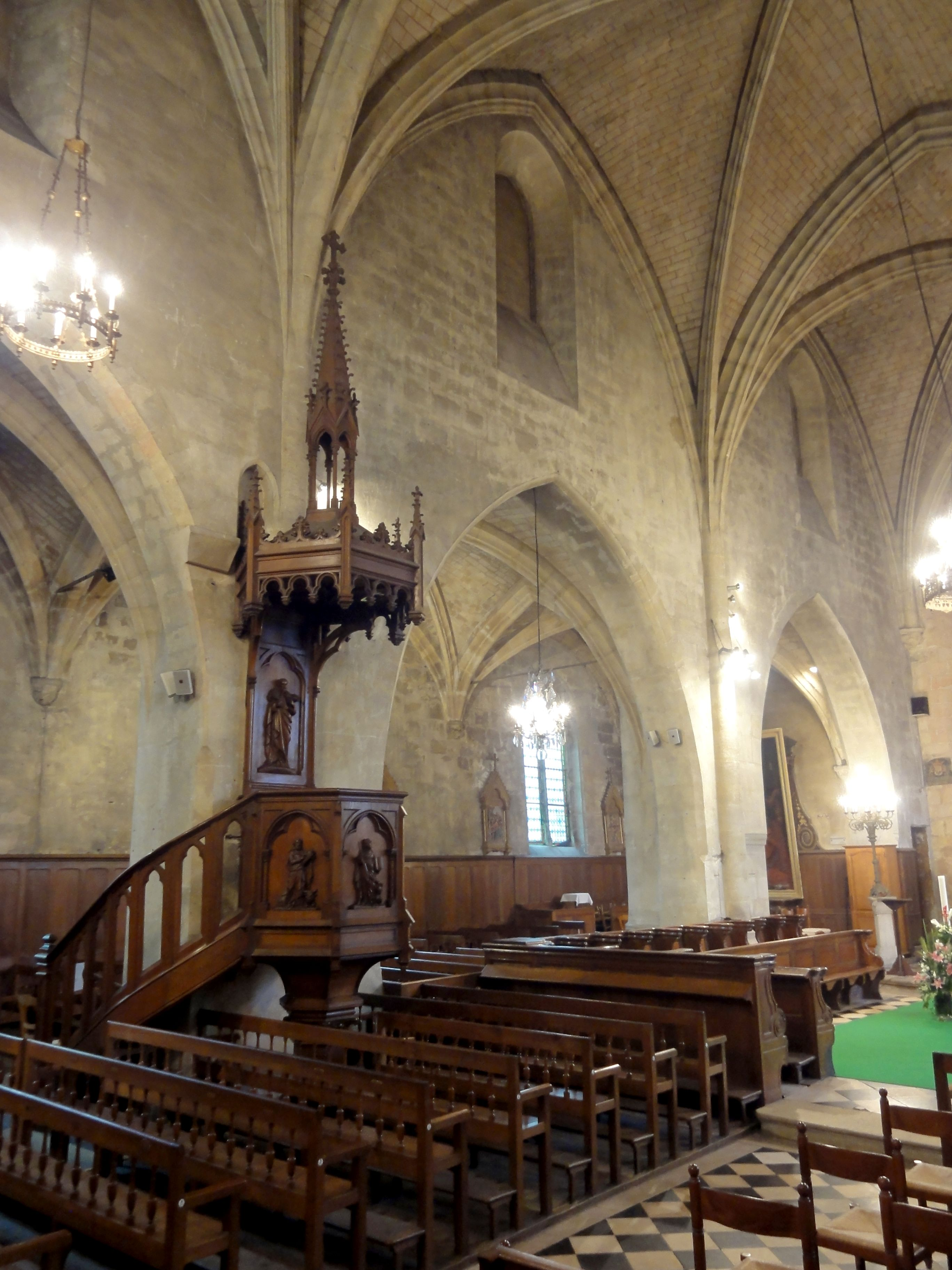
Élévation nord.

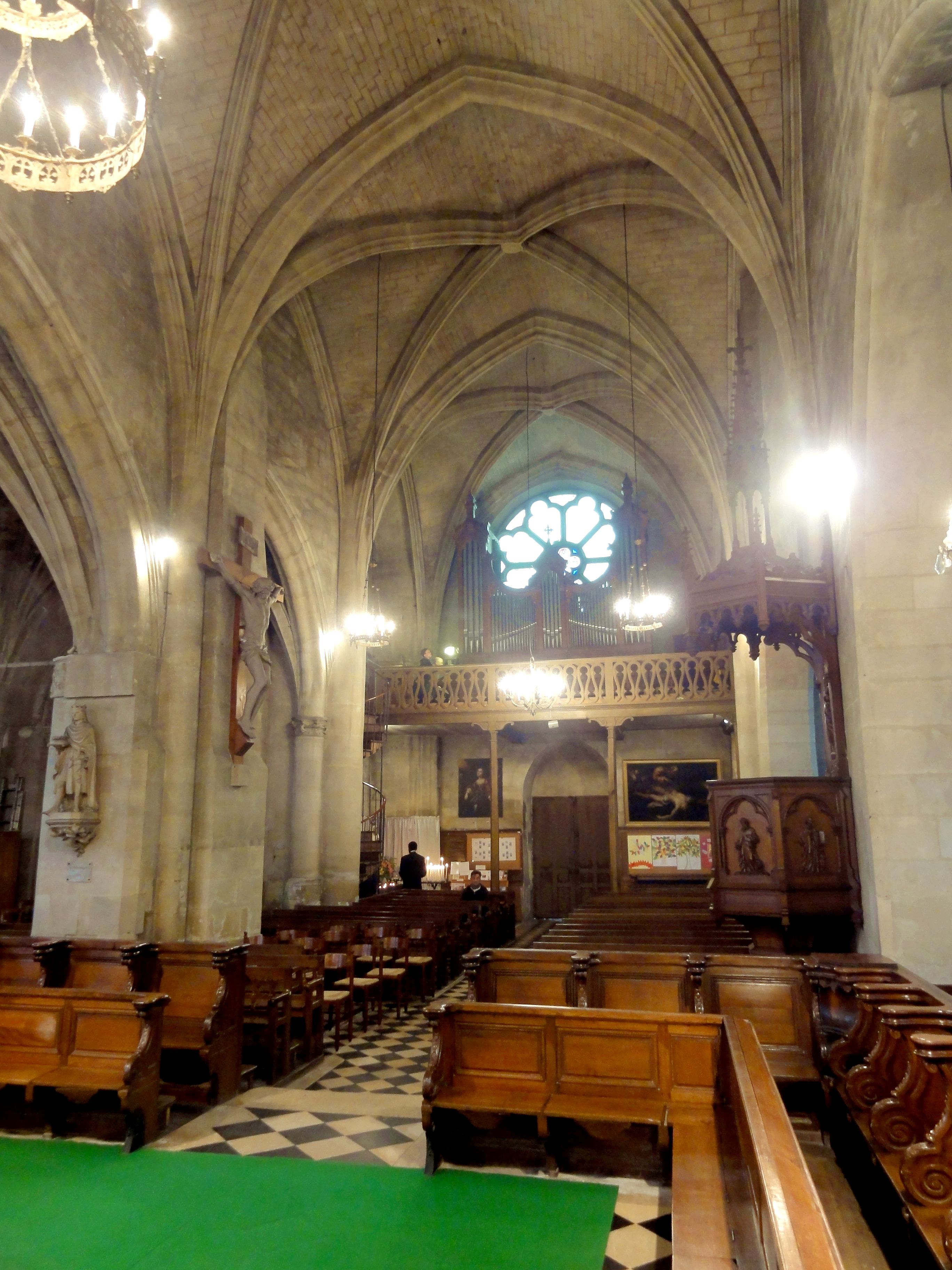
Nef, vue vers l'ouest.

L'église Saint-Pierre et Saint-Paul de Viarmes n'a pas encore fait l'objet d'un article ou d'une monographie détaillé. On peut néanmoins citer une mémoire de maîtrise inédite de Nicolas Alonso, rédigée en 1995 sous la direction d'Anne Prache à l'Université de Paris-Sorbonne (Paris IV). Du fait du manque de publications, le présent chapitre doit se limiter à énoncer les faits les plus essentiels. Sous tout l'Ancien Régime, la paroisse de Viarmes dépend du doyenné de Beaumont et de l'archiadiaconé de Clermont du diocèse de Beauvais. En effet, ce diocèse aujourd'hui limité au seul département de l'Oise allait jusqu'à Maffliers à son extrémité sud-est. Le prieur du prieuré Saint-Martin-des-Champs nomme à la cure. Selon la tradition, l'église actuelle occupe l'emplacement d'une ancienne chapelle, qui était déjà dédiée à saint Pierre. La construction de l'église commence à la fin du XIIe siècle ou au début du XIIIe siècle, et elle est sans doute achevée vers 1220, avant que ne débute la construction de l'abbaye de Royaumont. Seulement le chevet plat éclairé jadis par un triplet, les anciennes fenêtres hautes de la nef côté nord et la base du clocher subsistent encore de cette première église. Mathieu Lours suppose que le chœur, ou plus précisément la dernière travée du vaisseau central était initialement saillant. Ce caractéristique ainsi que le triplet donnent à penser que l'église était calquée sur la collégiale Saint-Côme de Luzarches, qui, comme le bourg de Viarmes, appartenait jusqu'en 1217 aux comtes de Beaumont. Dans les environs, les églises de Gouvieux et de Précy-sur-Oise offrent d'autres exemples d'églises à chevet plat sans nette distinction entre nef et sanctuaire, et le chevet de Précy comporte un triplet semblable.
Il y avait certainement déjà des bas-côtés au XIIIe siècle, car le vaisseau central est court, et au XIIIe siècle, les nefs uniques se limitent généralement à de petites églises rurales, et sont associés à un chœur plus soigné. Or, comme le montre l'étage des fenêtres hautes côté nord, l'église de Viarmes ne présentait pas de différence entre nef et chœur. La faible distance entre le sommet des grandes arcades et le seuil des fenêtres hautes prouve que le bas-côté n'était initialement pas voûté, car les voûtes ont nécessité l'exhaussement du mur du bas-côté, entraînant en même temps l'exhaussement du toit en appentis et l'obstruction des fenêtres. Tout porte à croire que le vaisseau central n'était pas voûté non plus, car aucun vestige de supports du XIIIe siècle n'est visible. Même la nef de l'importante église paroissiale Saint-Pierre-Saint-Paul de Gonesse, qui date de la même époque, n'était pas voûtée, pas plus que celle de l'église voisine d'Asnières-sur-Oise. Pendant une seconde campagne de travaux au premier tiers du XIVe siècle, le bas-côté nord est pourvu de nouvelles fenêtres munies d'un remplage gothique rayonnant, et prolongé d'une travée, qui se singularise par un chevet à deux pans. Le pan oblique ne se situe pas à l'angle nord-est de l'église, ce qui serait plus normal, mais à côté du chevet du vaisseau central, de sorte que le bas-côté fait légèrement saillie devant le chevet. De toute évidence, le bas-côté n'est pas encore voûté, car les cul-de-lampe sur lesquels retombent les nervures de la voûte affichent le style gothique flamboyant, qui apparaît dans la région au dernier tiers du XVe siècle. Cet écart s'explique facilement par la guerre de Cent Ans.

### De la fin de la guerre de Cent Ans jusqu'à la Révolution française

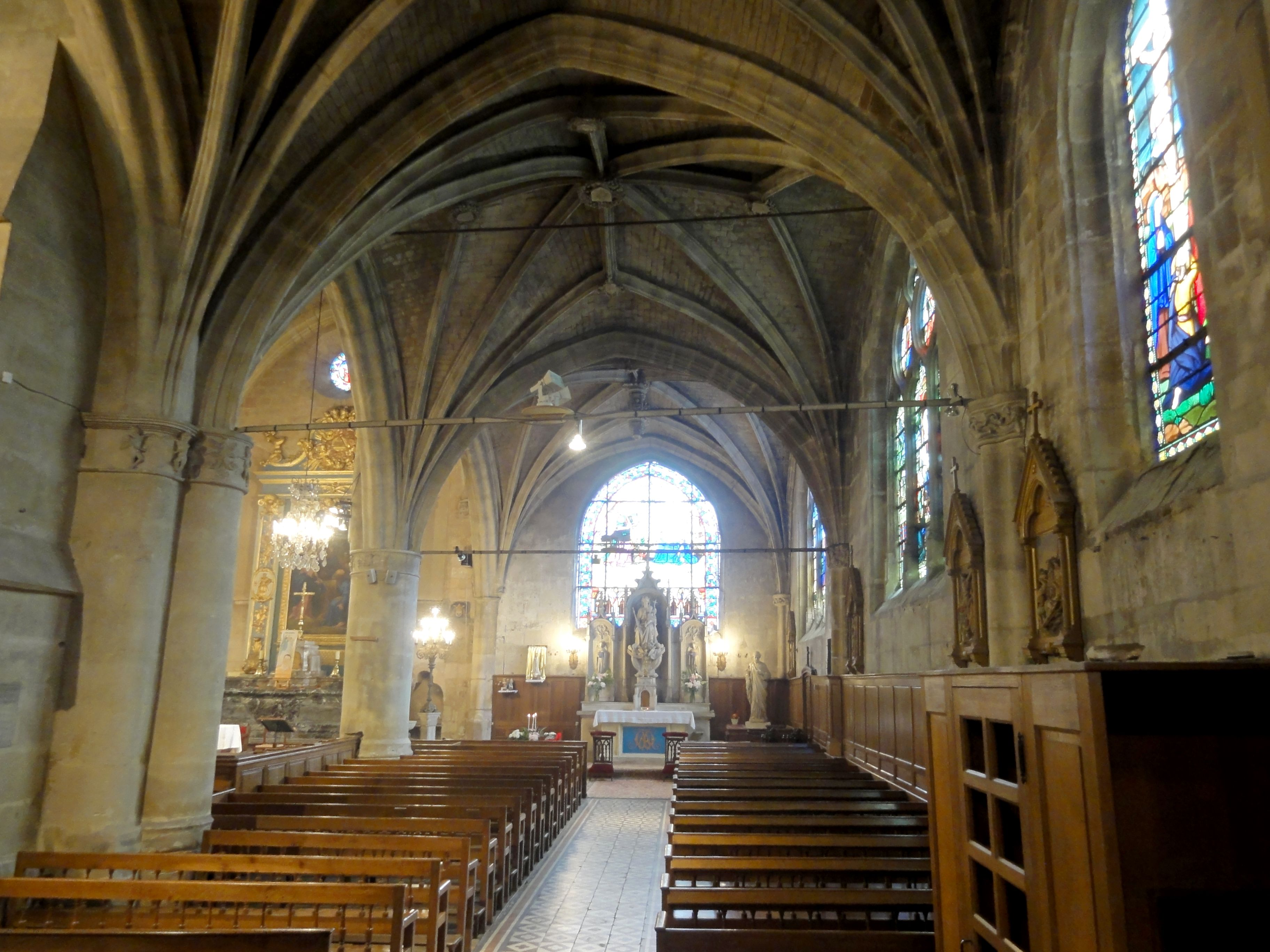
Le bas-côté sud a été rebâti au XVIe siècle (vue vers l'est).

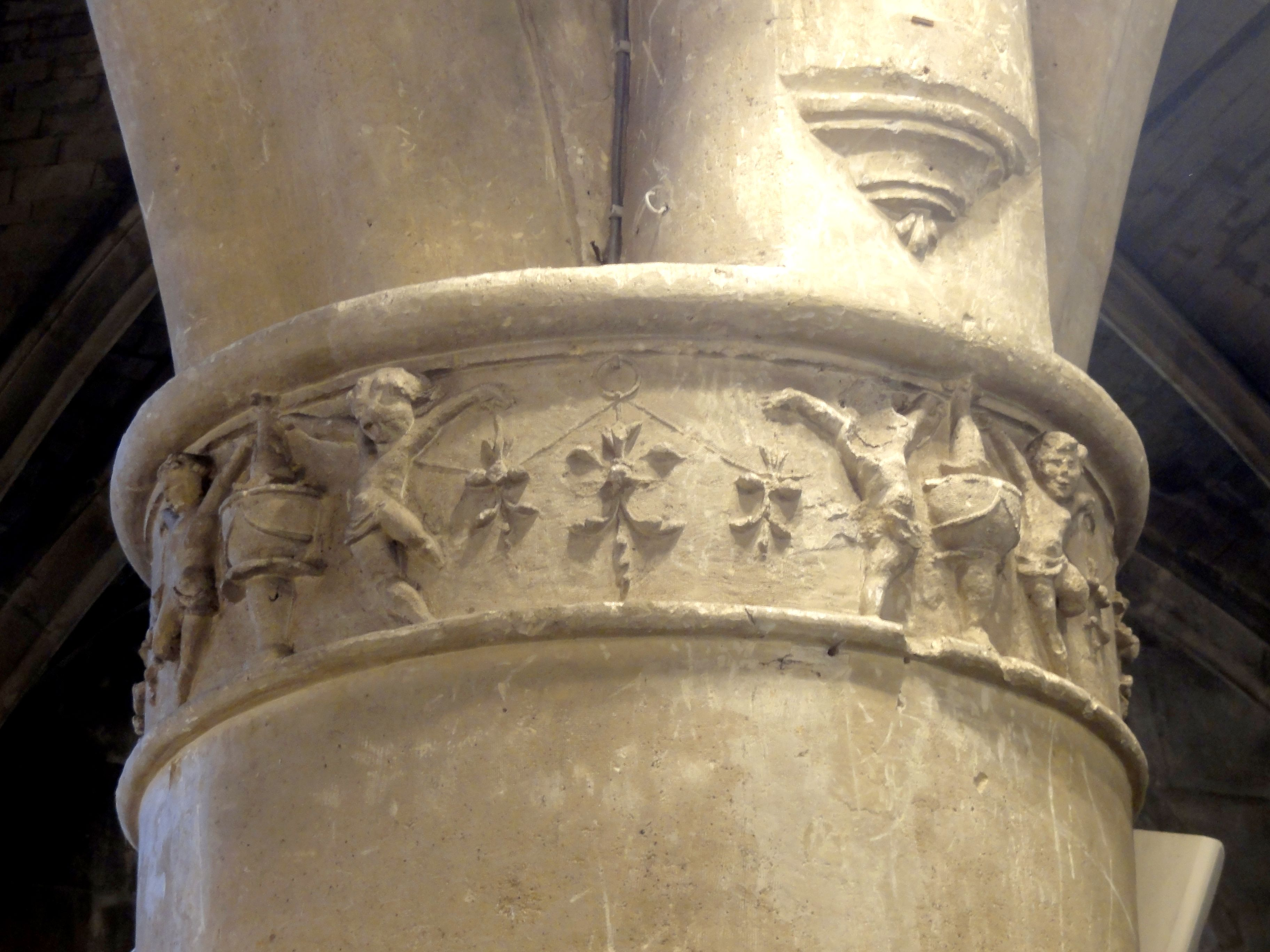
Chapiteau décoré de chérubins, du 2e quart du XVIe siècle.

Après la fin de la guerre de Cent Ans, l'église Saint-Pierre-Saint-Paul bénéficie d'une importante reconstruction. Dans un premier temps, cette troisième campagne de travaux porte sur le voûtement et la réfection des fenêtres du bas-côté nord. Les fenêtres de la troisième et de la quatrième travée perdent leur largeur importante et sont portées à la largeur de la première et de la deuxième fenêtre. Dans un deuxième temps, le vaisseau central est également voûté, certainement en progressant d'est en ouest, car le sanctuaire est prioritaire. Il y a peut-être une interruption après le voûtement de la troisième travée, car le deuxième pilier de la nef au sud, est épaulé par un contrefort interne à l'ouest de cette même travée. Des incertitudes planent sur l'impact de la troisième campagne de travaux sur les grandes arcades. Au sud, elles ne datent de toute façon que du XVIe siècle, mais au nord, elles ne portent pas les caractéristiques de l'une des trois époques de construction. En effet, elles ne sont non seulement dépourvues de mouluration, ce qui arrive encore parfois au XIIIe siècle comme à la collégiale Saint-Martin de Champeaux, mais également dépourvues de chapiteaux, ce qui dans les environs n'a son pareil que dans la nef de l'église Saint-Quentin de Valmondois. Les piliers sont trop larges pour que l'on puisse évoquer l'hypothèse d'une simple suppression des chapiteaux au XVe siècle. Une possibilité serait la construction d'arcades moins larges au sein des arcades préexistantes, mesure qui aurait pu être motivée par des problèmes de stabilité. Les arcades auraient donc été exceptionnellement larges avant ce remaniement, comme dans la nef de Jouy-le-Moutier. Quoi qu'il en soit, la reconstruction continue au XVIe siècle, et pendant cette quatrième campagne de construction, le bas-côté sud est entièrement rebâti, y compris les grandes arcades au sud du vaisseau central. L'intérieur de l'église trouve ainsi sa physionomie actuelle. Au XVIIe siècle, un incendie frappe le clocher, qui est réparé tant bien que mal. Au XVIIIe siècle, un porche monumental est plaqué devant le clocher, où se situe alors le portail principal. À la Révolution française, en 1791, le marquis de Tavanet, acquéreur de l'abbaye de Royaumont qu'il transforme en manufacture et dont il fait démolir l'église abbatiale, offre à la paroisse de Viarmes le retable et le maître-autel. Leur installation a conduit au bouchage du triplet du chevet, ce qui prive le vaisseau central presque entièrement d'éclairage naturel.

### Depuis le début duXIXesiècle
Après la Révolution française et la création du département de Seine-et-Oise, la paroisse de Viarmes est rattachée au nouveau diocèse de Versailles qui correspond exactement au territoire du département. Le diocèse de Beauvais se limite désormais au seul département de l'Oise. — En 1823, trois nouvelles cloches remplacent celles fondues à la Révolution, qui ne laisse qu'une seule cloche à chaque église afin de pouvoir sonner le tocsin. Le bas-côté sud est restauré au cours des années 1860 ; une clé de voûte de la troisième travée porte la date de 1863. Ici et dans le bas-côté sud, les clés de voûte armoiriées martelées à la Révolution sont refaites. Entre 1885 et 1887, le clocher est entièrement restauré sous la direction de l'architecte Arthur Lemoux. À l'intérieur, cette restauration est très radicale, et les colonnettes à chapiteaux de la fin du XIIe siècle sont apparemment resculptés à l'identique, sans laisser en place des témoins de la situation antérieure. À l'extérieur, le clocher conserve son architecture d'origine jusqu'au sommet des fenêtres de l'étage de beffroi. Au-delà, la réparation après l'incendie avait été assez sommaire, et il n'y avait plus de corniche. Le couvrement se faisait par un toit en bâtière avec des pignons à l'ouest et à l'est, ce qui est conforme aux traditions de la région. Mathieu Lours n'exclut toutefois pas l'existence ancienne d'une flèche de pierre. Le nouveau couronnement du clocher imaginé par Lemoux est en tout cas une pure invention dans le goût néogothique. Pour la reconstruction de la façade occidentale en 1889, l'abbé Courtin fait appel à un autre architecte, Édouard Bérard, qui est un élève d'Eugène Viollet-le-Duc. Si la rosace est ancrée dans l'architecture gothique de la région, le portail est lui aussi une pure création néogothique. Les travaux des années 1880 ont été rendus possibles grâce à la générosité de M. Halbout et surtout de Mme Champion-Mazille, qui offre 150 000 francs-or. L'église est remeublée à la même époque : les vitraux datent de 1880, la chaire de 1883, et l'orgue Cavaillé-Coll de 1886. L'inscription au titre des monuments historiques par arrêté du 29 mars 2004 est encore récente.
Dans le contexte de la refonte des départements d'Île-de-France, le nouveau diocèse de Pontoise est érigé en 1966, et Viarmes en fait partie à l'instar de toutes les autres paroisses du département. Par la suite, les anciennes paroisses indépendantes de Saint-Martin-du-Tertre et Asnières-sur-Oise fusionnent avec la paroisse de Viarmes. La paroisse d'Asnières avait déjà absorbé depuis longtemps celle de Noisy-sur-Oise, et avec la chapelle du hameau de Baillon, dispose d'un second lieu de culte sur la commune. L'actuelle paroisse de Viarmes regroupe ainsi quatre églises et une chapelle. Dans l'église Saint-Pierre-Saint-Paul, les messes dominicales sont célébrées à 11 h 00. S'y ajoutent des messes en semaine.
Le 26 janvier 2024, un feu de charpente se déclenche sur le clocher de l’édifice. Plus de 70 sapeurs-pompiers ont été mobilisés afin de contenir l’incendie. Cet accident s’est déroulé alors qu’un plan de réfection était mis en œuvre depuis septembre 2022. Selon le commandant des pompiers, Arnaud Dudous, le feu s'est déclenché à la suite de travaux de soudure.

## Description

### Aperçu général

Plan de l'église.

L'église est à peu près régulièrement orientée, avec une légère dérivation de l'axe de l'édifice vers le nord-est du côté du chevet. Son plan s'inscrit dans un rectangle, abstraction faite de la sacristie. Du fait du manque de place, il est d'une grande simplicité : le chevet est plat, et il n'y a pas de déambulatoire, ni de transept. L'église se compose d'un vaisseau central de quatre travées, sans distinction entre nef et chœur ; d'un bas-côté nord relativement étroit ; d'un clocher au sud de la première travée du vaisseau central ; et d'un bas-côté sud presque aussi large que le vaisseau central, dont il accompagne la seconde, la troisième et la quatrième travée. La sacristie se situe au sud de la quatrième travée, mais elle est assez basse pour ne pas boucher sa fenêtre. — L'ensemble de l'église est voûté d'ogives. Le vaisseau central possède une élévation à deux niveaux, avec l'étage des grandes arcades et l'ancien étage des fenêtres hautes. Cependant, toutes les fenêtres hautes sont bouchées depuis la mise en place de la toiture unique recouvrant l'ensemble de l'église, avec des pignons uniques pour les trois vaisseaux, un à l'ouest et un à l'est. Au sud, toute trace des fenêtres hautes à même disparu, sauf sans doute dans les combles. La base du clocher sert de chapelle des fonts baptismaux, et communique à la fois avec le bas-côté sud, à l'est, et la nef, au nord. Cependant, le mur gouttereau sud de la nef ne jouxte pas le mur nord du clocher, et l'intervalle est compensée par une travée intermédiaire, qui abrite notamment l'escalier de la tribune d'orgue. Une autre particularité est le chevet du bas-côté nord, qui est à deux pans et fait très légèrement saillie. Cette courte partie saillante est séparée du reste de l'église par un mur et contient un cagibi. On accède au clocher par un escalier en colimaçon, dont la cage se situe au sud, clocher et bas-côté sud.

### Intérieur

#### Vaisseau central

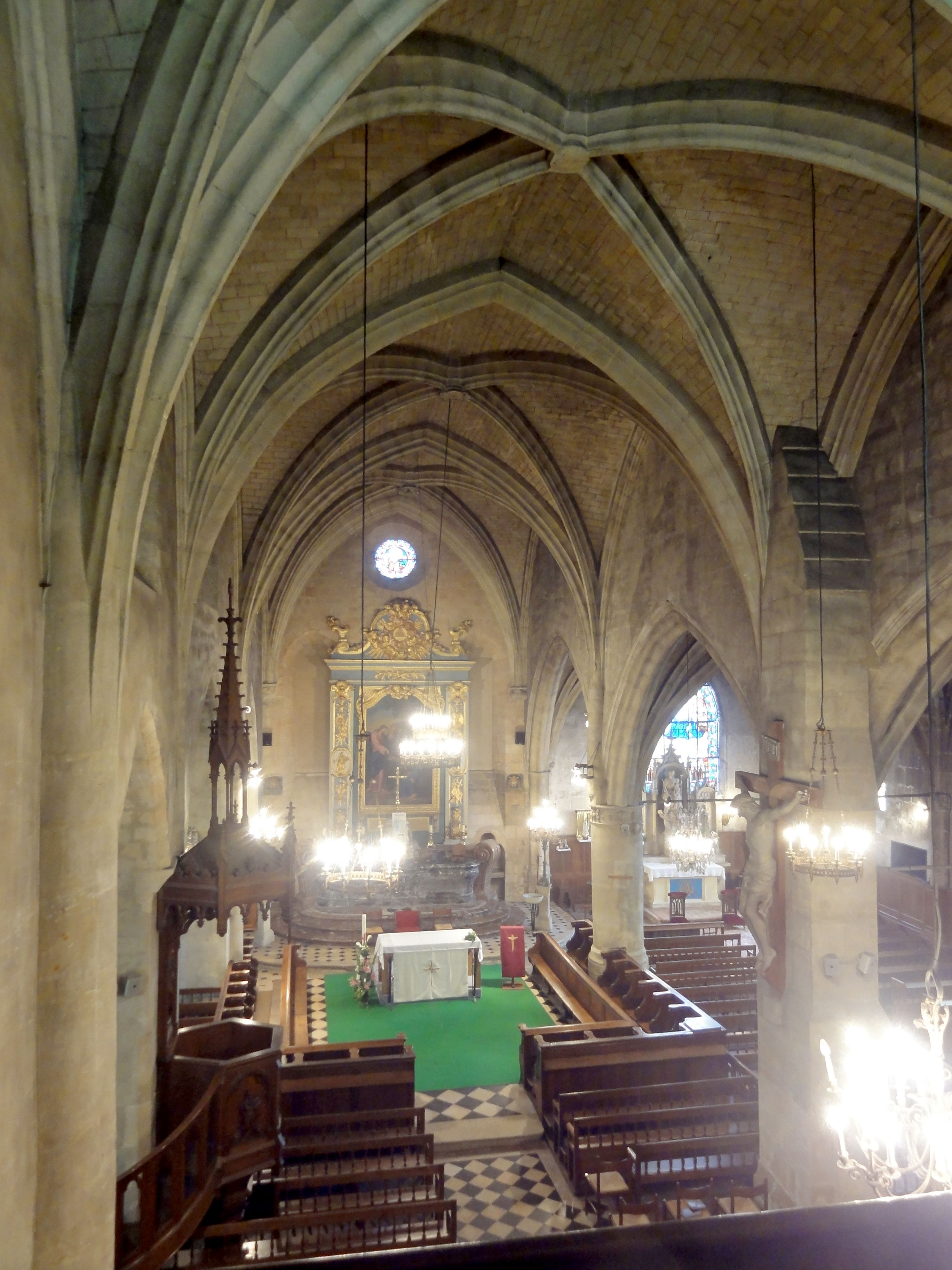
Nef, vue vers l'est.

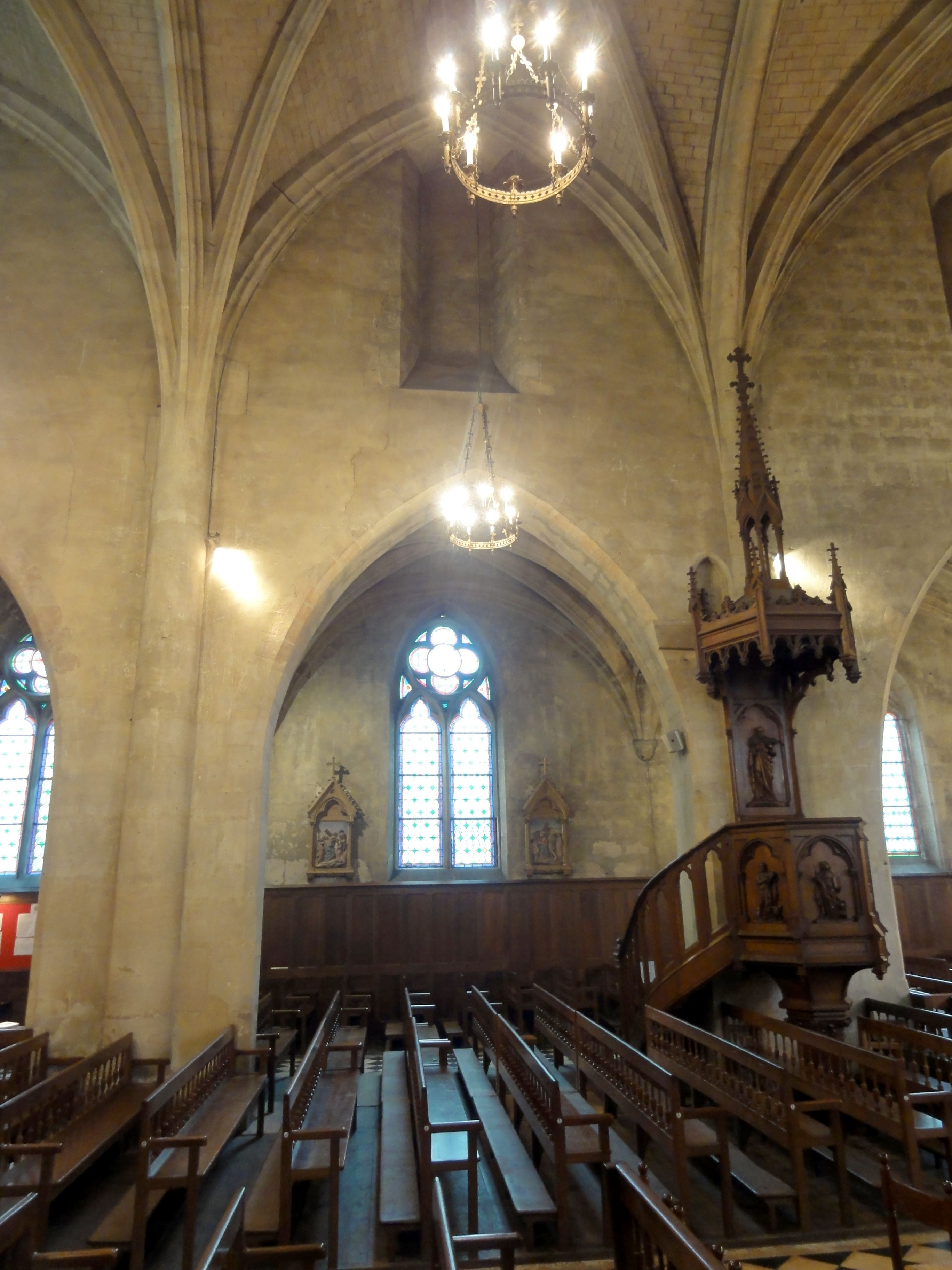
Élévation nord (2e travée).

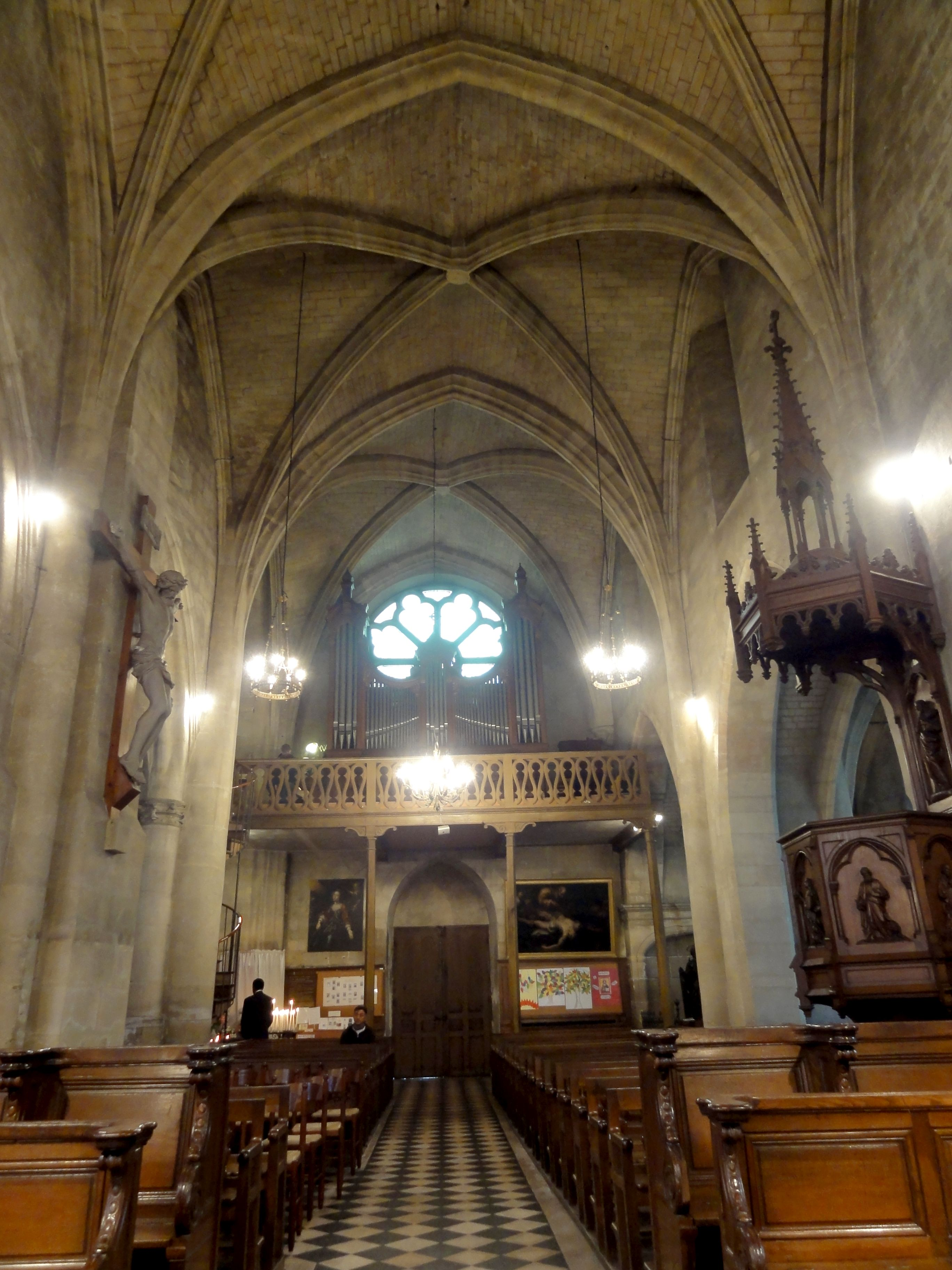
Vue vers l'ouest.

Le vaisseau central, que l'on peut appeler la nef en simplifiant (ce terme n'incluant en principe pas le sanctuaire), ne dispose pratiquement plus d'éclairage par la lumière naturelle, et est donc extrêmement sombre. Les fenêtres hautes au-dessus des grandes arcades ont disparu depuis la période flamboyante ; le triplet du chevet a été bouché au plus tard pour la pose du retable de Royaumont, en 1791 ; et la rosace occidentale est partiellement obturée par l'orgue. Reste en outre un oculus tout en haut du mur du chevet. Son vitrail du XIXe siècle représente Dieu le Père. L'oculus, les fenêtres du triplet et les fenêtres hautes ne sont pas décorées, et largement ébrasées. Le triplet et les fenêtres hautes s'ouvrent au-dessus d'un long glacis forement incliné, et ces caractéristiques partagés permettent de conclure qu'ils appartiennent à la même campagne de construction. Le maître d'œuvre a adopté un style très austère. Les grandes arcades du nord, simplement chanfreinées, paraissent cohérents avec ce style. L'absence de chapiteaux est toutefois surprenante, car même dans les nefs construites à l'économique, comme Asnières-sur-Oise, Boran-sur-Oise, Fontenay-en-Parisis ou Fosses, l'on n'y a pas renoncé. La nef de Valmondois, déjà signalée, n'est pas tout à fait comparable, car nettement plus petite et limitée à deux travées. Un seul détail a été plus soigné. Il s'agit de la piscine liturgique à droite du chevet, qui se compose d'une profonde niche sous un arc trilobée orné d'un tore. Les deux vasques sont creusées dans une tablette moulurée qui repose sur une courte colonnette à chapiteau.
Depuis le voûtement de la nef vers 1470-1480, l'élévation nord de la nef se présente comme suit. Les quatre grandes arcades en tiers-point, assez aigües, sont séparées par de larges piliers rectangulaires, et surmontées par d'étroites fenêtres hautes en arc brisé, désormais bouchées. Comme d'usage à la première période gothique, ce devaient être des lancettes simples, sans remplage. Afin de recevoir les nervures des voûtes, des demi-colonnes ont été engagés dans les piliers. Les nervures prismatiques des voûtes, ogives, arc-doubleaux et formerets se fondent directement dans les piliers, ce qui correspond tout à fait à l'esthétique flamboyante. Dans les extrémités nord-ouest, nord-est et sud-est, il n'y a pas de piliers, et les nervures y retombent sur des culs-de-lampe. Au nord, ils représentent des bustes d'hommes traités de façon réaliste, alors qu'au sud-est, le rendu est caricatural. Les doubleaux sont moulurées, sur chaque flanc, d'une large gorge et d'une autre, plus étroite, devant laquelle le tore central fait saillie. Il est aminci et garni d'un filet sur sa face. Le profil des ogives est analogue, mais elles sont plus fines. Les clés de voûte de la première à la seconde travée sont des écussons vierges, apparemment bûchés à la Révolution comme le montre le décor abîmé qui les entoure. Sur la clé de la dernière travée, se profilent deux anges ailés avec de longs cheveux, vêtus de longues robes et portant un écusson, au-dessus duquel apparaissent deux ailes qui ne peuvent être ceux des anges.
L'élévation sud comporte des différences d'une travée à l'autre. Les grandes arcades, qui datent entièrement du XVIe siècle, présentent comme moulures principales trois gros boudins accolés, ce qui correspond exactement au profil des piliers ondulés engagés dans les murs du bas-côté. Comme au nord, les nervures des voûtes se fondent dans de demi-colonnes rondes engagées dans le mur. Ces supports doivent remonter au siècle précédent et les murs hauts n'ont donc pas été rebâtis XVIe siècle, mais toute trace des fenêtres hautes a néanmoins disparu. — Au droit du chevet, la dernière grande arcade retombe sur un pilier ondulé. Un tore et un filet marquent l'intersection. — Entre la quatrième et la troisième travée, la demi-colonne s'arrête sur un culot simplement mouluré au-dessus de la frise d'un gros pilier monocylindrique appareillé en tambour. C'est l'unique pilier de ce type que possède l'église. La frise, qui occupe l'emplacement habituel du chapiteau, met en scène des chérubins dansants autour de grands vases, le reste de l'espace étant décoré de maigres guirlandes de fleur. Les angelots annoncent le style de la Renaissance à venir, et permettent de dater les grandes arcades du sud de la fin de la période flamboyante, au second quart du XVIe siècle. On trouve une iconographie analogue sur les chapiteaux de la nef de Bessancourt, du chœur de Boran-sur-Oise et du bas-côté sud de Villiers-le-Bel. — Entre la troisième et la seconde travée, on trouve le contrefort interne déjà signalé, à droite de la demi-colonne du XVe siècle recevant les nervures des voûtes de la nef. À l'image des contreforts extérieurs, il est scandé par un glacis formant larmier et une retraite sous la forme d'un court glacis, et s'achève par un glacis à gradins tourné vers l'ouest. Près de ce contrefort, la troisième grande arcade du sud retombe sur un massif de maçonnerie un peu difforme. — Entre la seconde et la première travée, la demi-colonne des hautes-voûtes s'adosse à la pile nord-est du clocher. La grande arcade de la seconde travée retombe ici sur une demi-colonne semblable, qui est agrémentée d'une frise semblable à celle du gros pilier cylindrique déjà signalé. Ici, c'est le clocher qui a empêché la mise en place d'un tel pilier ; plus à l'est, c'est le contrefort qui a rendu cette disposition impossible.

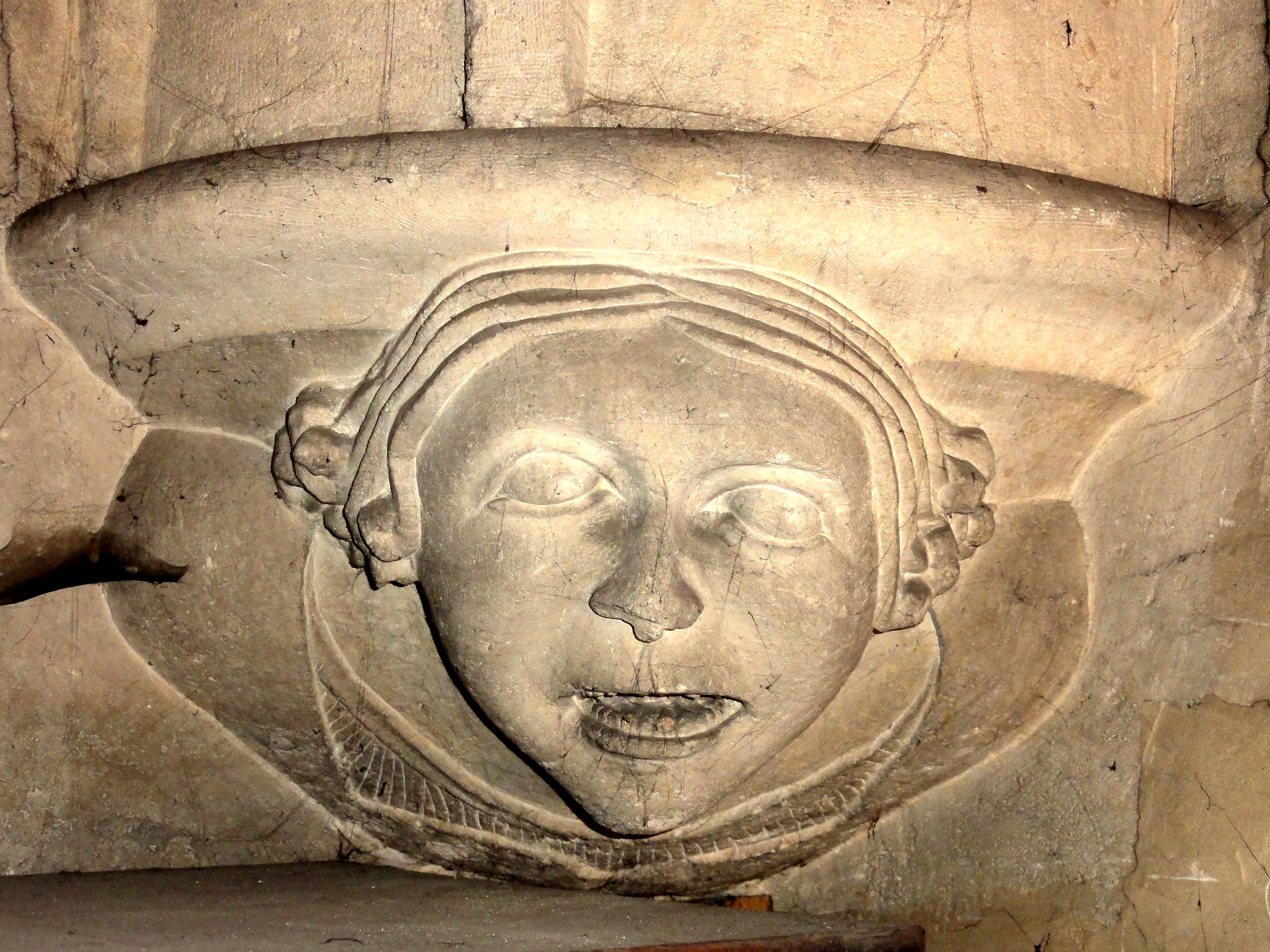
Cul-de-lampe nord-ouest.
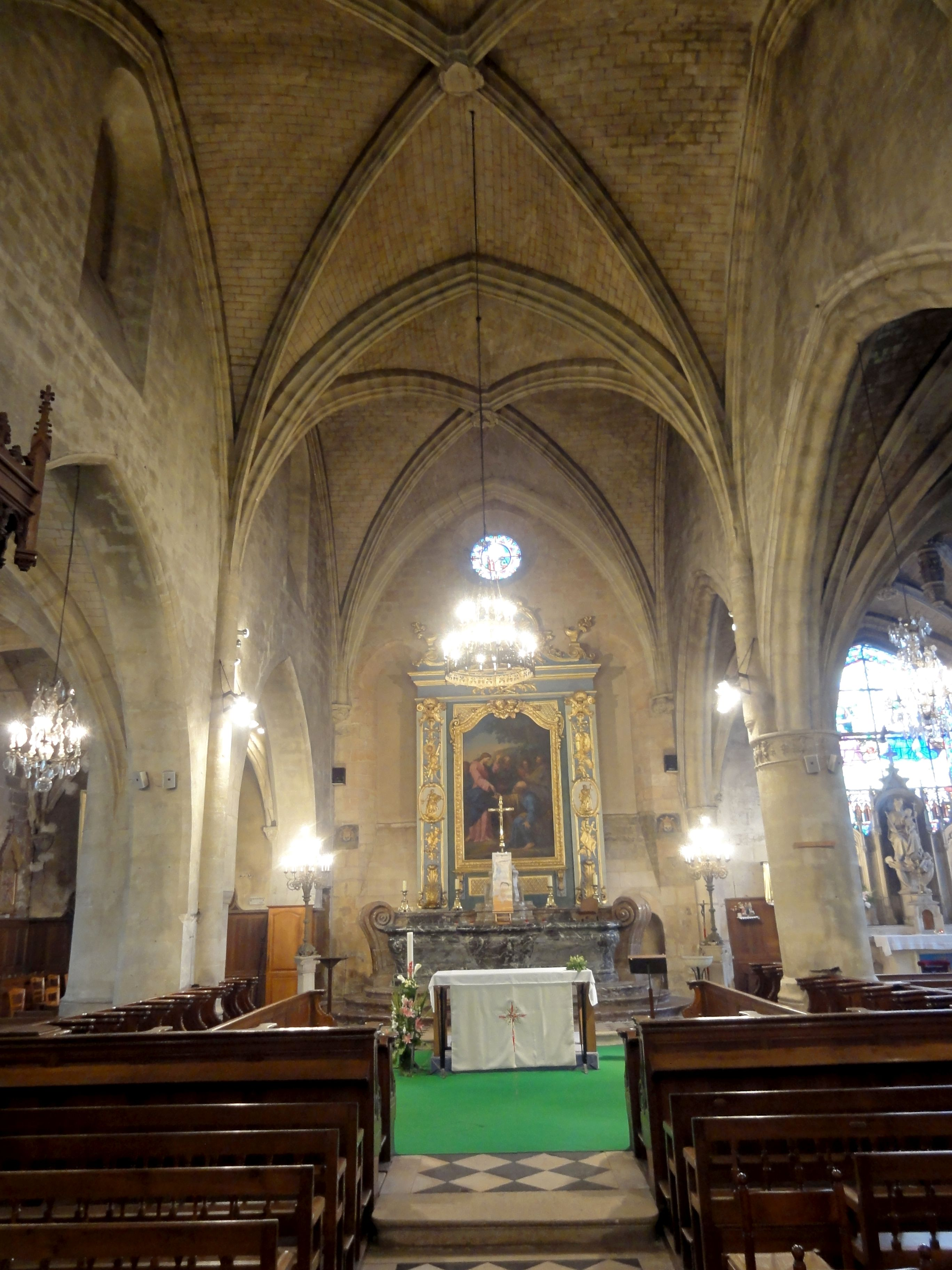
Vue vers l'est.
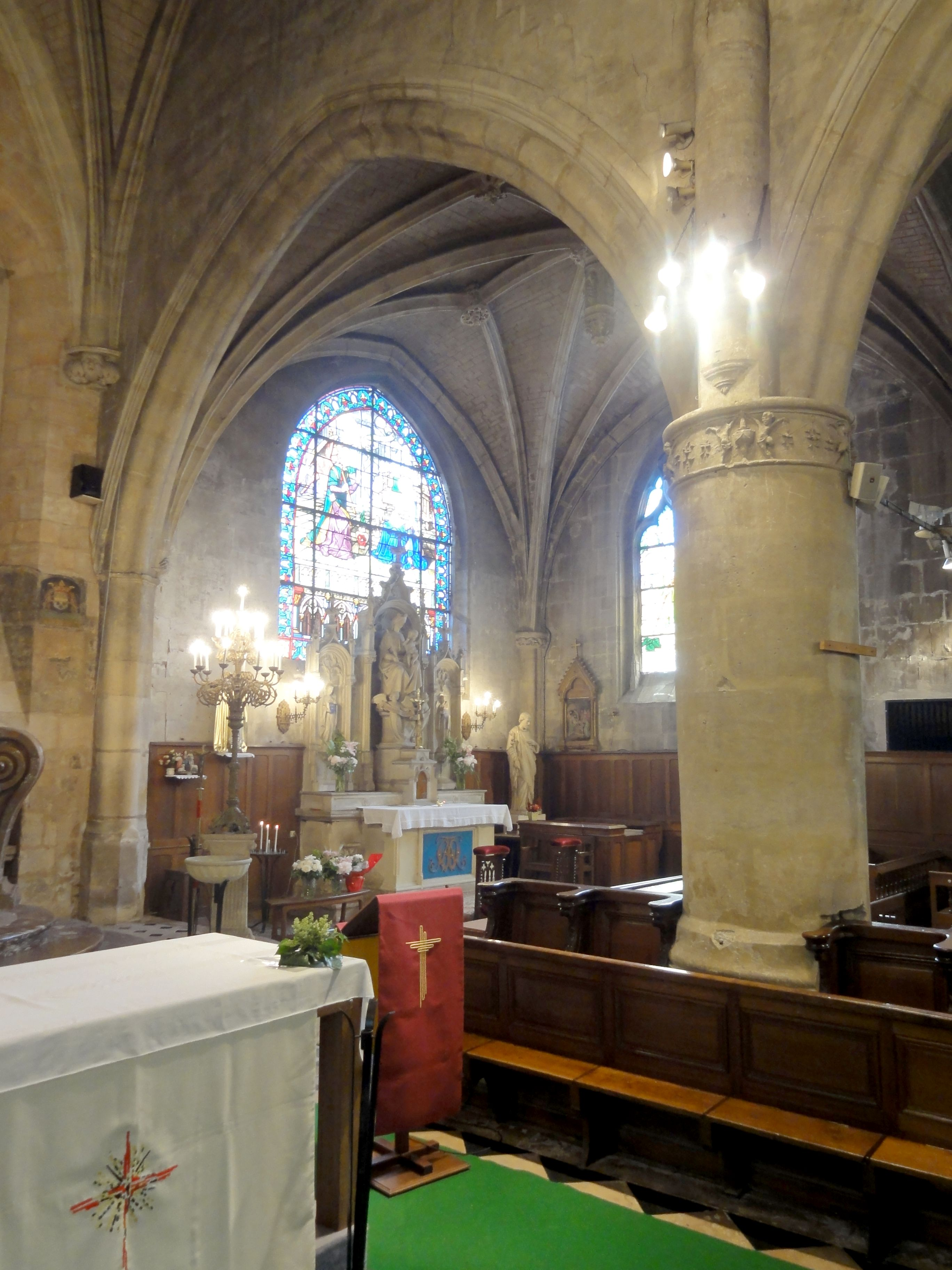
Dernière arcade au sud.
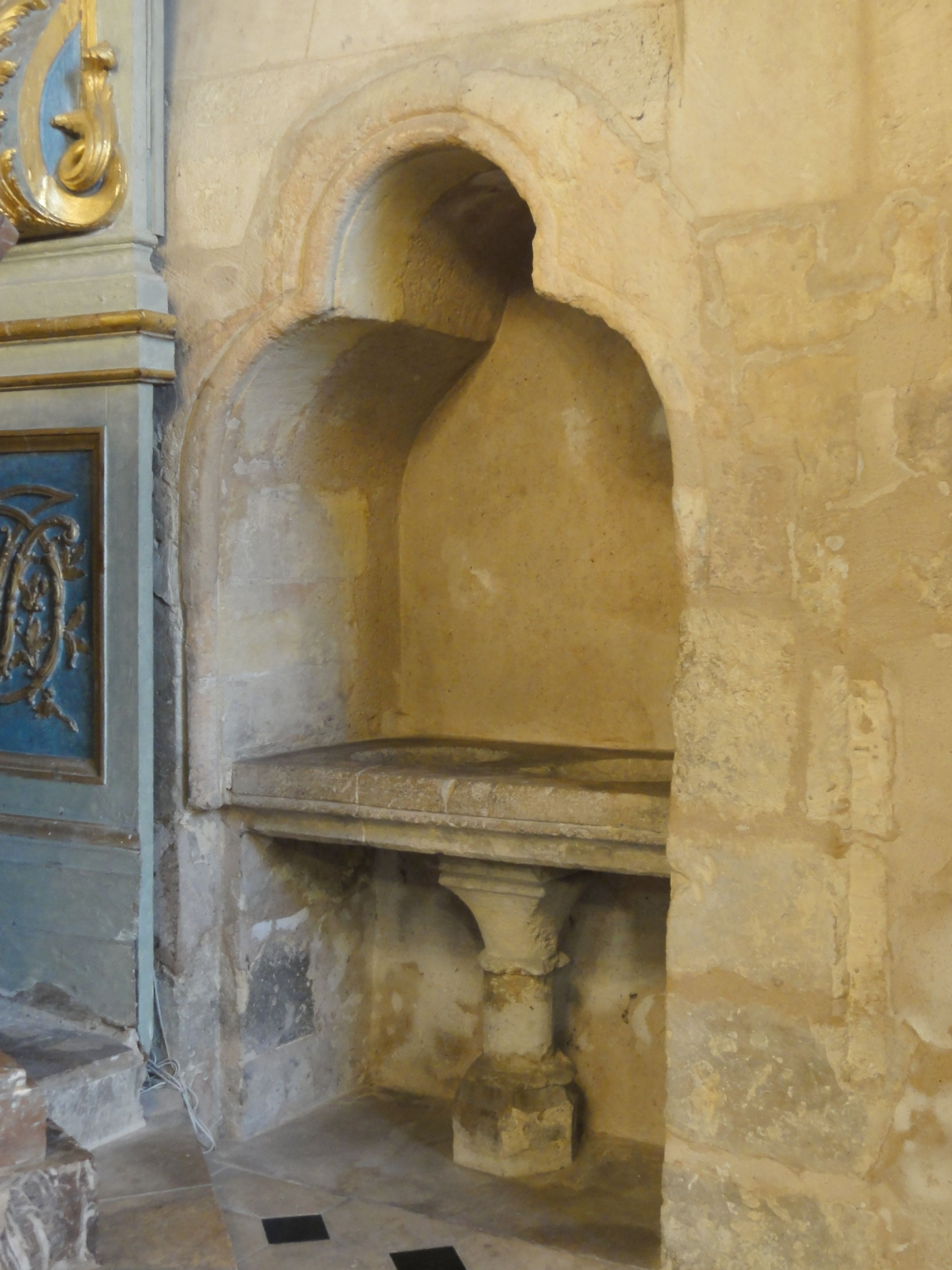
Piscine à droite du chevet.
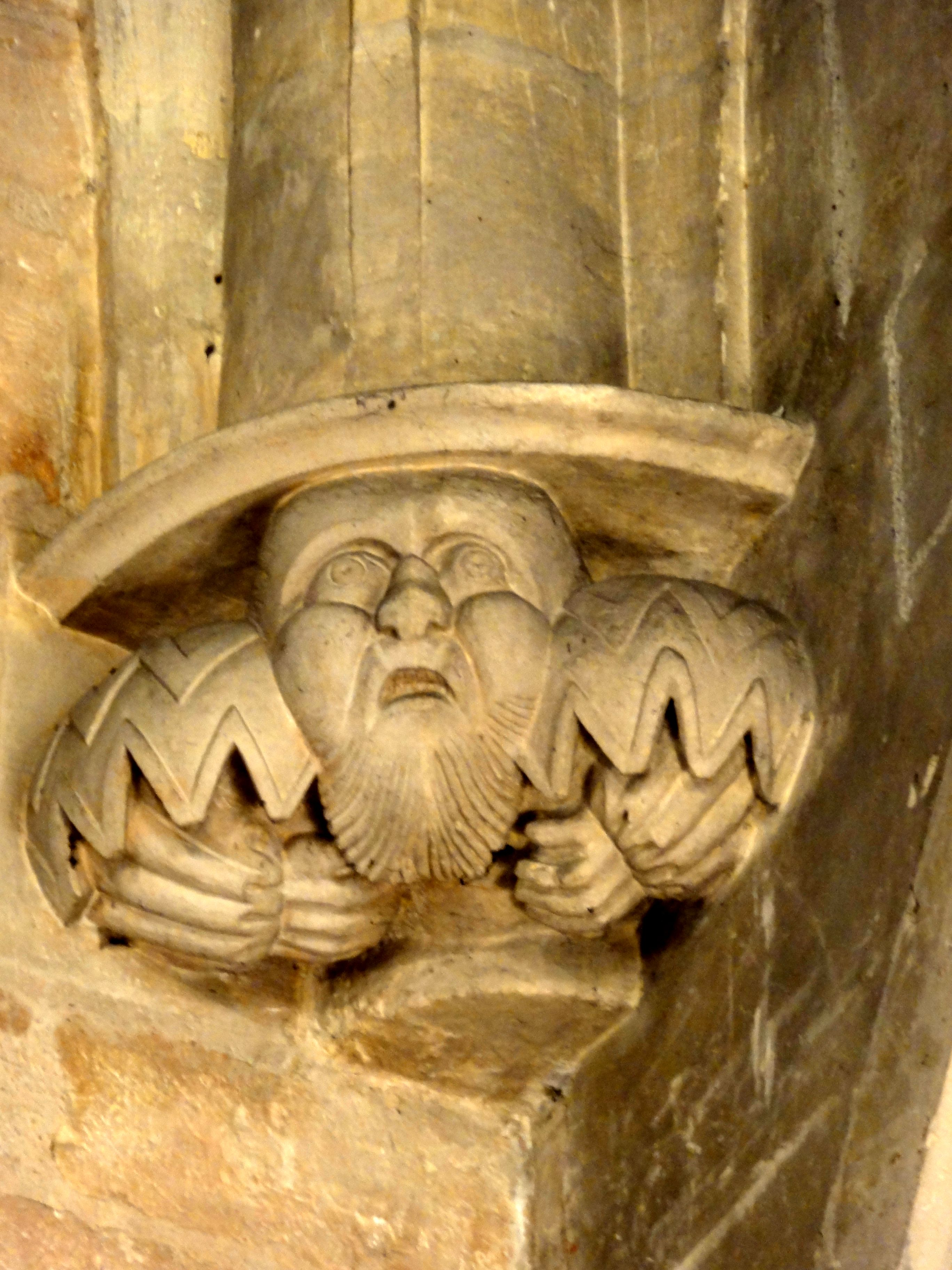
Cul-de-lampe sud-est.
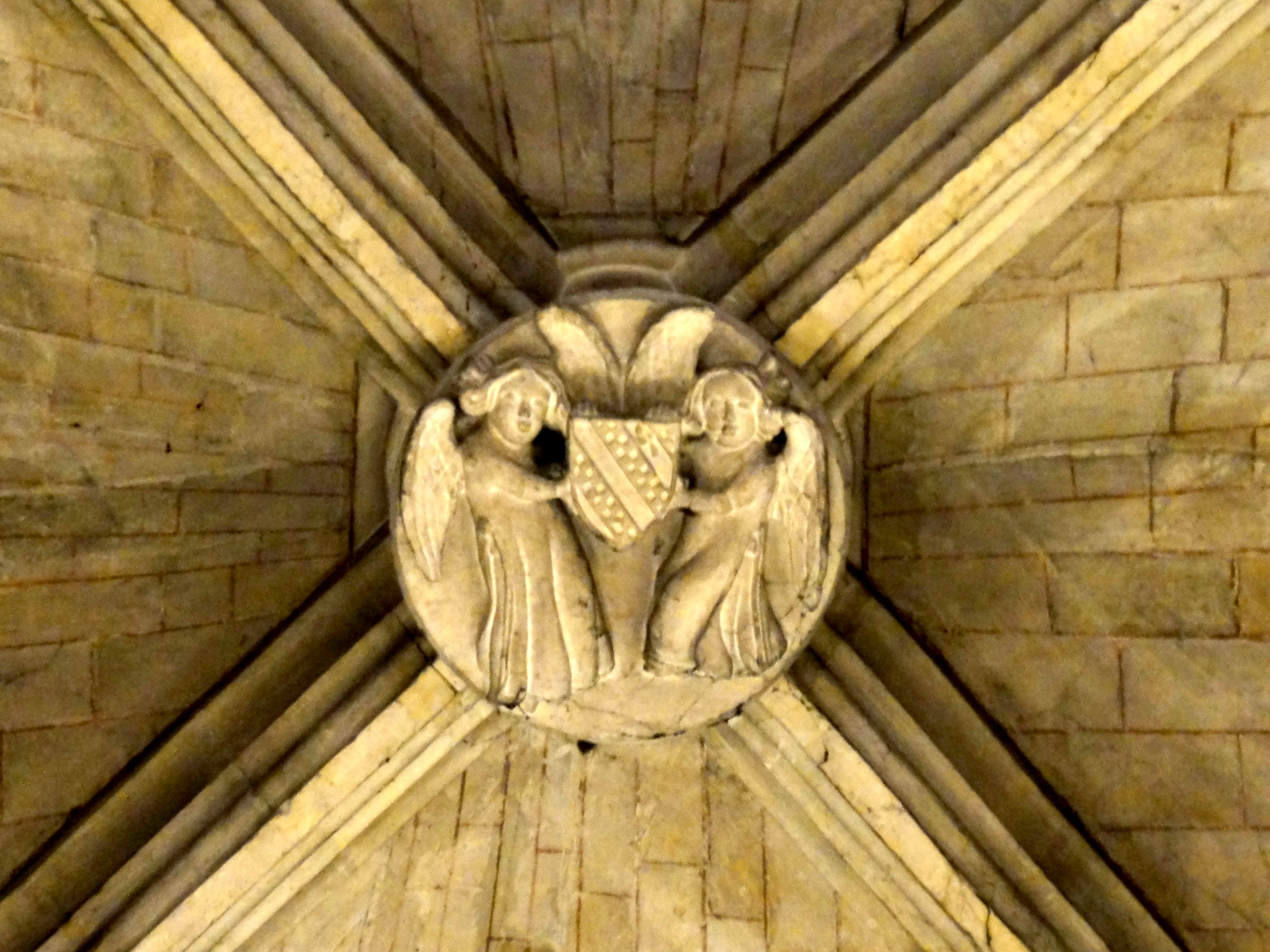
Clé de la dernière travée.

#### Bas-côté nord

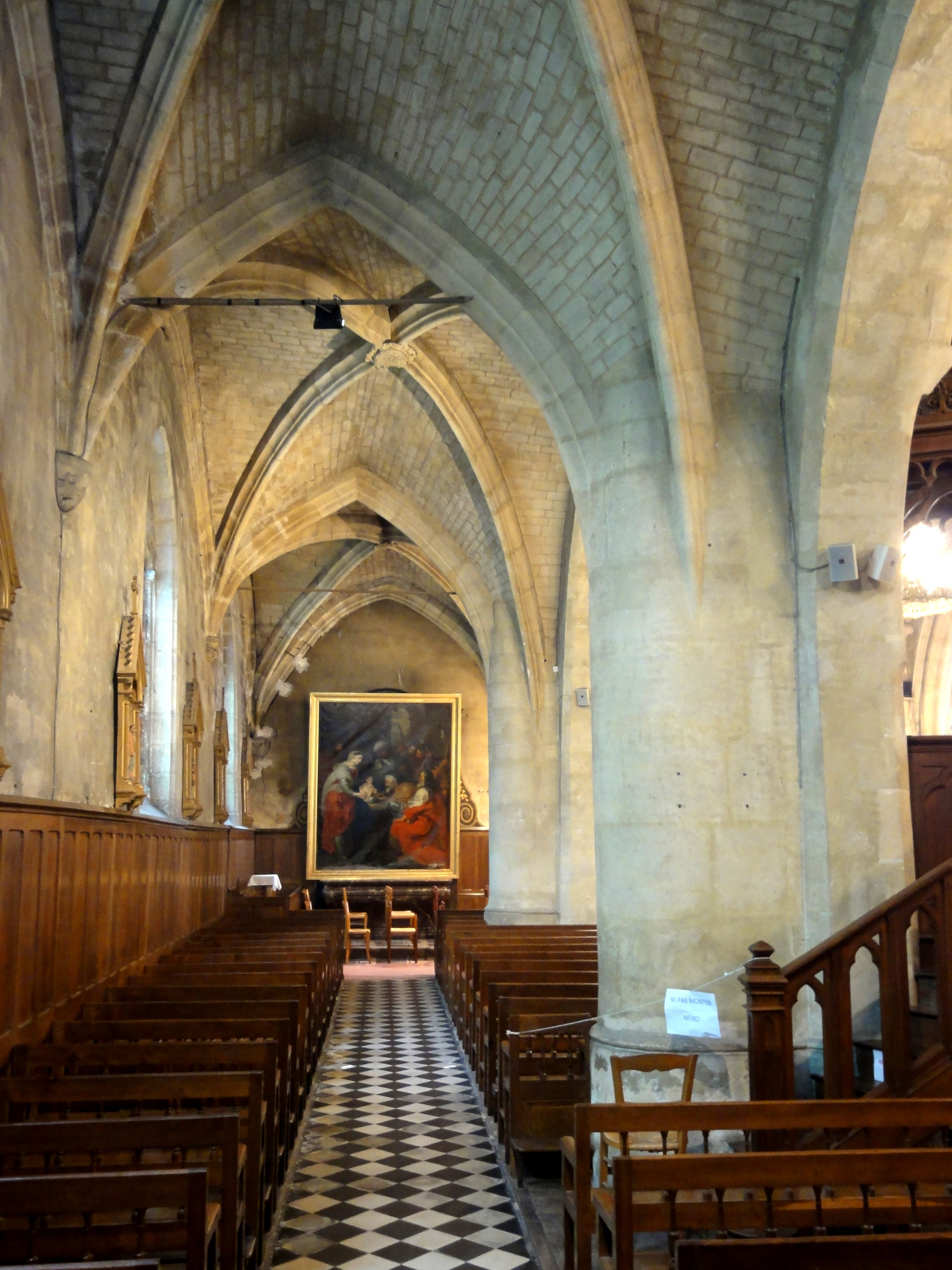
Vue vers l'est.

Le bas-côté sud comporte quatre travées largement identiques, séparés par d'étroits doubleaux assez aigus, qui retombent sur des culs-de-lampe au droit du mur latéral, et se fondent dans les piliers du côté de la nef, au sud. Ce ne sont pas les piliers rectangulaires de la nef déjà décrites, mais sans doute les contreforts de ces mêmes piliers, légèrement moins larges et arrondis vers le nord. Dans les bas-côtés de l'église de Valmondois, les contreforts des piliers de la nef font également saillie. Ici les faces arrondies et les bases moulurées de l'époque flamboyante font un peu oublier qu'il s'agit de contreforts, mais le diamètre dépasse largement celui des supports habituels à la période gothique. Les voûtes sont toutes pourvues de formerets. Le profil des nervures est plus simple que dans la nef. Les ogives consistent d'un large bandeau dont les arêtes cèdent la place à des gorges, et dont la face est garni d'un tore aminci. Ce profil se situe à mi-chemin des profils toriques de la période gothique primitive et rayonnante, et le profil prismatique de la période flamboyante : on se situe vraisemblablement aux débuts de la période flamboyante. Les doubleaux présentent un gros boudin entre deux gorges, et leur esthétique est plus clairement flamboyante. Les clés de voûte sont des écussons entourés de feuillages, un disque avec une fleur à huit pétales, et, dans la dernière travée, une délicate rosace avec des pétales superposées sur trois niveaux.
Comme déjà signalé, les supports sont des culs-de-lampe dans les angles et le long du mur gouttereau. Les culs-de-lampe existent au XIIIe siècle, comme le prouvent l'abbatiale de Saint-Jean-aux-Bois et le transept remanié de Jouy-le-Moutier. Mais les motifs se limitent généralement à des feuilles polylobées appliquées. Ici, l'on voit des feuilles plus grasses et souvent frisées, combinées dans un cas avec un curieux personnage, et dans l'extrémité nord-ouest, un buste d'ange tient un phylactère vide. Ce motif s'observe également à Bessancourt, et des chapiteaux ou culs-de-lampe du même style se trouvent aussi à Cormeilles-en-Parisis, ou dans le transept de Champagne-sur-Oise, qui a été partiellement repris à l'époque flamboyante. Si les fenêtres datent de cette même époque, elles permettent de dater plus précisément le voûtement du bas-côté. En effet, les deux premières fenêtres affichent encore un remplage rayonnant tardif qui évoque davantage le XIVe siècle. Il se compose de deux lancettes aux têtes trilobées, surmontées d'un oculus dans lequel s'inscrit un quatre-feuilles, tous les écoinçons étant ajourés. Les meneaux ont un profil aigu et ne portent pas de chapiteaux, et les têtes trilobées des lancettes sont allongées, notamment le lobe du milieu. Sur la troisième et la quatrième fenêtre, un soufflet et deux mouchettes se substituent au quatre-feuilles. Ce motif est caractéristique du style flamboyant, et puisque la transition d'un motif vers l'autre s'observe au sein d'une même partie de l'église, les remaniements doivent dater du tout début de la période flamboyante, soit des années 1460 ou 1470. Le fait qu'un tore entre encore dans la composition du profil des ogives parle dans le même sens. — Le mur occidental comporte un portail, qui est celui habituellement utilisé. Le chevet est malheureusement bouché par un mur. L'autel placé contre ce mur ne comporte plus de statue. Un grand tableau représentant la Sainte Famille, classé au titre objet, y est accroché. Anciennement le bas-côté nord était la chapelle Saint-Vincent, sans doute en raison de l'importance de la viticulture à Viarmes. Une statue du XIXe siècle du patron des vignerons est encore placée devant un pilier,.

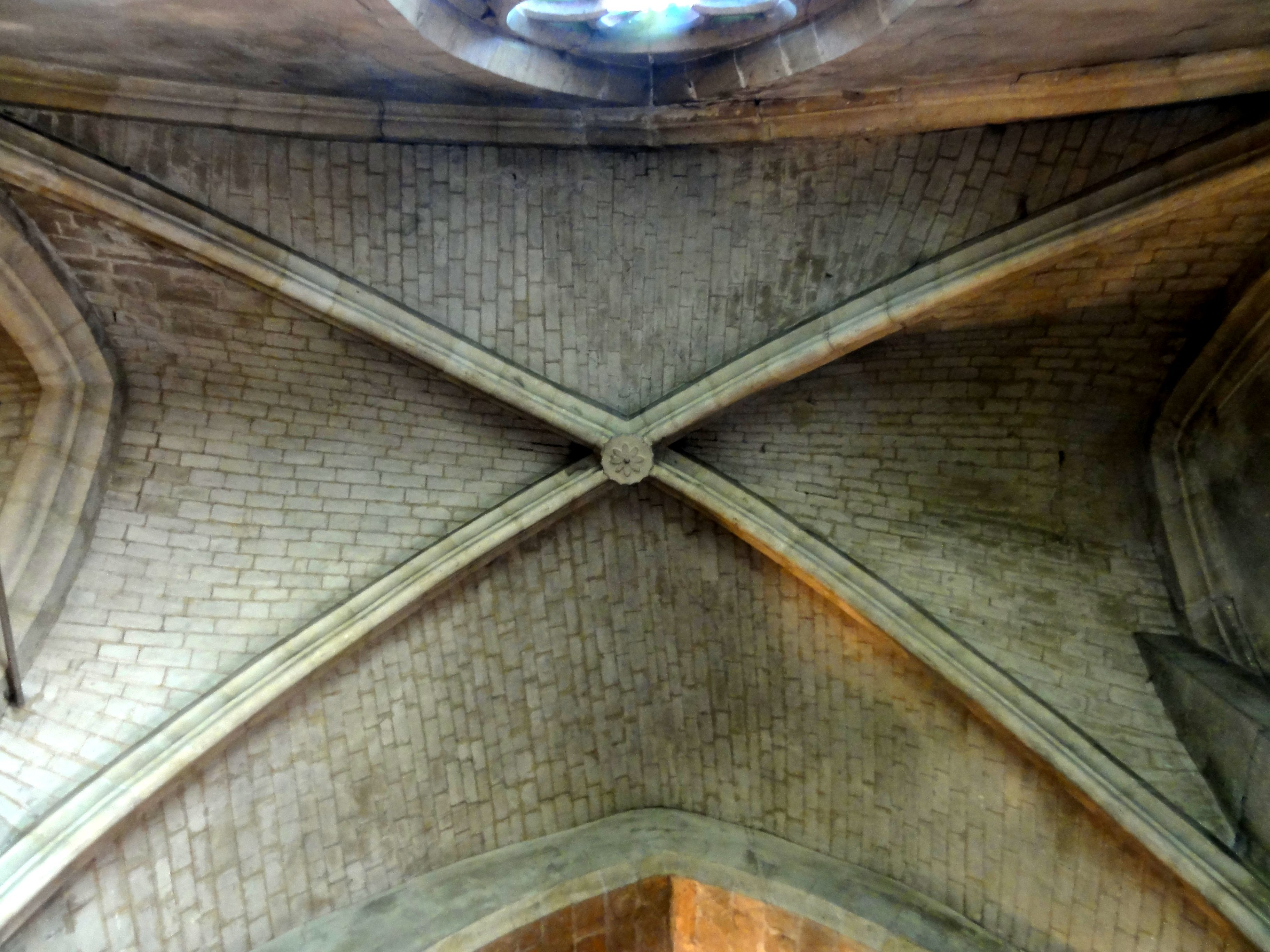
Voûte.
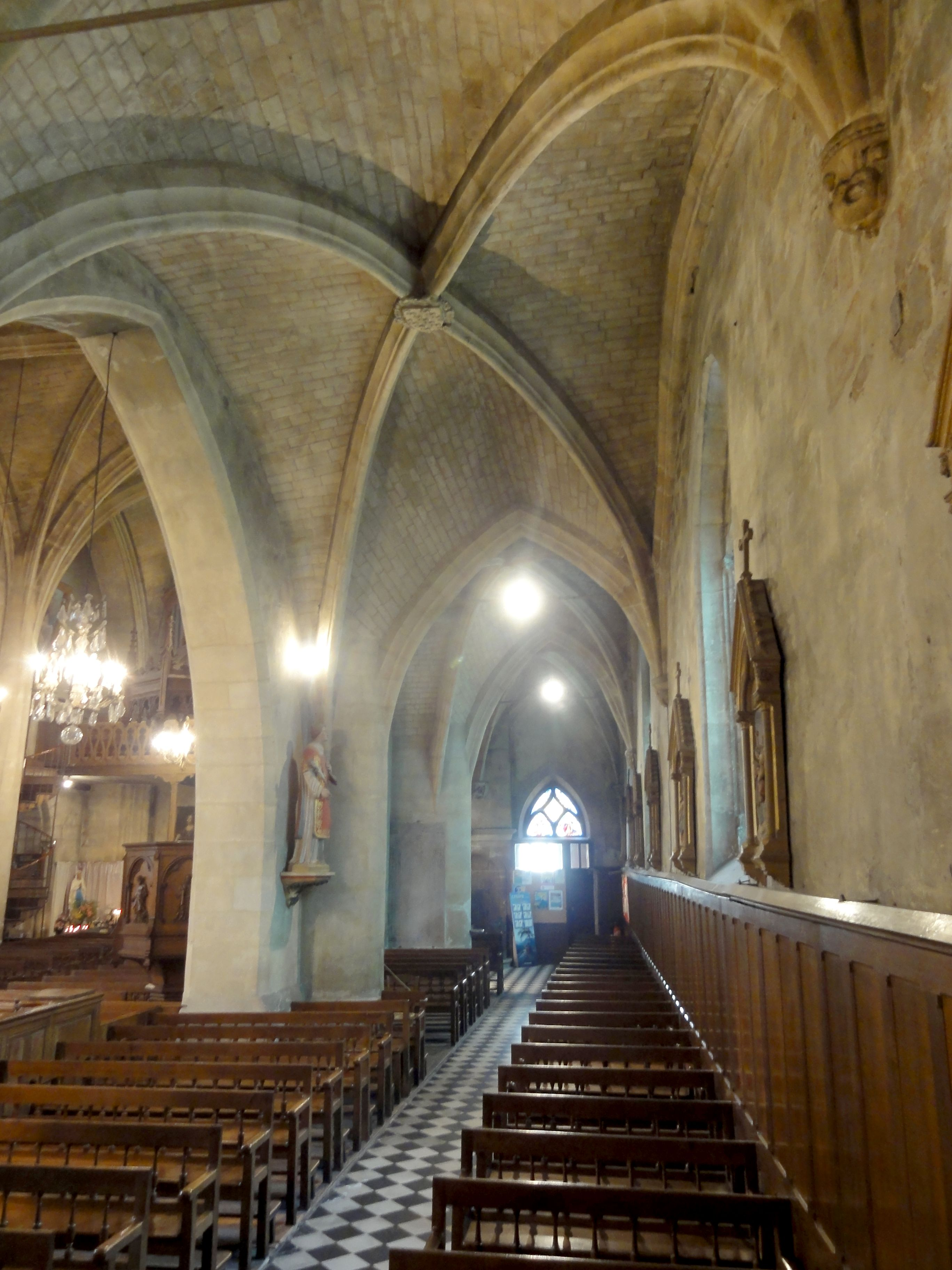
Vue vers l'ouest.
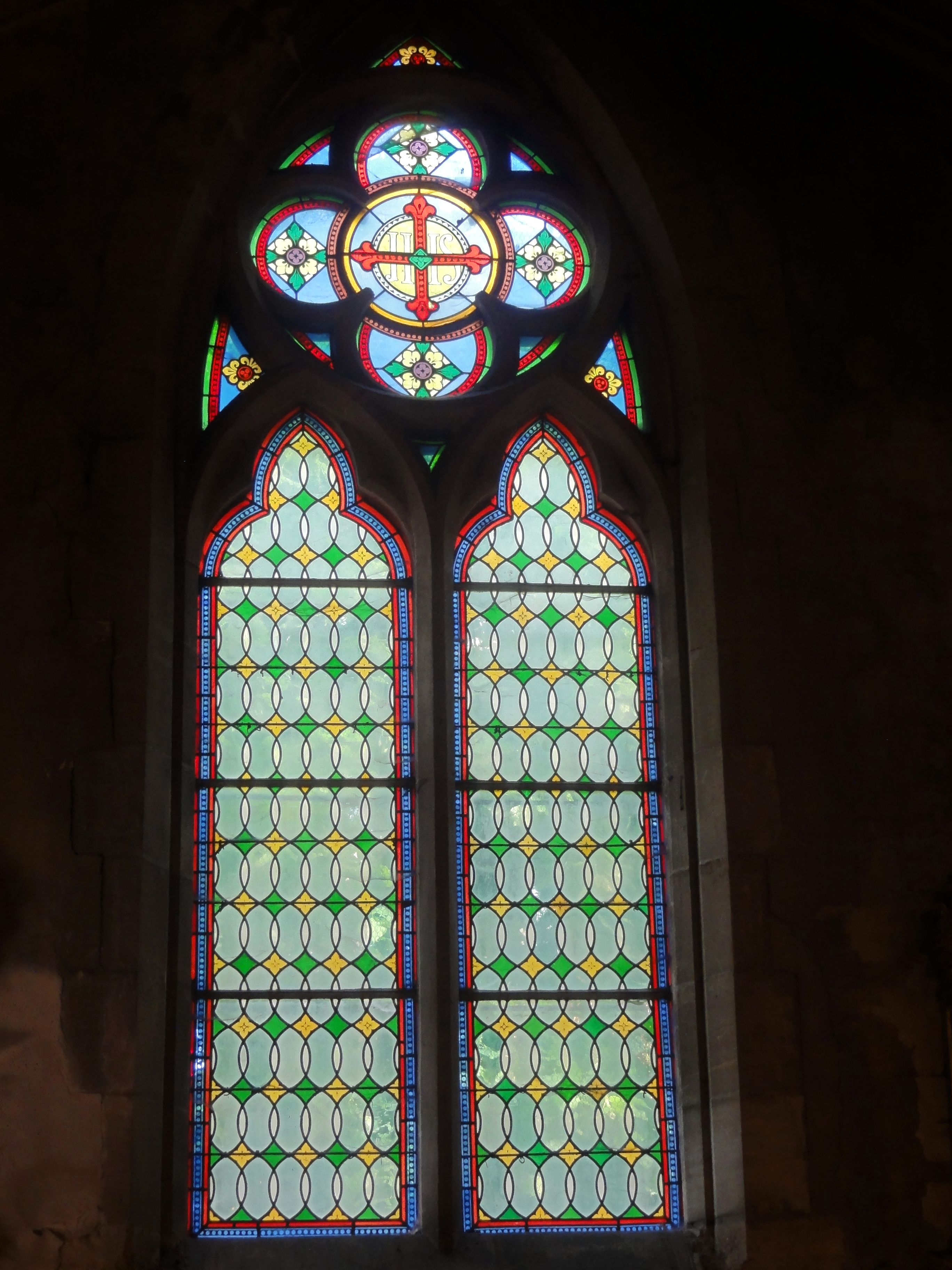
Fenêtre de la 1re travée.
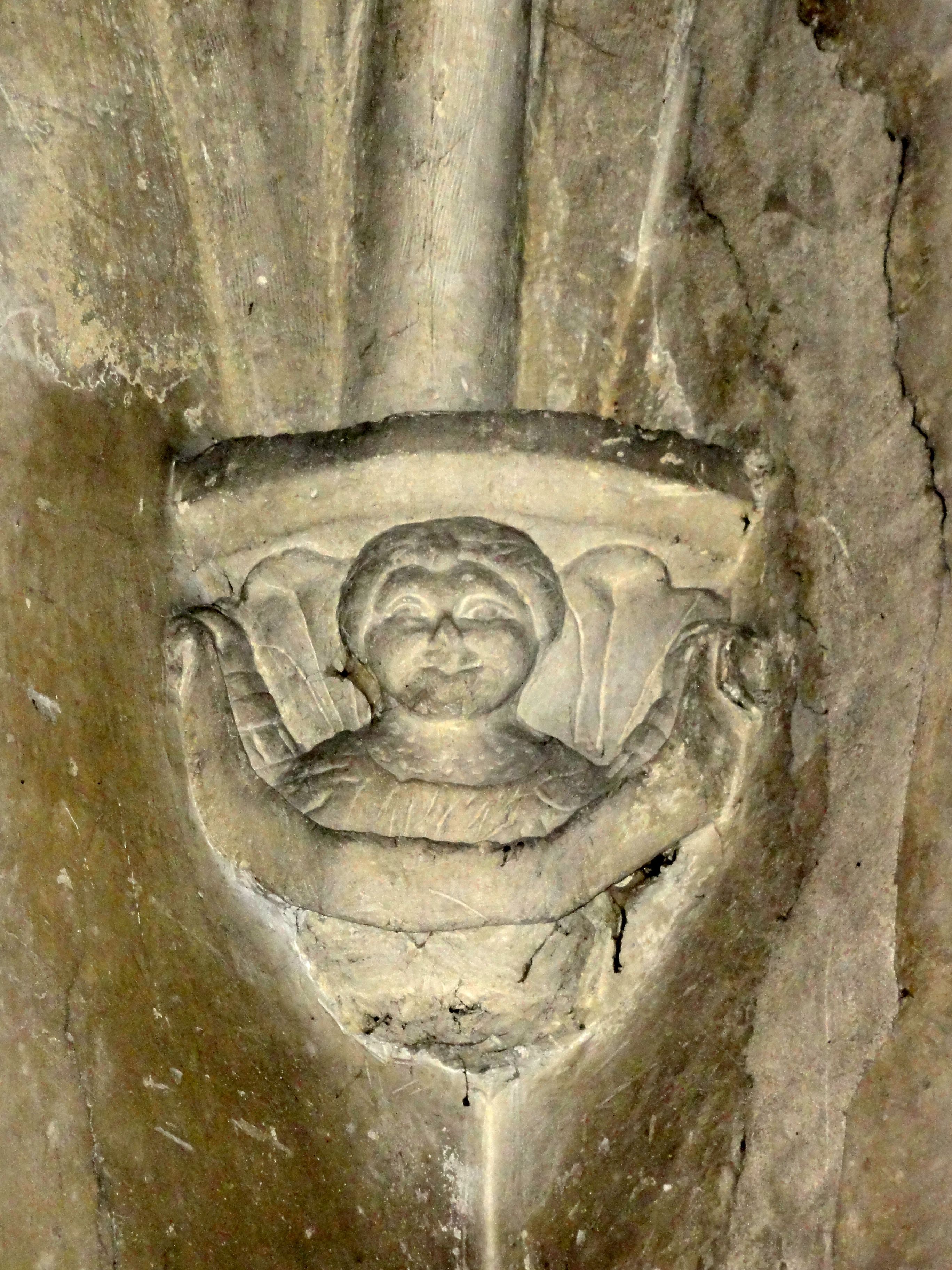
Cul-de-lampe nord-ouest.
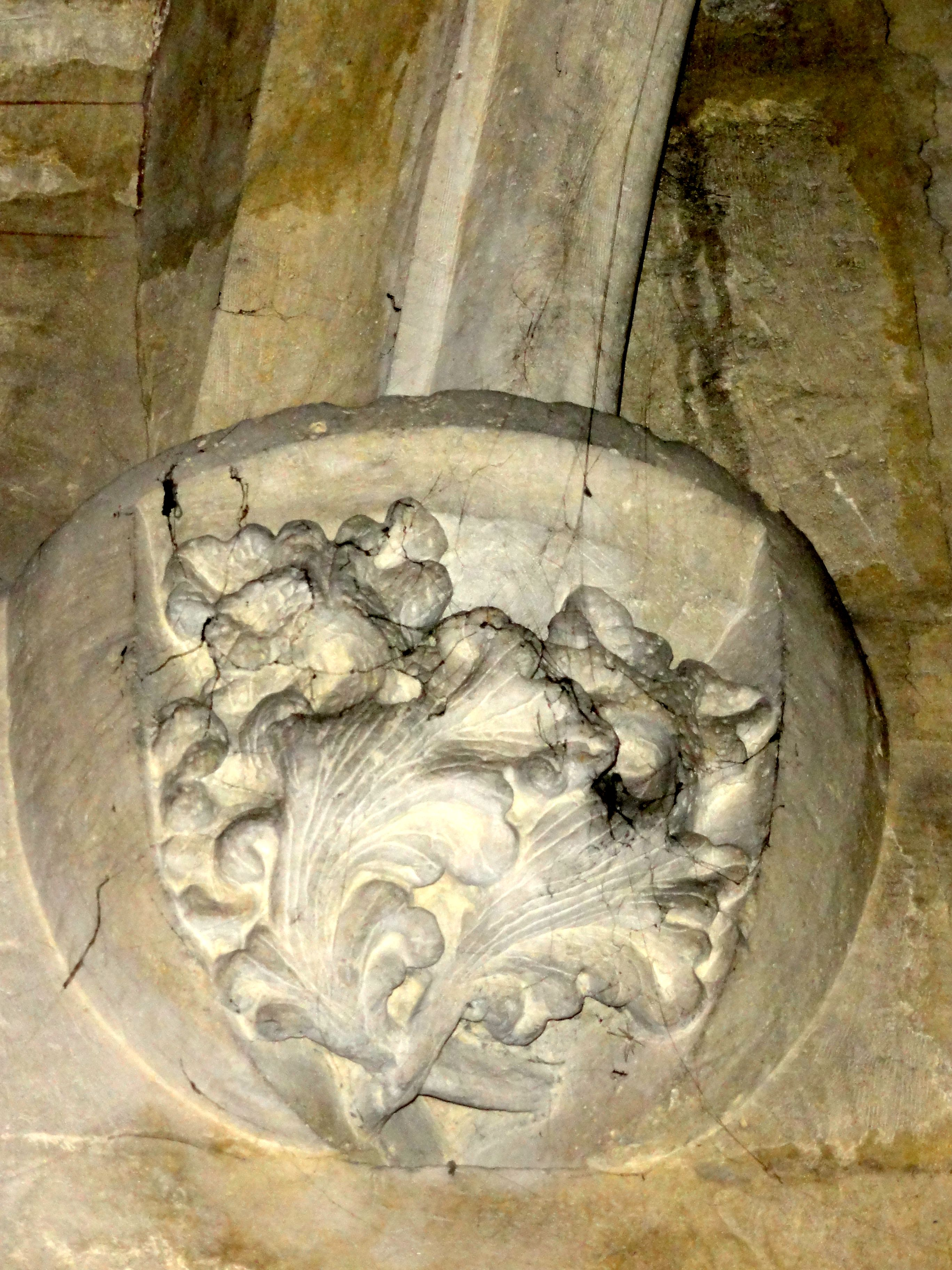
Cul-de-lampe sud-ouest.
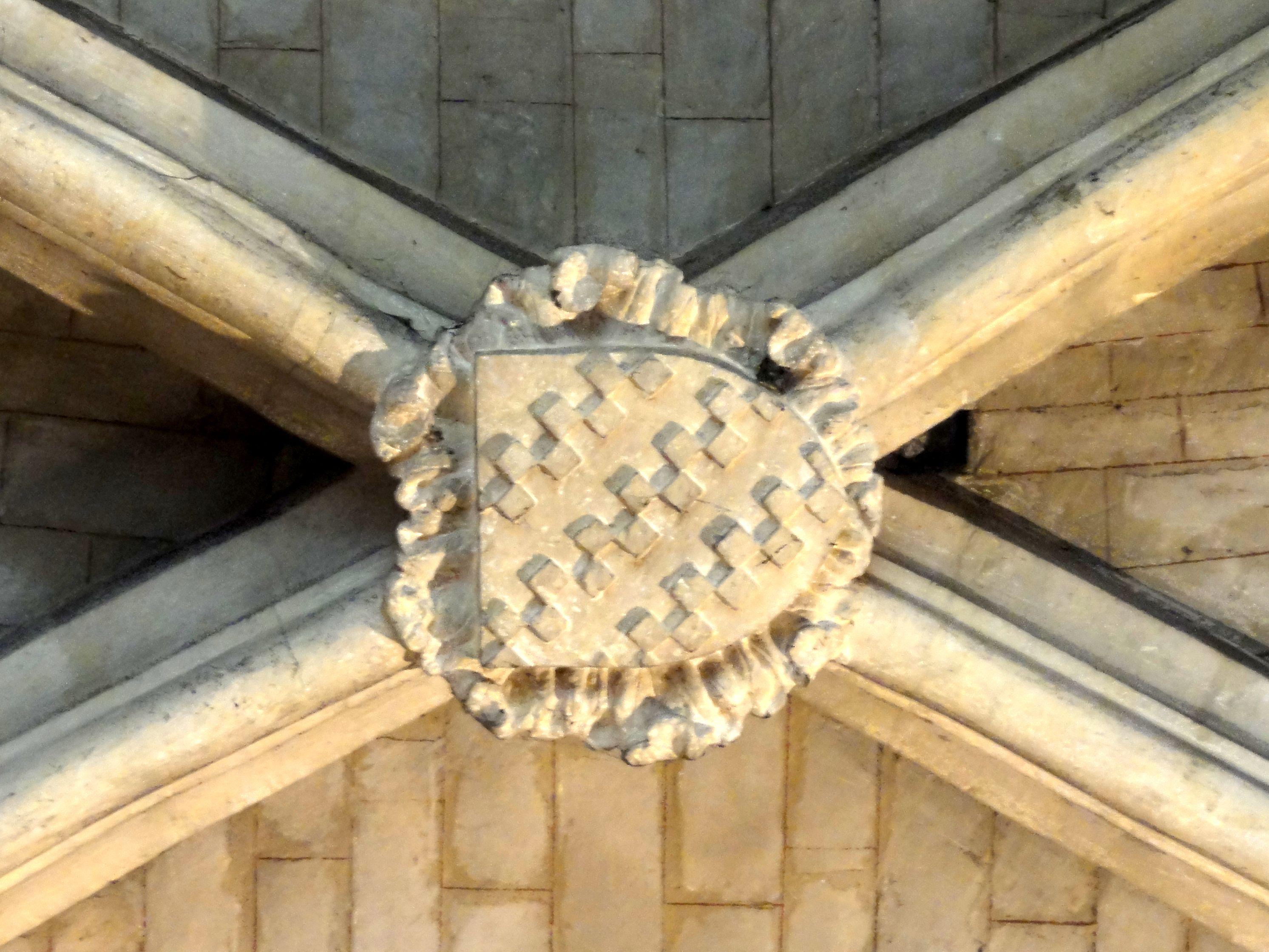
Clé de voûte de la 3e travée.

#### Base du clocher

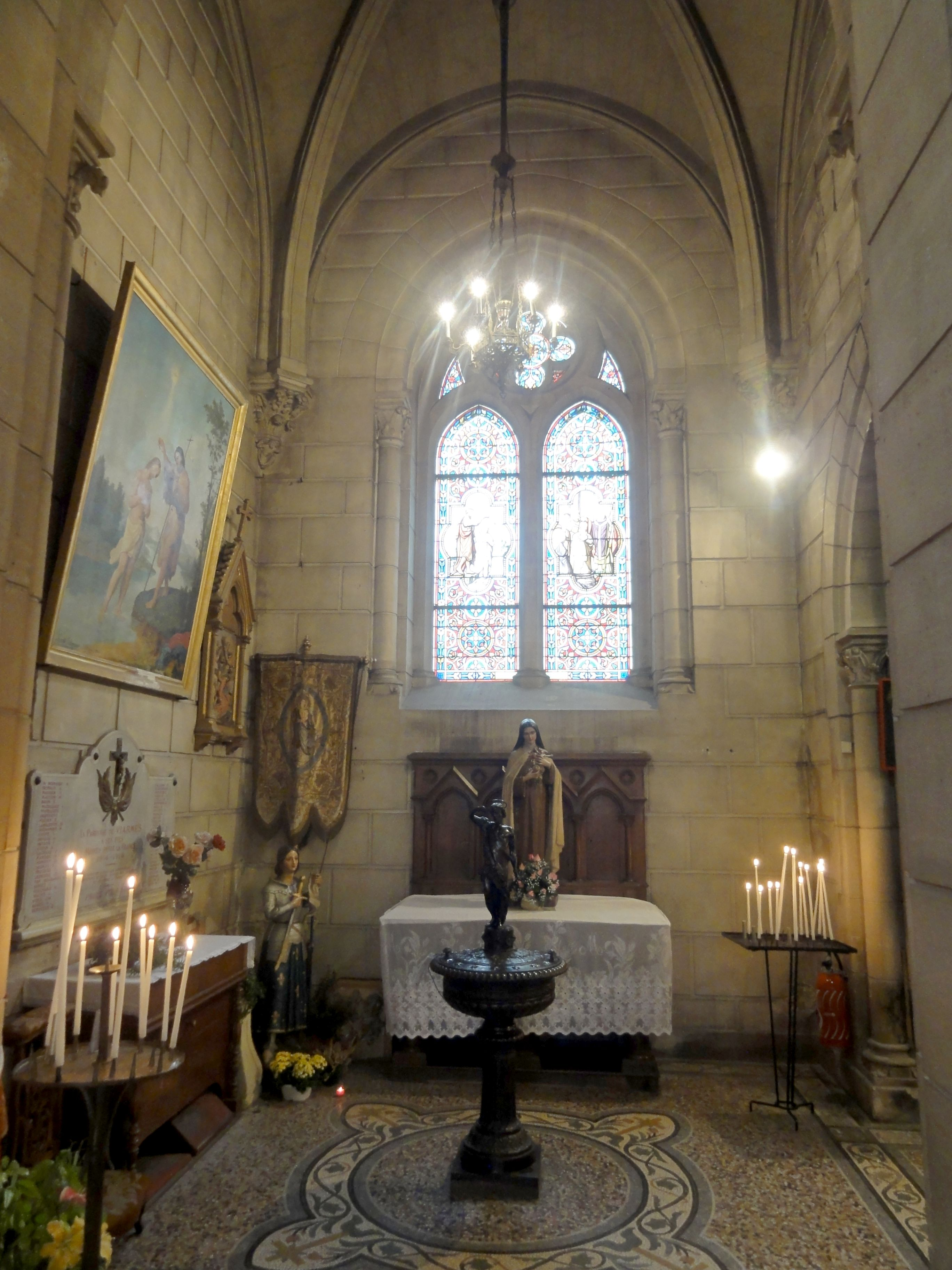
Vue vers l'ouest.

La base du clocher se présente comme une chapelle exigüe, car elle est moins large que le bas-côté, et séparée de celui-ci et de la nef par des murs assez épais. Elle abrite les fonts baptismaux, et est en même temps la chapelle de Sainte Thérèse de Lisieux. On y trouve aussi le monument aux morts de la paroisse. L'on y accède par des arcades brisées, qui sont toutes les deux à double rouleau et non moulurées, mais flanquées de fines colonnettes appareillées portant des chapiteaux de crochets. Elles sont logées dans des ressauts du mur. Seul le rang de claveaux inférieur retombe sur les tailloirs des chapiteaux, le rang de claveaux supérieur ne disposant pas de supports. Du fait de l'épaisseur des murs, des colonnettes ont dû être placées tant à l'extérieur qu'à l'intérieur de la base du clocher. Les deux arcades sont légèrement différentes. Celle vers le bas-côté est plus élevée, mais moins aigüe. Vers l'est, elle a bénéficié d'une décoration spécifique. Le rang de claveaux inférieur a cédé la place à une guirlande de feuillage d'une grande plasticité, qui est susceptible d'être une invention de l'architecte Lemoux. Le rang de claveaux supérieur est moulurée d'une gorge, qui accueille une frise de feuilles frisées dans le goût flamboyant. Son état n'est pas aussi impeccable que celui de la guirlande, et elle retombe sur des mascarons endommagés, ce qui donne à penser qu'elle remonte réellement au XVIe siècle (alors que la base du clocher date elle-même de la fin du XIIe siècle).
À l'intérieur, l'on note la voûte d'ogives retombant sur des culs-de-lampe néogothiques richement ouvragés dans les angles, et le profil presque carré des ogives, qui du reste semblent fausses : au sud-ouest, le large filet entre les deux boudins aux angles se recourbe près de la retombée, ce qui prouve qu'il n'est pas de pierre. Le sommet de la voûte comporte ce qui évoque un trou de cloches, bouché par un bas-relief qui présente un symbole de la Sainte-Trinité entre sept têtes de chérubins. Reste à mentionner la fenêtre occidentale, qui se substitue à un ancien portail. Elle est donc néogothique, et plusieurs détails le trahissent. L'arc à double rouleau est traité de la même façon que les deux arcades, y compris pour les colonnettes cantonnant les piédroits, alors que les maîtres d'œuvre de la période gothique utilisaient des profils plus fins pour les colonnettes des fenêtres. Les meneaux du remplage sont extraordinairement épais, comme s'ils devaient supporter une partie du poids du clocher. Or, la première période gothique ne connaît que des lancettes simples, qui pouvaient être regroupées par deux ou par trois, et des oculi et rosaces, mais pas des quatre-feuilles directement supportés par des lancettes.

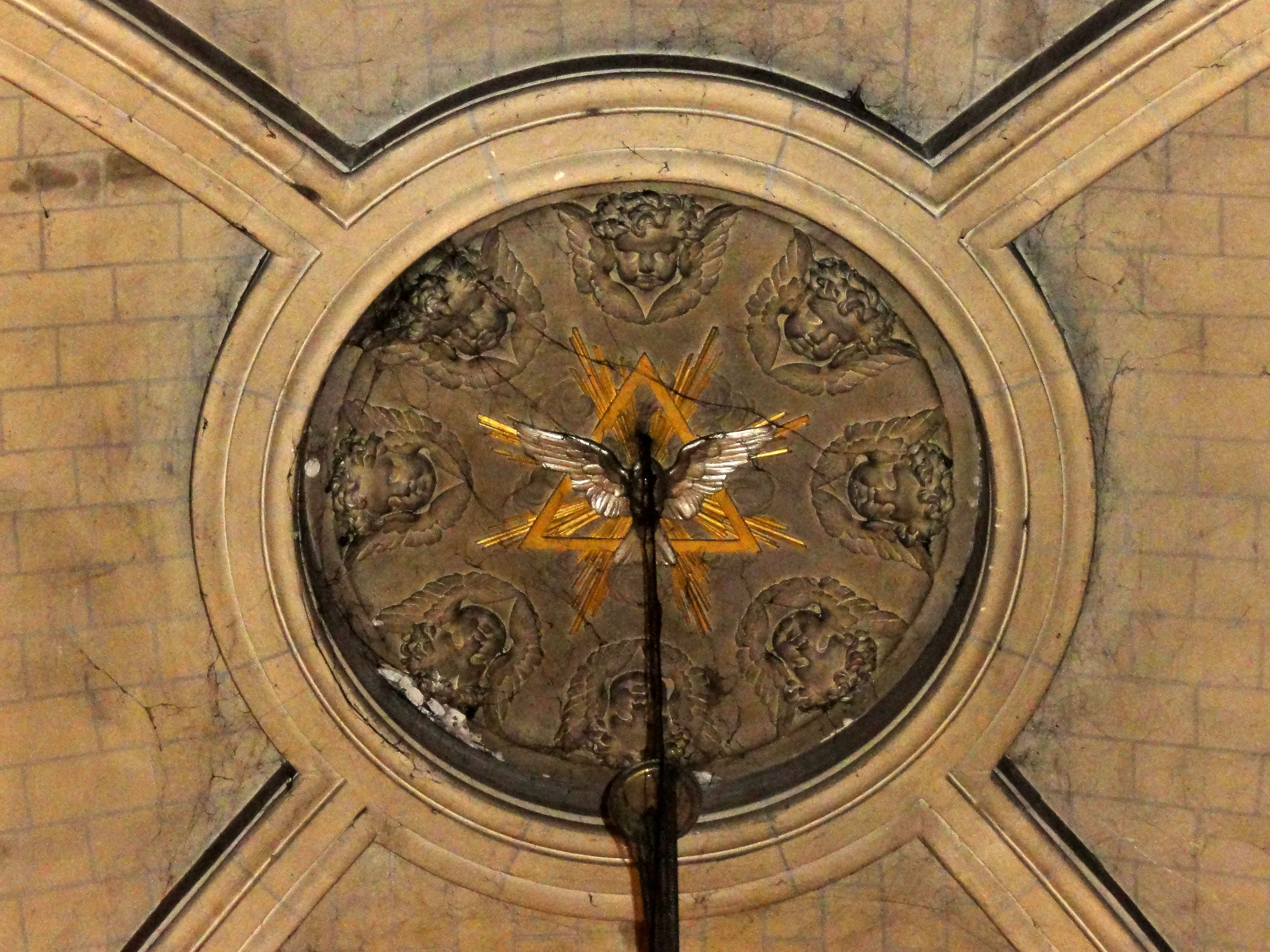
Bas-relief à l'emplacement du trou de cloches.
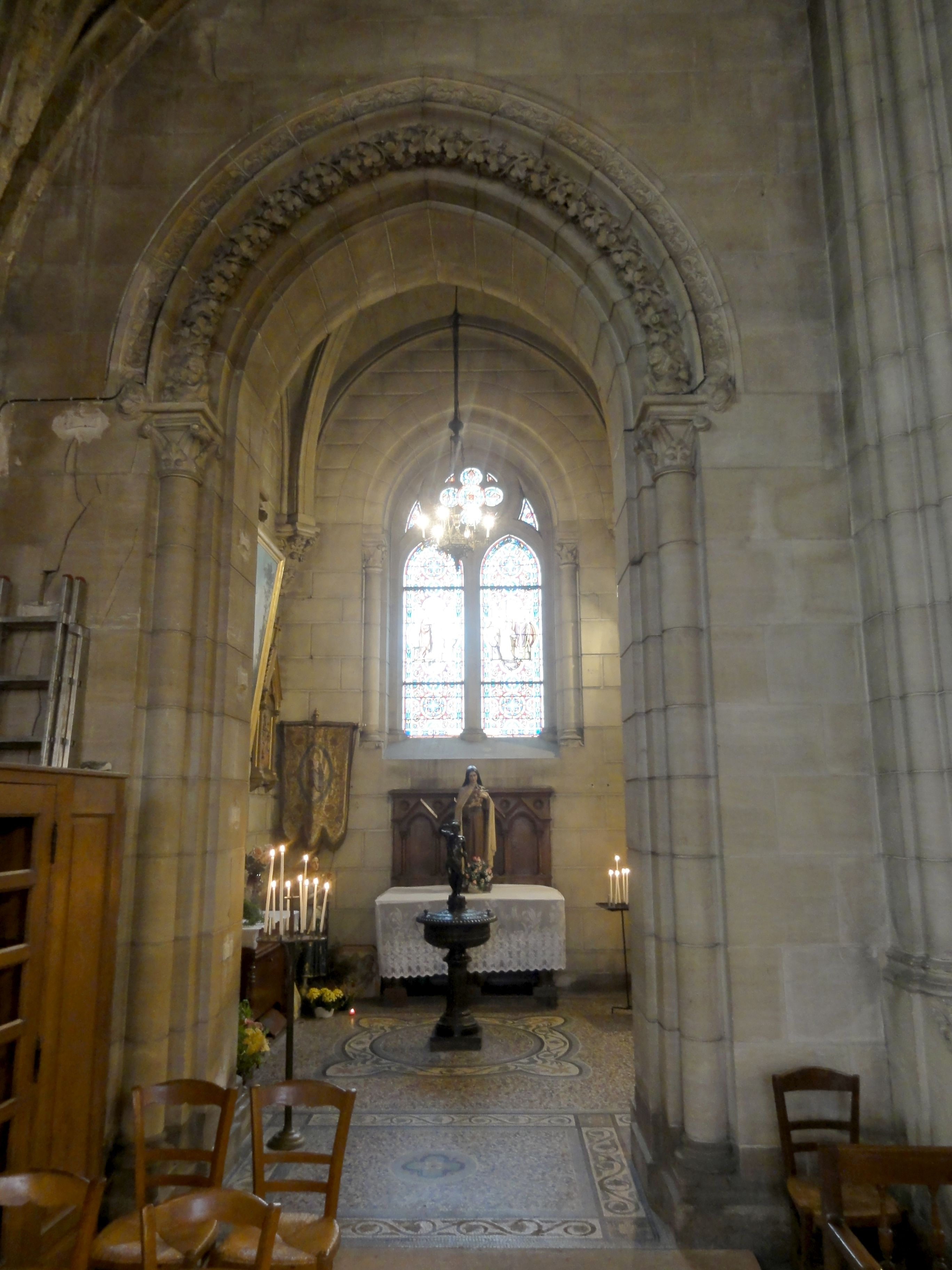
Bas-côté sud, vue dans la base du clocher.
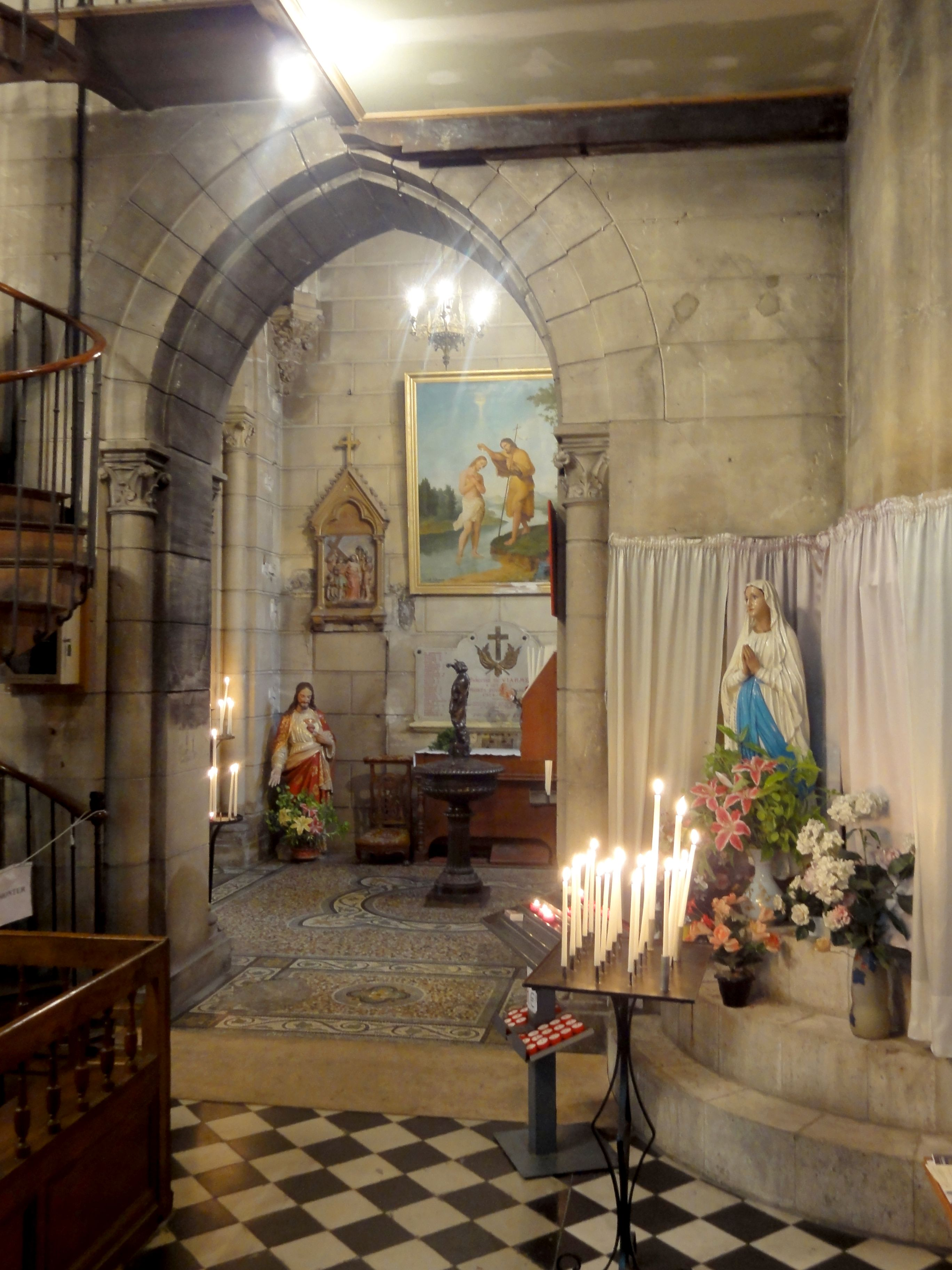
Nef, vue dans la base du clocher.
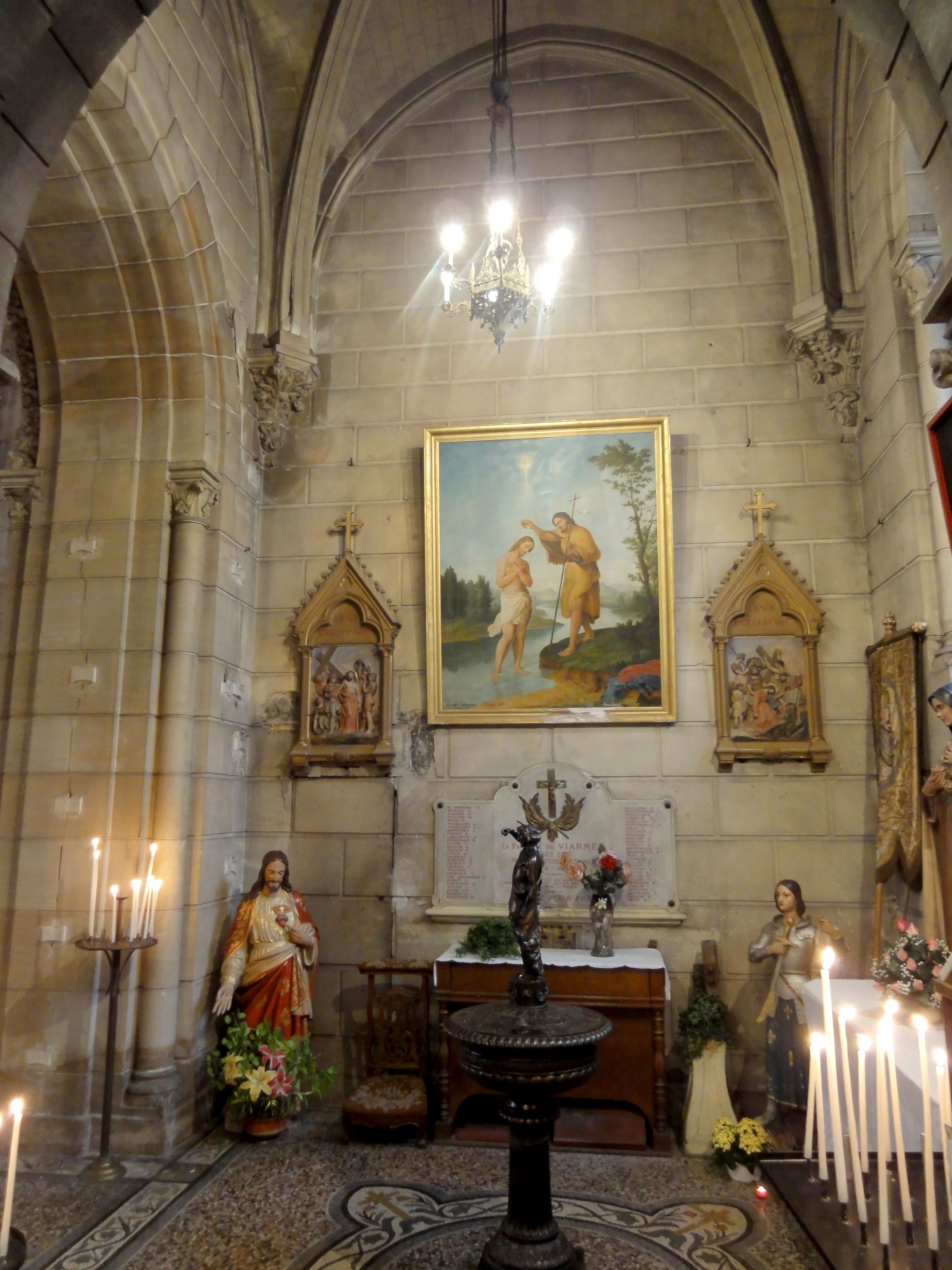
Base du clocher, vue vers le sud.
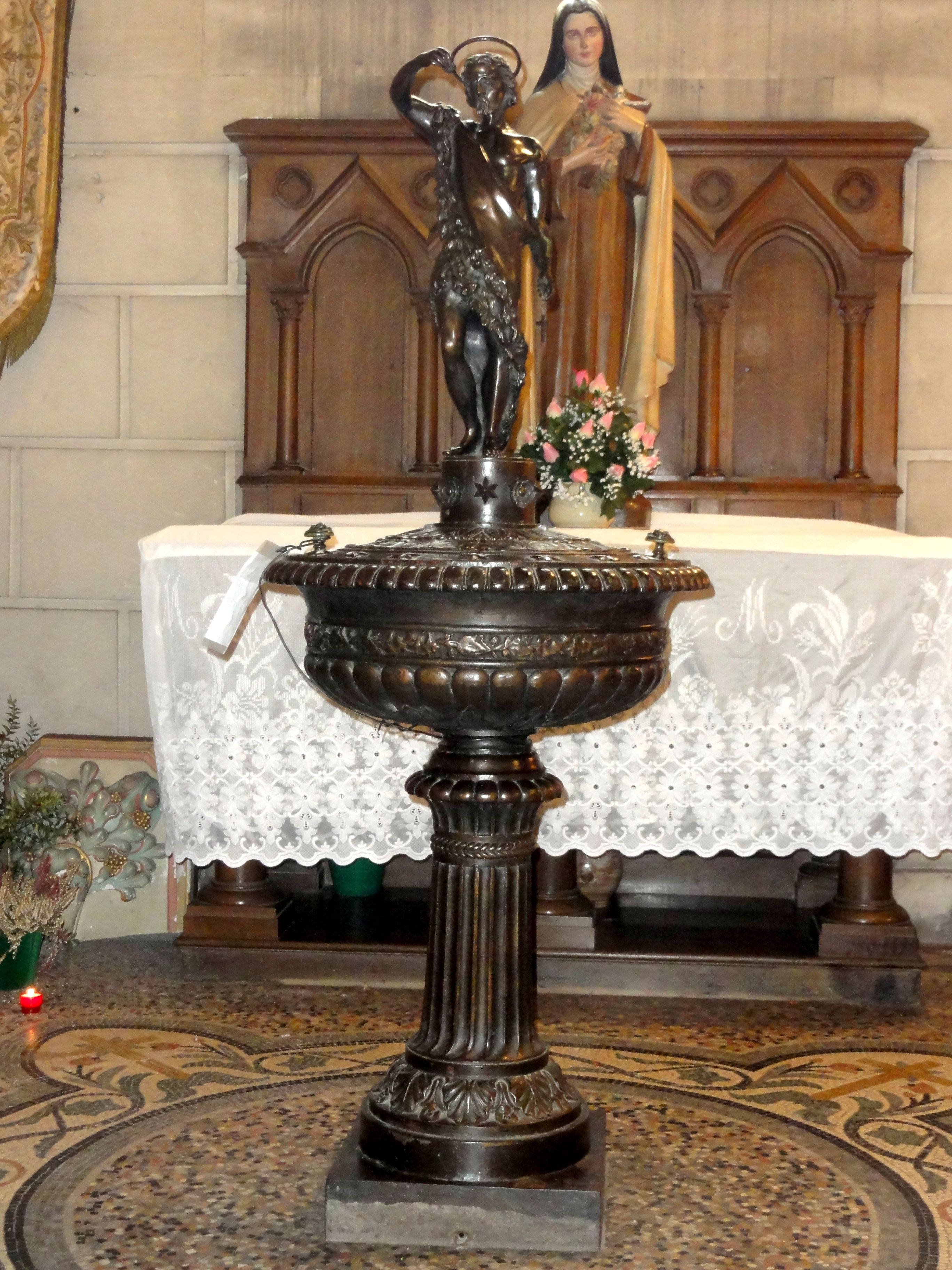
Les fonts baptismaux.
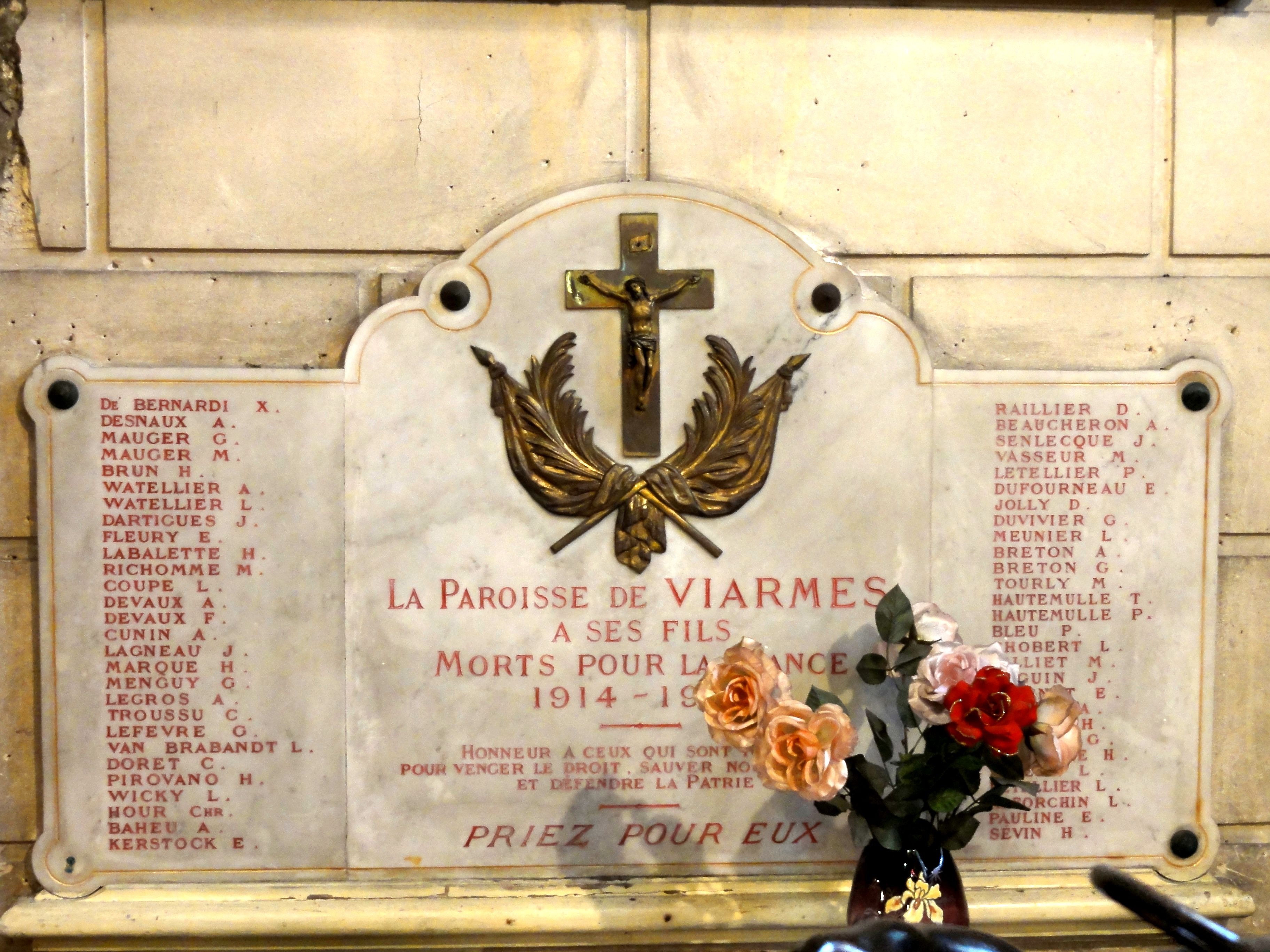
Monument aux morts de la paroisse.

#### Bas-côté sud

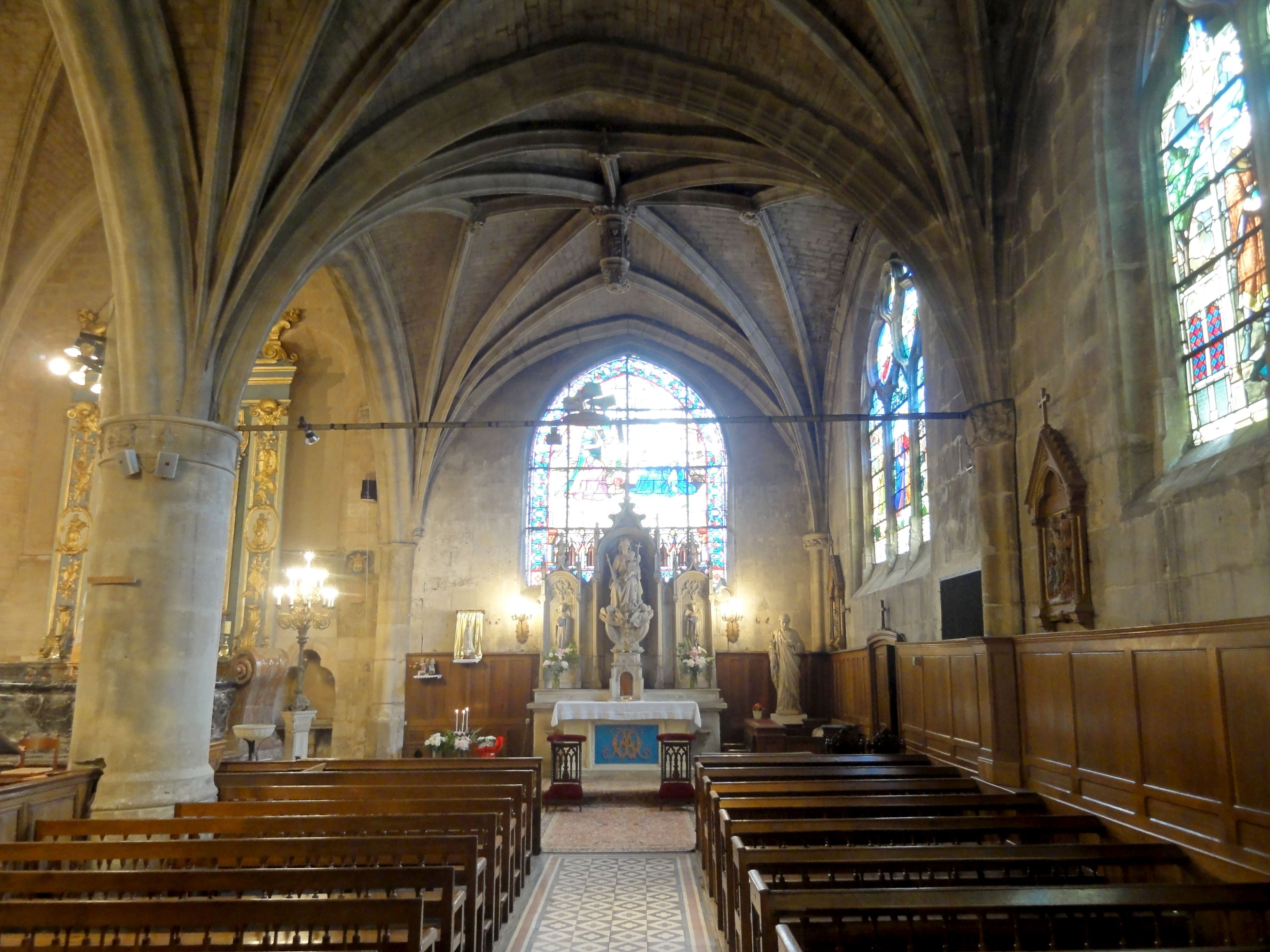
Vue vers l'est.

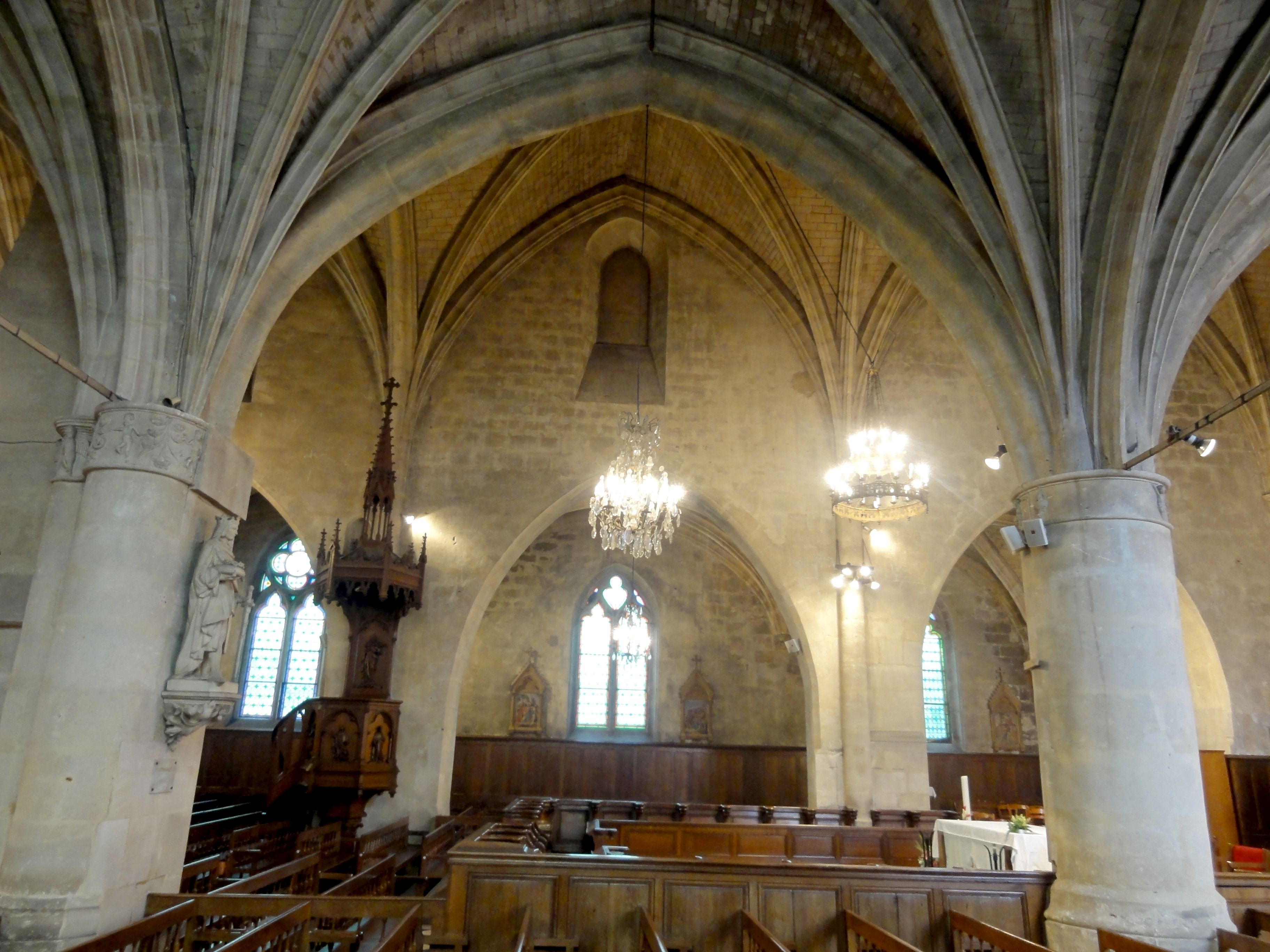
3e travée, vue vers le nord.

Le bas-côté sud, en même temps chapelle de la Vierge, ne comporte que trois travées, car le clocher occupe l'emplacement de la première. Ce bas-côté est presque aussi large que le vaisseau central, et il se caractérise en outre par le réseau flamboyant de deux de ses fenêtres, et par les voûtes à liernes et tiercerons richement décorées de clés de voûte pendantes. Dans l'ensemble, la similitude avec le collatéral sud du chœur de Cormeilles-en-Parisis est grande. Au chevet, le remplage de la fenêtre s'est malheureusement perdu, et dans la seconde travée, l'on ne trouve qu'une lancette simple, dont il serait à démontrer si elle subsiste de la fin du XIIe ou du début du XIIIe siècle. Les fenêtres au sud de la troisième et de la quatrième travée possèdent un réseau composé de trois larges lancettes trilobées, surmontées de deux larges formes dissymétriques, un soufflet et quatre étroites mouchettes. Les meneaux sont agrémentés de bases flamboyantes, et les fenêtres sont entourées d'une gorge et de diverses moulures. Les clés de voûte pendantes se trouve au centre des voûtes de la seconde et de la quatrième travée. Elles prennent la forme de petits édicules, comme dans la 3e travée du bas-côté nord de l'église Saint-Justin de Louvres, et la chapelle nord de l'église de Valmondois. Dans la quatrième travée, l'on voit un petit temple de plan rond, où quatre figurines se détachent devant des arcades en plein cintre. Les clés de voûte secondaires sont ici des disques ajourés de rinceaux très filigranes. Dans la troisième travée, les clés de voûte sont des écussons entourées de guirlandes, et dans la seconde travée, les clés de voûte secondaire sont des disques en partie entourés de guirlandes. Un est peinte d'un cœur, un autre d'une étoile.
Les nervures des voûtes sont prismatiques, et toutes les voûtes sont pourvues de formerets. Dans l'angle à gauche du chevet, elles retombent sur un petit cul-de-lampe sculpté d'un angelot couché. Partout ailleurs, l'on trouve des frises ou chapiteaux. Au sud, contre le mur, ils sont portés par des piliers ondulés et adoptent la même forme. Les motifs ne sont pas toujours identifiables, mais l'on reconnaît deux angelots supportant un écusson et des chimères enchevêtrés, ce qui rappelle la sculpture dans la nef de Bessancourt, dans le bas-côté sud de Cormeilles-en-Parisis, et dans les chœurs de Presles et Montsoult. Un autre motif est une volute d'angle d'un chapiteau corinthien très librement interprété, comme l'on peut en voir dans les bas-côtés sud de Louvres et Villiers-le-Bel. Au nord, le principal motif sont les chérubins déjà signalés, qui sont traités selon le goût de la Renaissance italienne, comme dans le bas-côté sud Villiers-le-Bel et dans le chœur de Boran-sur-Oise. Entre la quatrième et la troisième travée, l'on trouve le gros pilier cylindrique déjà signalé. Entre la troisième et la seconde travée, près du contrefort, l'on trouve des piliers de forme arrondi, un pour le doubleau et un pour l'ogive et les tiercerons de la seconde travée. Il n'y a pas de support dédié pour les ogives et tiercerons de la troisième travée. Au début début de la seconde grande arcade, une demi-colonne engagée dans la pile nord-est du clocher reçoit l'ensemble des nervures. Entre cette colonne et l'étroite arcade ouvrant dans la base du clocher, un pilier ondulé est adossé au mur et indique la position du mur septentrional du clocher, auquel il sert de contrefort. Il transperce la voûte, et son profil avec un large renflement et deux ondulations moins prononcées de chaque côté évoque encore un faisceau de colonnettes de la période rayonnante. Ces supports devraient être antérieurs au voûtement de la nef, car ils supposent un déplacement des grandes arcades vers le sud, et donc un élargissement de la nef. Sans doute s'agit-il du témoignage d'un projet de reconstruction resté lettre morte.

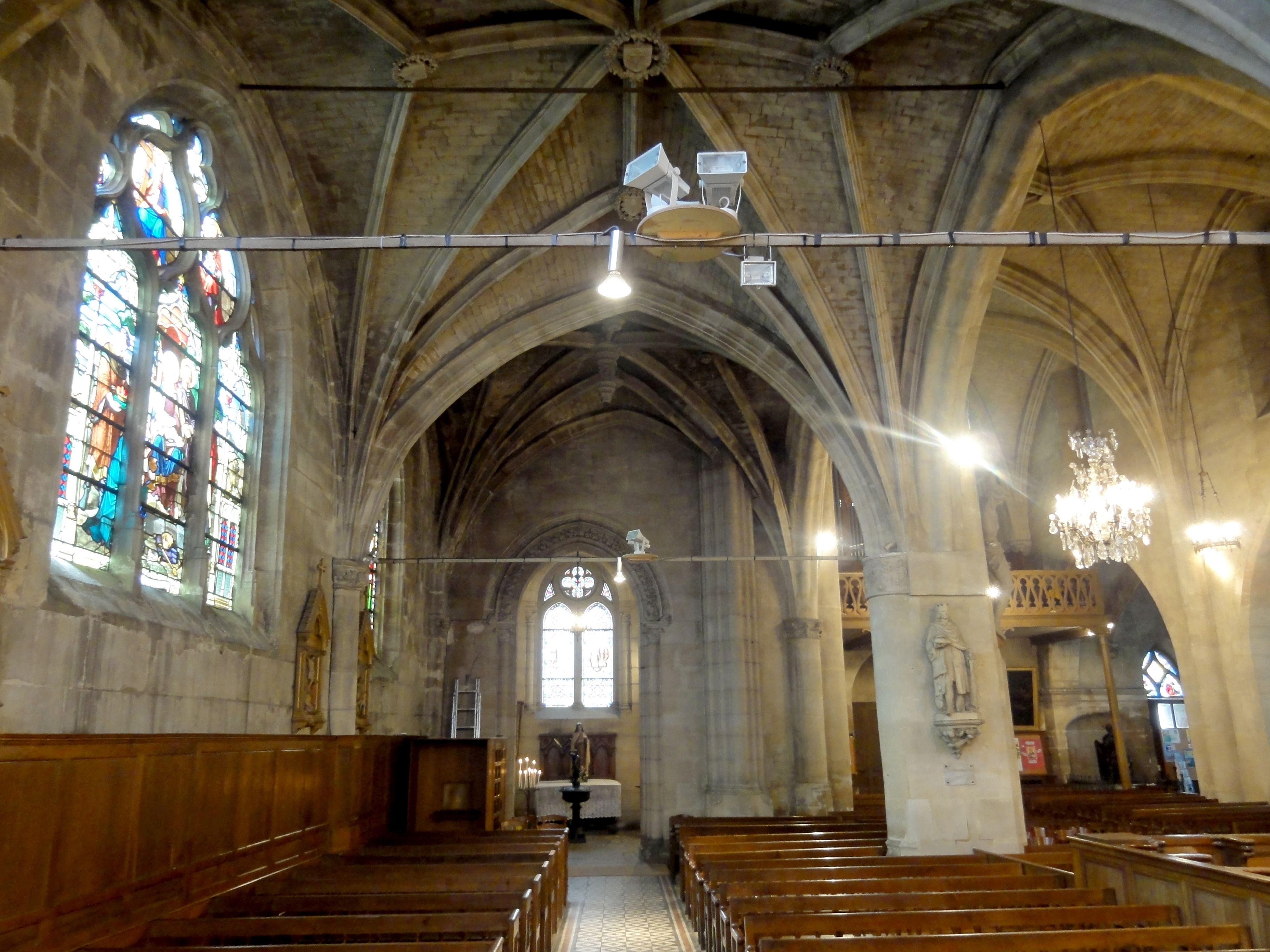
3e travée, vue vers l'ouest sur la base du clocher.
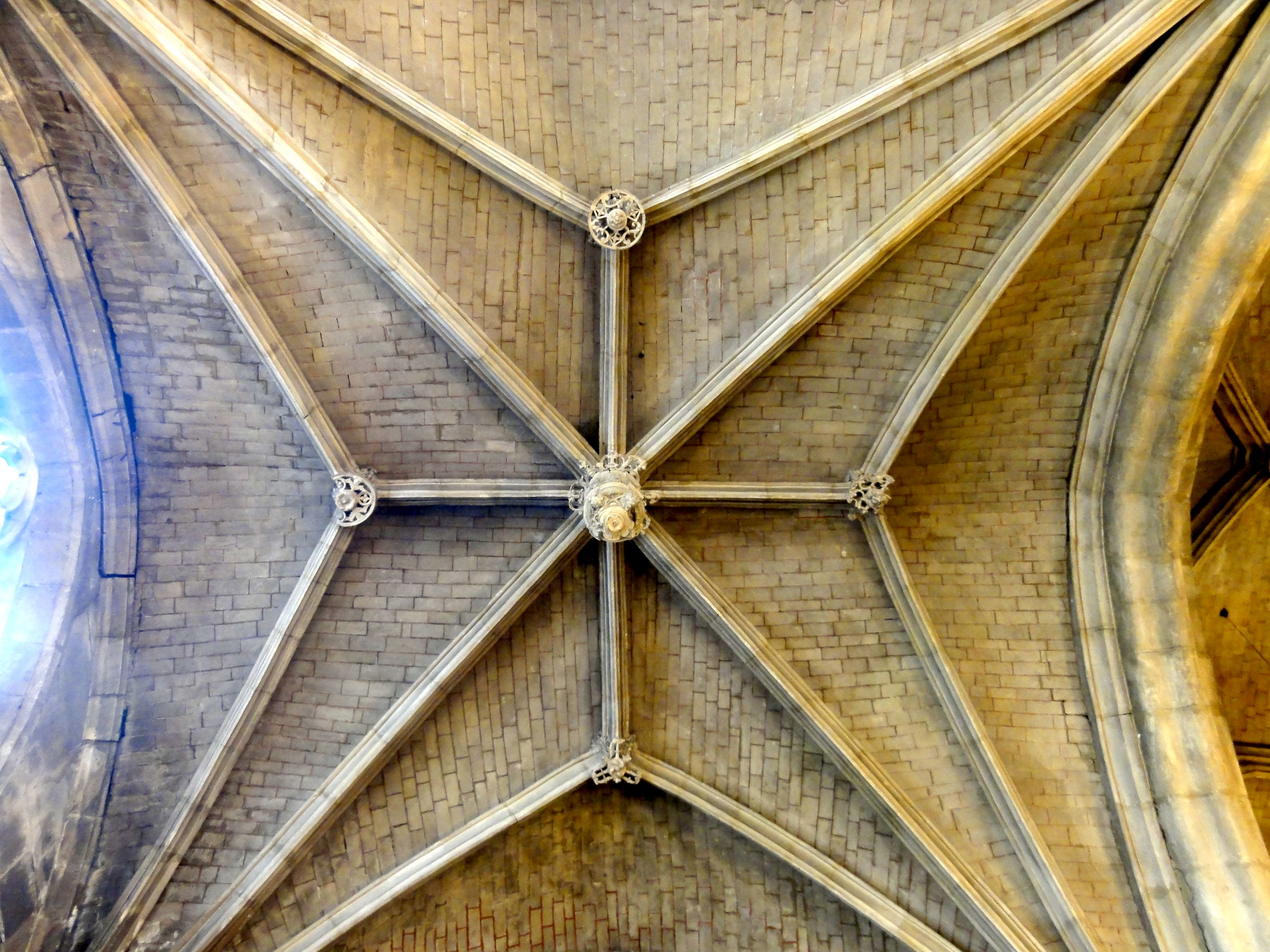
Voûte à liernes et tiercerons de la 4e travée.
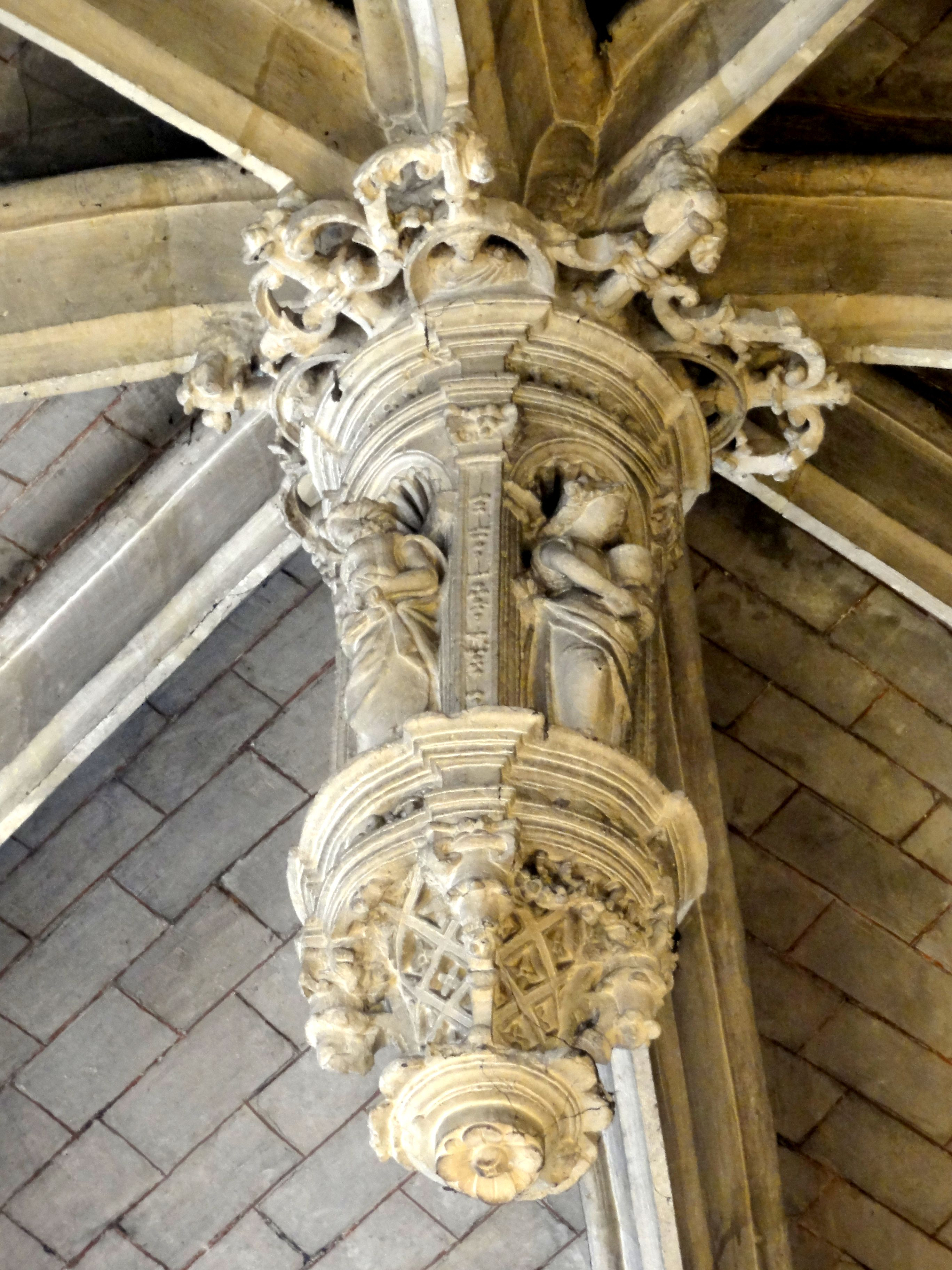
Clé de voûte centrale de la 4e travée.
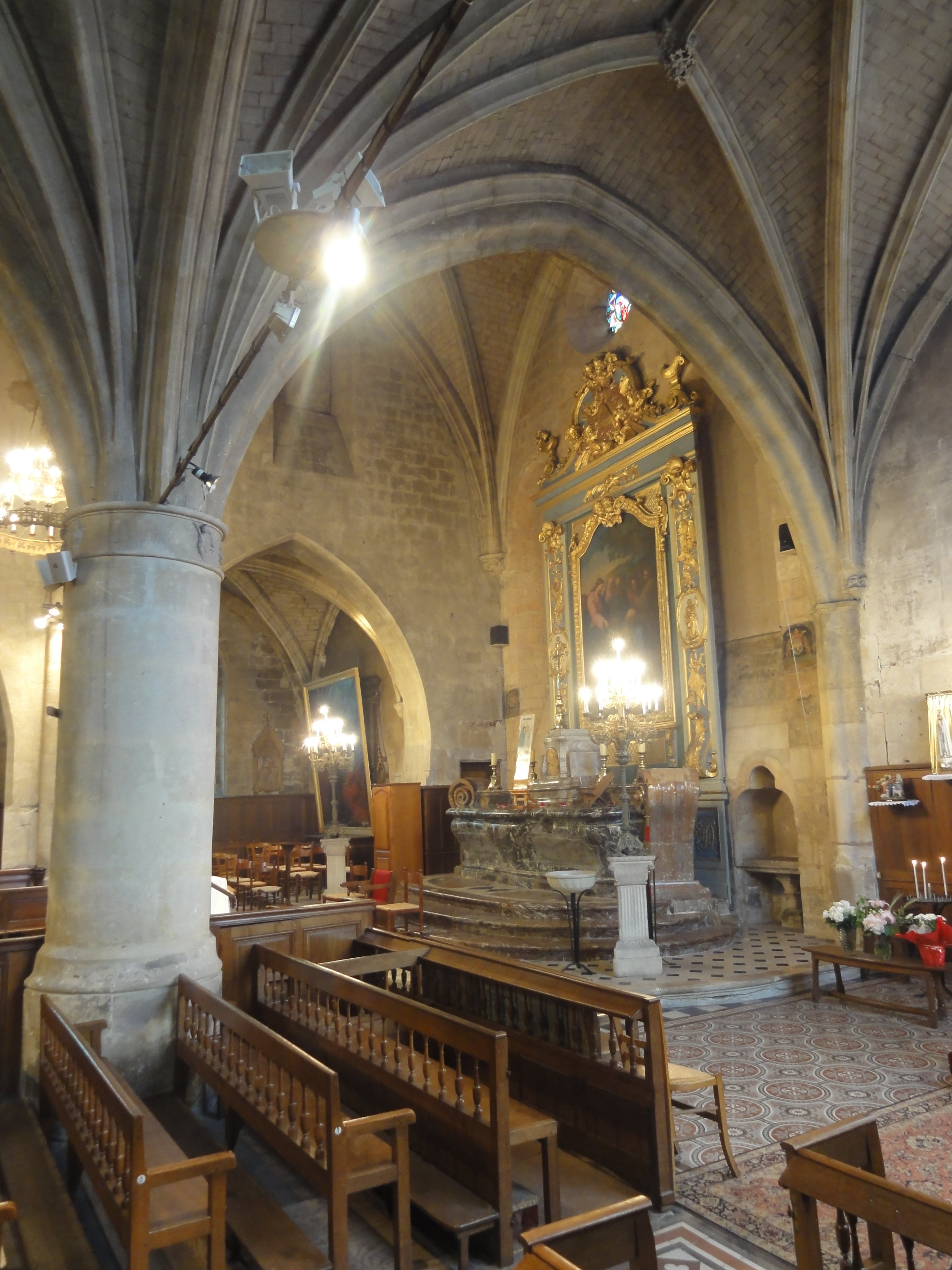
4e travée, vue sur le sanctuaire.
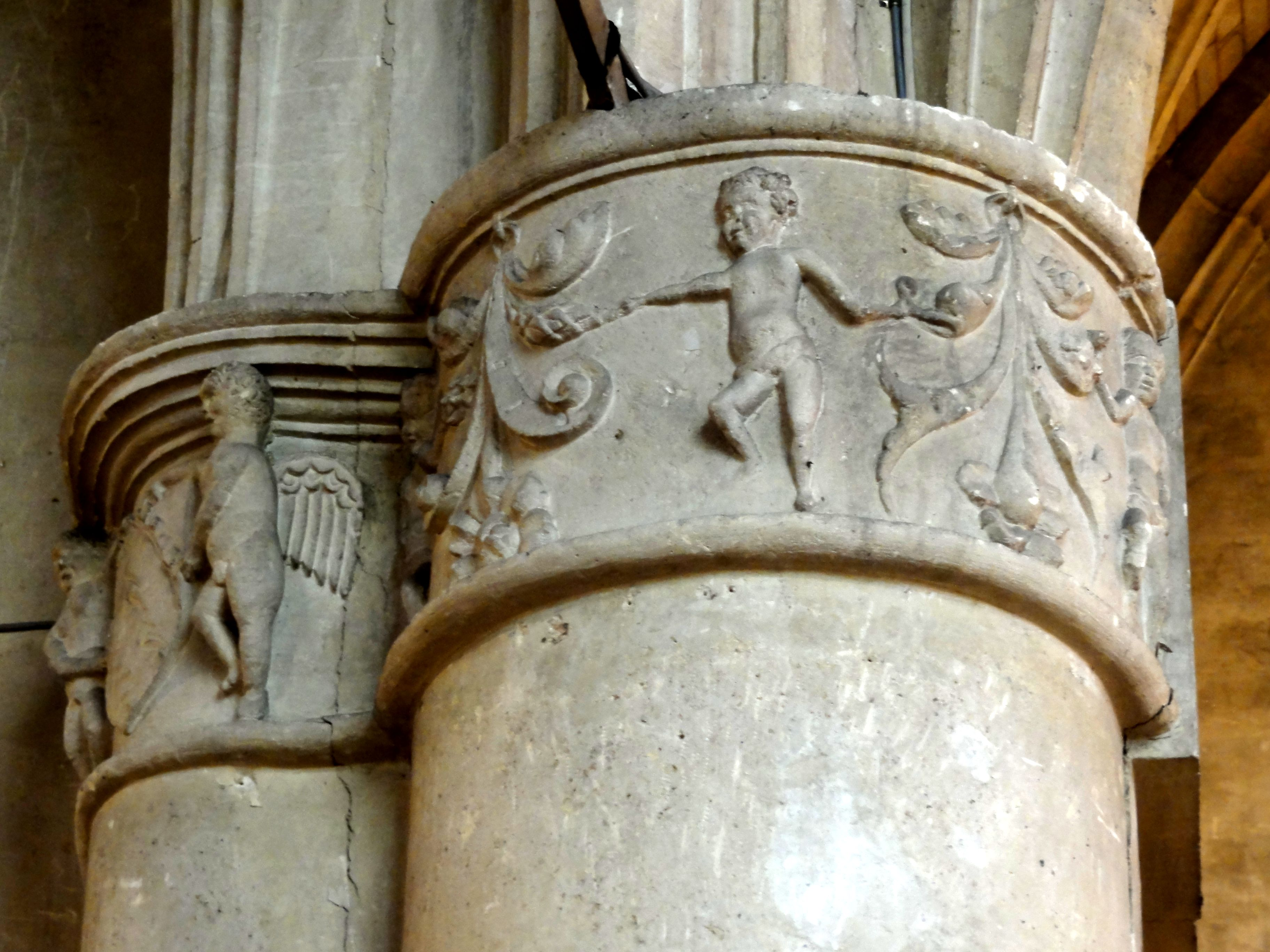
Chapiteaux à la limite entre la 2e et la 3e travée.
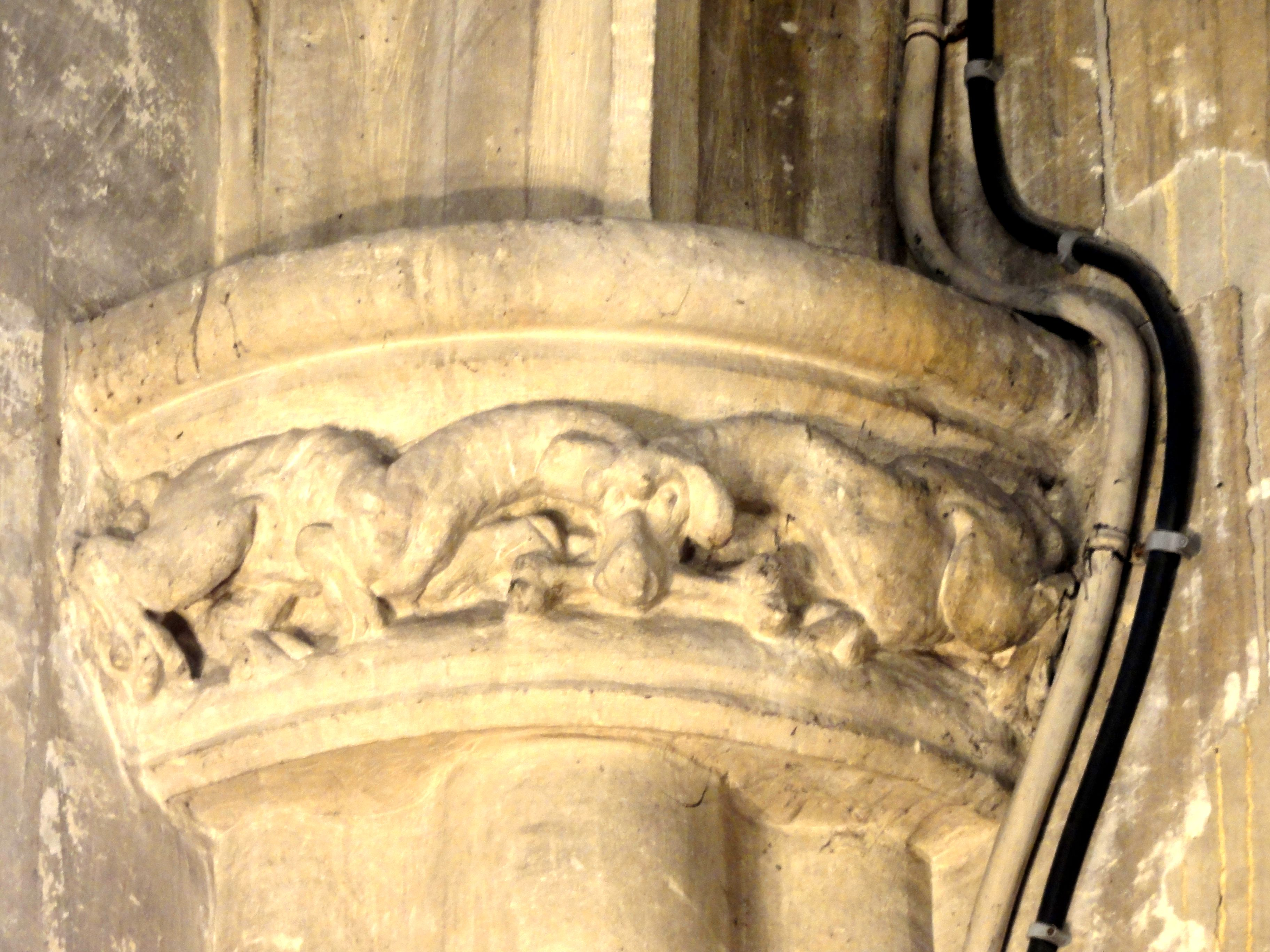
Chapiteau au motif énigmatique.

### Extérieur

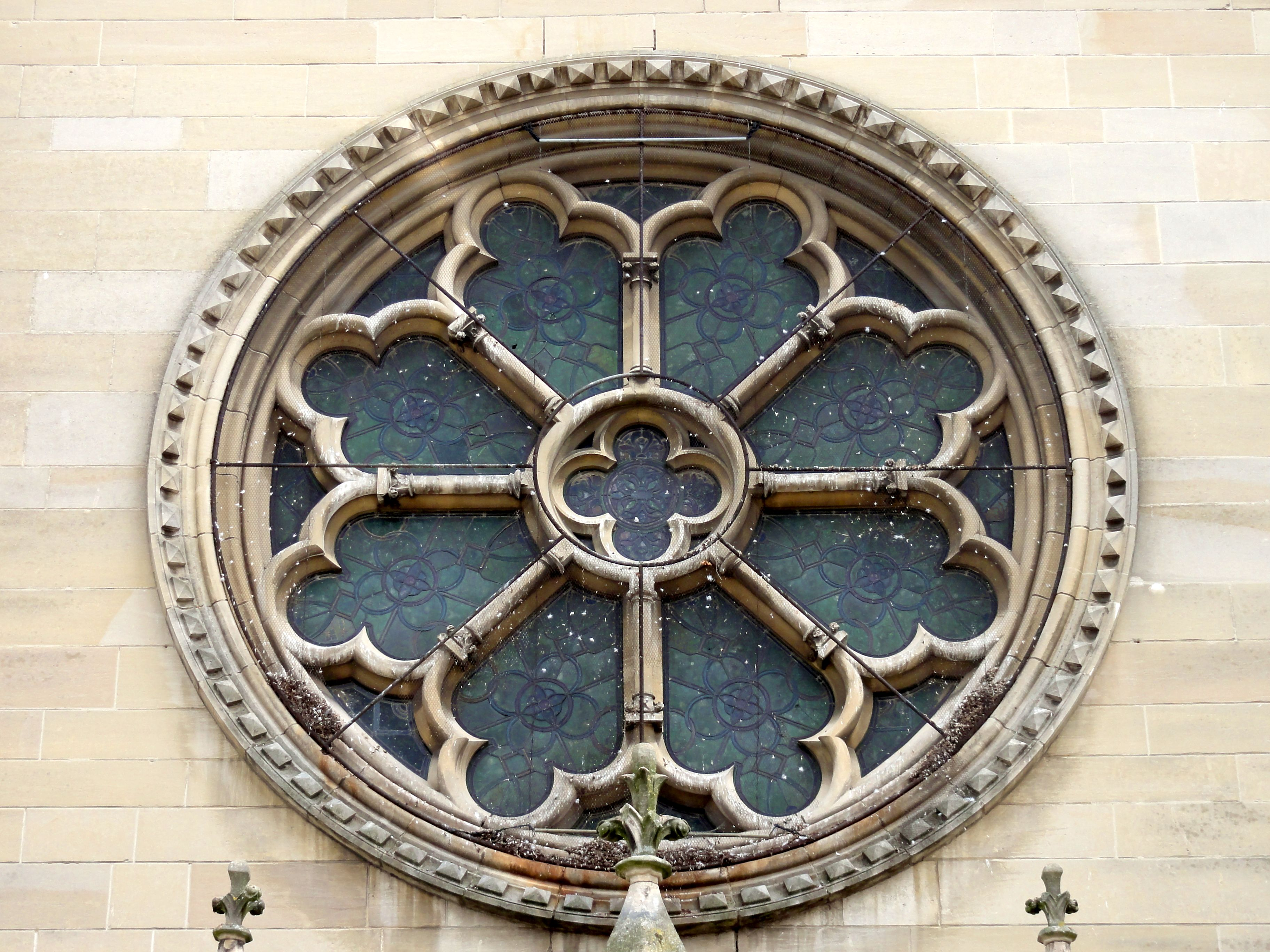
Rosace de la façade.

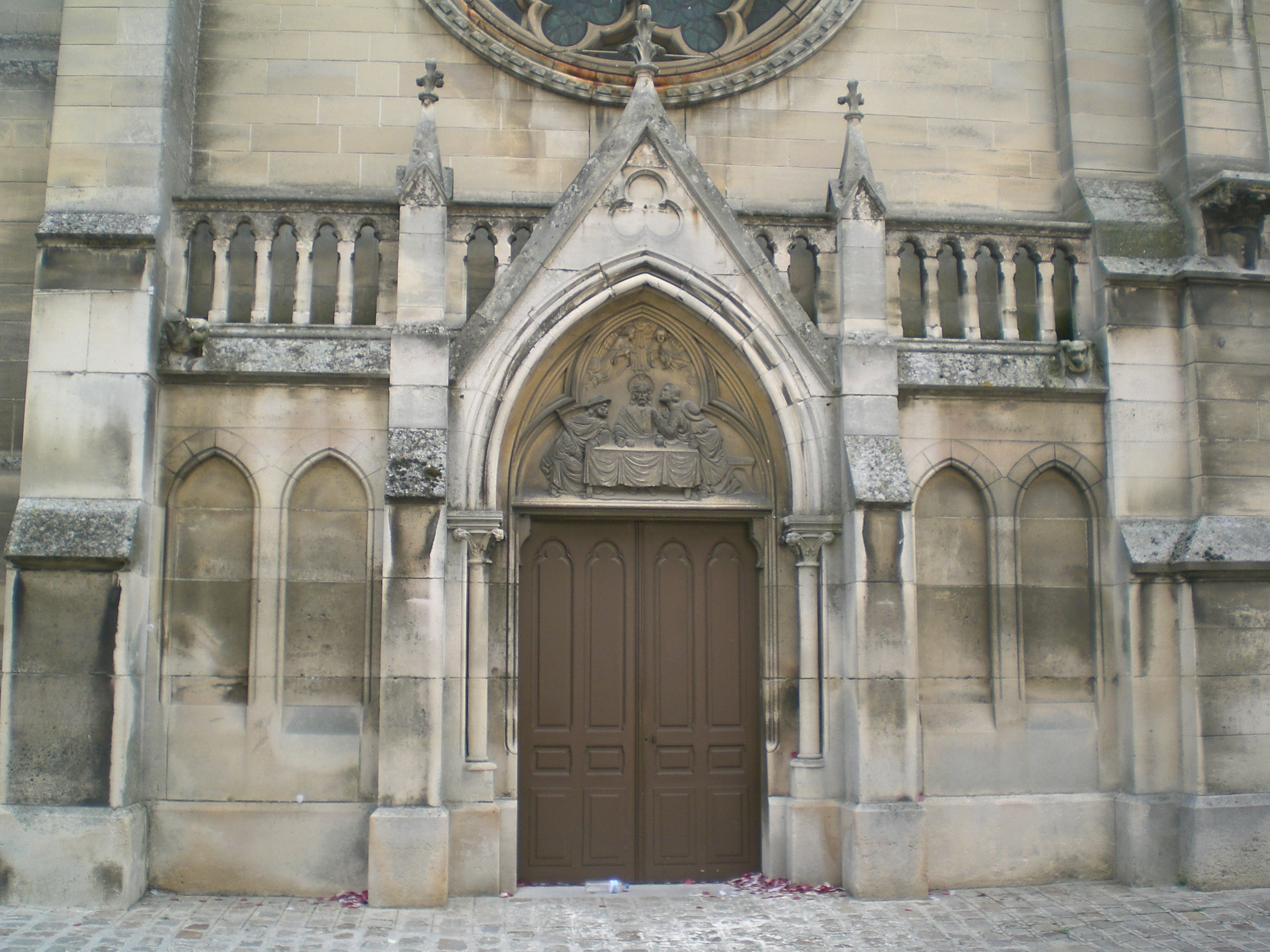
Portail de la nef.

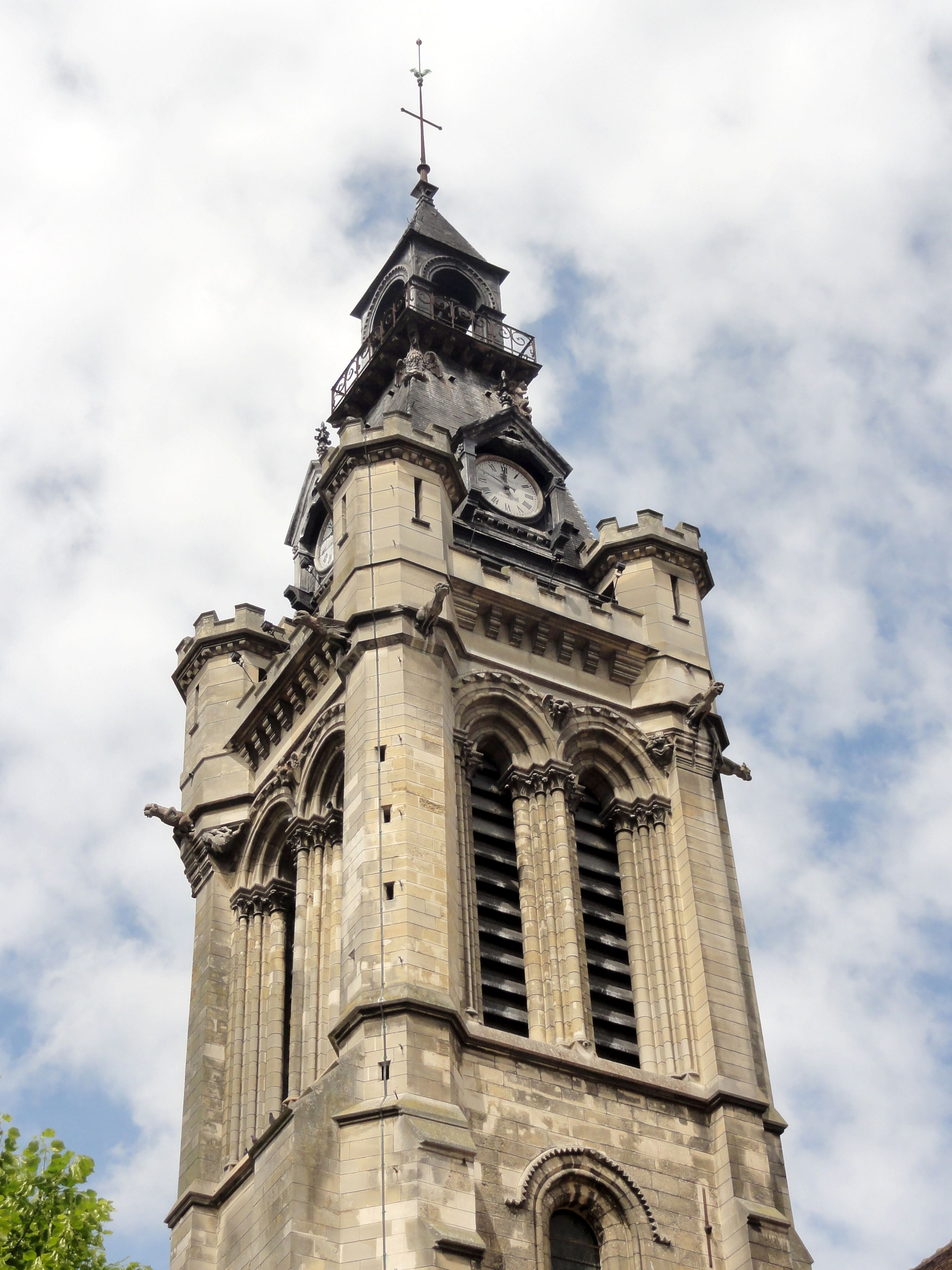
Clocher, côté sud-est.

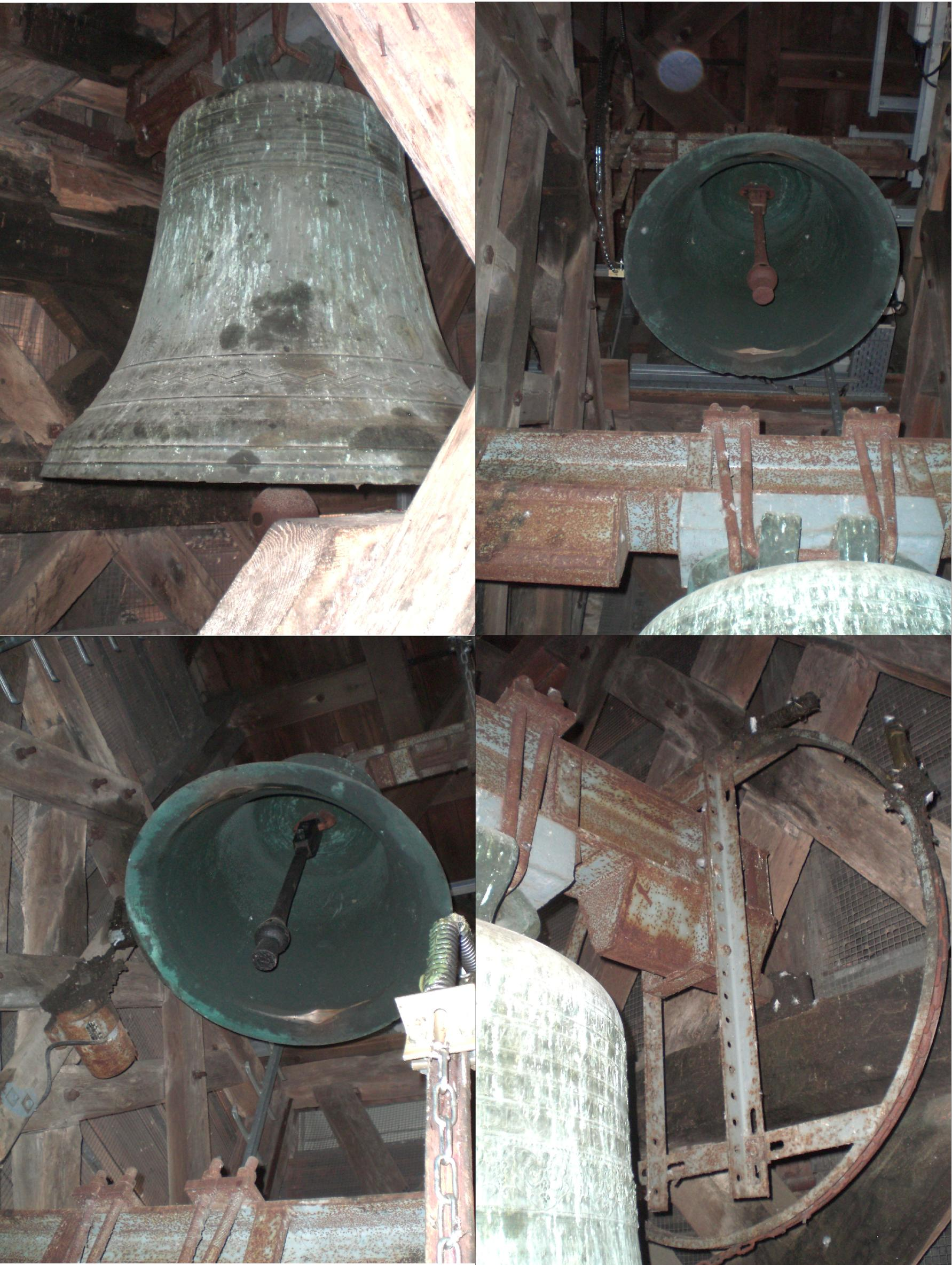
Les 4 cloches au beffroi.

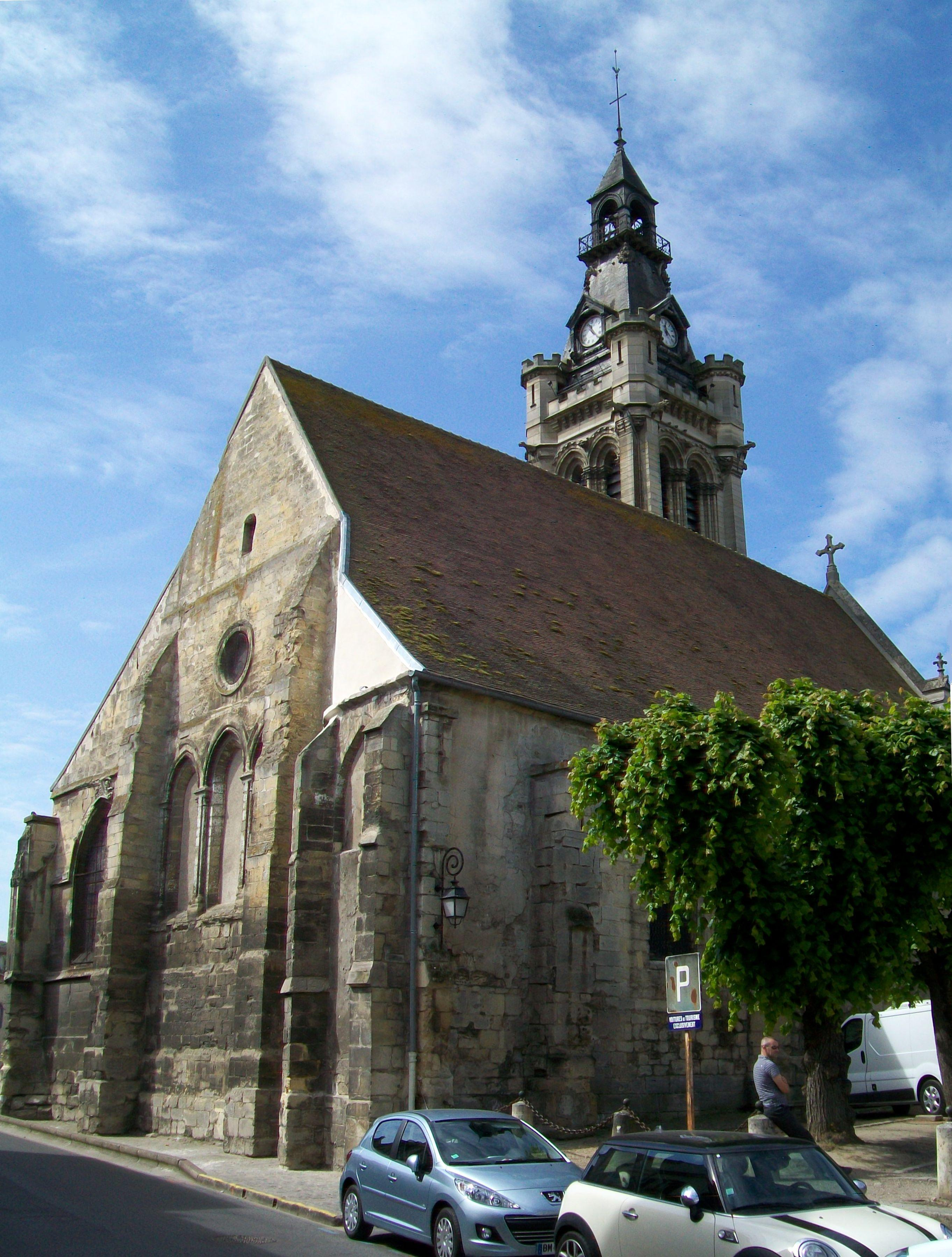
Vue depuis le nord-est.

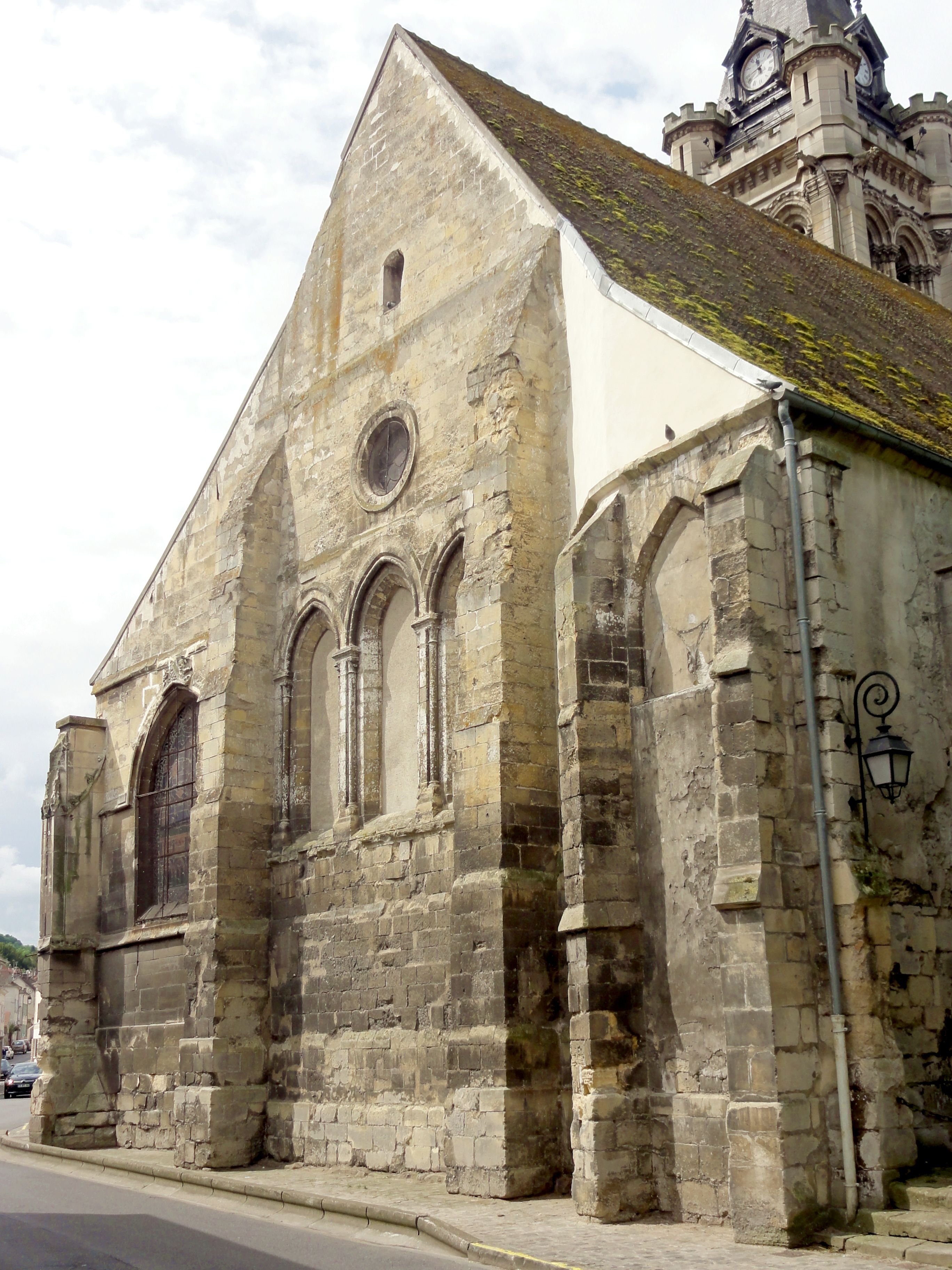
Vue rapprochée du chevet.

#### Façade occidentale
Le pignon de la façade occidentale néogothique est couronné d'une croix en antéfixe et cantonné de fleurons. Il est percé d'un oculus dans lequel s'inscrit un quatre-feuilles. Ces éléments sont plausibles pour une église de la première période gothique dans la région. La balustrade plaquée contre le mur en dessous du pignon l'est moins ; elle semble inspirée par un type de balustrade utilisée sur la Sainte-Chapelle de Paris, qui est plus tardive que l'église de Viarmes. La grande rosace ou roue gothique qui éclaire la nef puise en revanche ses références dans les églises gothiques des environs : on en trouve des semblables, mais avec davantage de rayons, sur les façades d'Auvers-sur-Oise et Champagne-sur-Oise, et sur le chevet de Précy-sur-Oise. Les rayons sont disposés autour d'un quatre-feuilles central, et sont formés par des colonnettes à chapiteaux, reliées entre eux par des têtes trilobées. Deux tores et un rang de têtes de clous entourent la rosace. En bas, le fleuron au sommet du gâble du portail se superpose aux têtes de clous. Deux petits contreforts sommés de pinacles, également couronnés de fleurons, encadrent le portail. Cette disposition manque de crédibilité, de même que les arcatures plaquées sans colonnettes ni chapiteaux qui remplissent l'espace entre le portail et les contreforts de la nef, et la balustrade qui rachète la saillie de cette partie basse de la façade. Si les balustrades sont effectivement utilisées par les architectes du XIIIe siècle, elles ne passent pas derrière les gâbles et protègent généralement une coursière. Pour venir au portail proprement dit, il est flanqué d'une unique paire de colonnettes à chapiteaux, ce qui conviendrait plutôt pour un portail secondaire, est surmonté d'une archivolte torique et d'un tympan sculpté d'un bas-relief. Il représente le repas que Jésus partage avec les disciples d'Emmaüs, qui le croient mort. Ce motif est fort approprié pour le portail d'une église ; cependant, les deux disciples ont davantage l'allure de brigands.

#### Clocher
Le clocher est épaulé à chaque angle par deux contreforts orthogonaux, qui sont scandés de multiples larmiers jusqu'en haut du premier étage. L'angle sud-est est néanmoins occupé par une tourelle d'escalier octogonale, qui s'arrête elle aussi en haut du premier étage, mais y est relayée par une tourelle de faible diamètre, qui ne dépasse pas la saillie des contreforts. Les quatre faces du clocher ne sont pas identiques, ce qui vaut aussi bien pour les détails des contreforts que du décor sculpté. La baie du rez-de-chaussée a déjà été mentionnée. Extérieurement, elle est décorée de la même façon qu'à l'intérieur. À sa gauche et sa droite, les contreforts sont pourvues de niches à statues sous des dais d'un style lourd. Ces niches sont plutôt l'apanage de la période flamboyant, quand elles sont abritées par des dais évoquant de la dentelle de pierre. Le premier étage est percé d'une lancette simple par face, entourée d'un chanfrein comme les baies du triplet, puis d'un mince tore, et surmontée d'un cordon de têtes de clous, qui se poursuit sur une courte distance au niveau des impostes. Ces fenêtres sont susceptibles de refléter tout à fait l'état du XIIIe siècle.
Puis, l'étage de beffroi est ajouré de deux hautes et étroites baies abat-son gémelées par face. Elles s'ouvrent sous de triples archivoltes toriques, qui reposent sur des faisceaux de trois colonnettes appareillées aux chapiteaux de crochets. Au milieu entre deux baies, la colonnette de l'archivolte supérieure est partagée par les deux baies. Ce n'est pas elle qui est du plus fort diamètre, mais les colonnettes flanquant directement les fenêtres. Les baies abat-son sont également surmontées de cordons de têtes de clous, mais celles-ci sont anormalement grandes, et seulement au nombre de six par baie : Elles ne datent certainement que du XIXe siècle, tout comme les chimères, monstres et masques grotesques sur lesquels ils retombent, ainsi que les gargouilles au sommet des contreforts. Le couronnement et la flèche prennent davantage de libertés, et au lieu de réinterpréter maladroitement l'architecture gothique, l'architecte a créé une œuvre originale. Les quatre échauguettes aux angles et les balustrades crénelées en encorbellement avec leurs mâchicoulis factices évoquent davantage un château-fort. Le clocher flamboyant de l'église Saint-Martin de Survilliers possède aussi quatre échauguettes, mais elles ne sont pas crénelées. La flèche de charpente avec ses quatre lucarnes abritant les cadrans de l'horloge, et son lanternon supérieur entouré d'une galerie reposant sur des consoles en forme d'aigle aux angles, semblent inspirés des beffrois civils du nord de la France.

#### Chevet et élévations latérales
Trois parmi les cinq campagnes de construction se côtoient au chevet. La partie centrale, correspondant au vaisseau central, est le seul endroit où l'architecture gothique des années 1190 / 1220 reste visible extérieurement, et n'a pas été altérée par la restauration des années 1880. Les contreforts sont assez saillants, ce qui indique qu'un voûtement devait initialement être prévu. Les multiples ressauts, cinq au total, sont caractéristiques du style gothique primitif et s'opèrent par des fruits ou de courts glacis. Presque toute la largeur entre les deux contreforts est occupée par le triplet, dont la baie médiane est presque imperceptiblement plus haute et plus large que les deux autres. Les piédroits et les arcs en tiers-point sont chanfreinés. À une certaine distance, des fines colonnettes en délit flanquent les fenêtres. Ils portent de petits chapiteaux de crochets, de la même facture que ceux de la base du clocher. Deux colonnettes voisines se partagent le même tailloir. Les tailloirs reçoivent les archivoltes toriques, qui étaient initialement surmontés d'un bandeau en forme de sourcil, aujourd'hui en grande partie manquant. Le bandeau horizontal au-dessus des fenêtres a lui aussi presque disparu. Jusqu'ici, la similitude avec le chevet de Précy-sur-Oise est frappante. La partie supérieure du chevet de Précy comporte toutefois une rosace, alors qu'à Viarmes, l'on s'est contenté d'un petit oculus, décoré d'un simple bandeau l'entourant entièrement.
À droite, le chevet du bas-côté nord du XIVe siècle se distingue par ses contreforts assez fins, qui sont scandés par deux larmiers et s'amortissent par un glacis. La partie supérieure du remplage rayonnant des fenêtres se devine encore, alors que la partie inférieure de la fenêtre de droite a entièrement disparu. L'élévation septentrionale garde les traces de divers remaniements, et a perdu tout caractère à la suite des dégradations subies. On peut encore distinguer les arcs primitifs des fenêtres de la troisième et de la quatrième travée, qui étaient nettement plus larges. La fenêtre de la troisième travée est surmontée d'un bandeau qui retombe sur deux bustes humains passablement érodés : le remaniement des fenêtres est donc déjà ancien. Les contreforts à l'intersection entre deux travées avaient apparemment été équipés de niches à statues à la période flamboyante, mais pratiquement rien n'en reste. — À gauche, le chevet du bas-côté sud du second quart du XVIe siècle n'est pas mieux conservé. Des bandeaux moulurés courent au niveau du seuil de la fenêtre ; au niveau des impostes, s'infléchissant au-dessus de l'arc de la baie ; et un peu au-dessus du niveau du sommet de la baie. On y trouve le reste d'une accolade, flanquée de deux anges musiciens, avec une fleur entourée de feuillages au centre (il devrait s'agir d'une carde). Le contrefort d'angle est orné de pinacles plaqués garnis de feuilles de chou frisées. Dans l'angle avec l'autre contrefort d'angle, ne restent plus que les arrachements du décor ; les pinacles qui devaient couronner les contreforts ont été supprimés, et de simples dalles posées à leur emplacement. Elles empêchent tout au moins les infiltrations des eaux pluviales. Au sud, le décor devait être analogue. Il est pratiquement tout aussi mutilé, mais les bandeaux entourant les arcs des fenêtres gardent tout au moins une partie des feuilles de chou et animaux fantastiques qui les animaient. De même, la corniche, qui court au niveau du bandeau supérieur présent au chevet dont elle adopte le profil, conserve quelques éléments du décor sculpté. Il rappelle la frise de l'archivolte supérieure de l'arcade faisant communiquer le bas-côté avec la base du clocher.

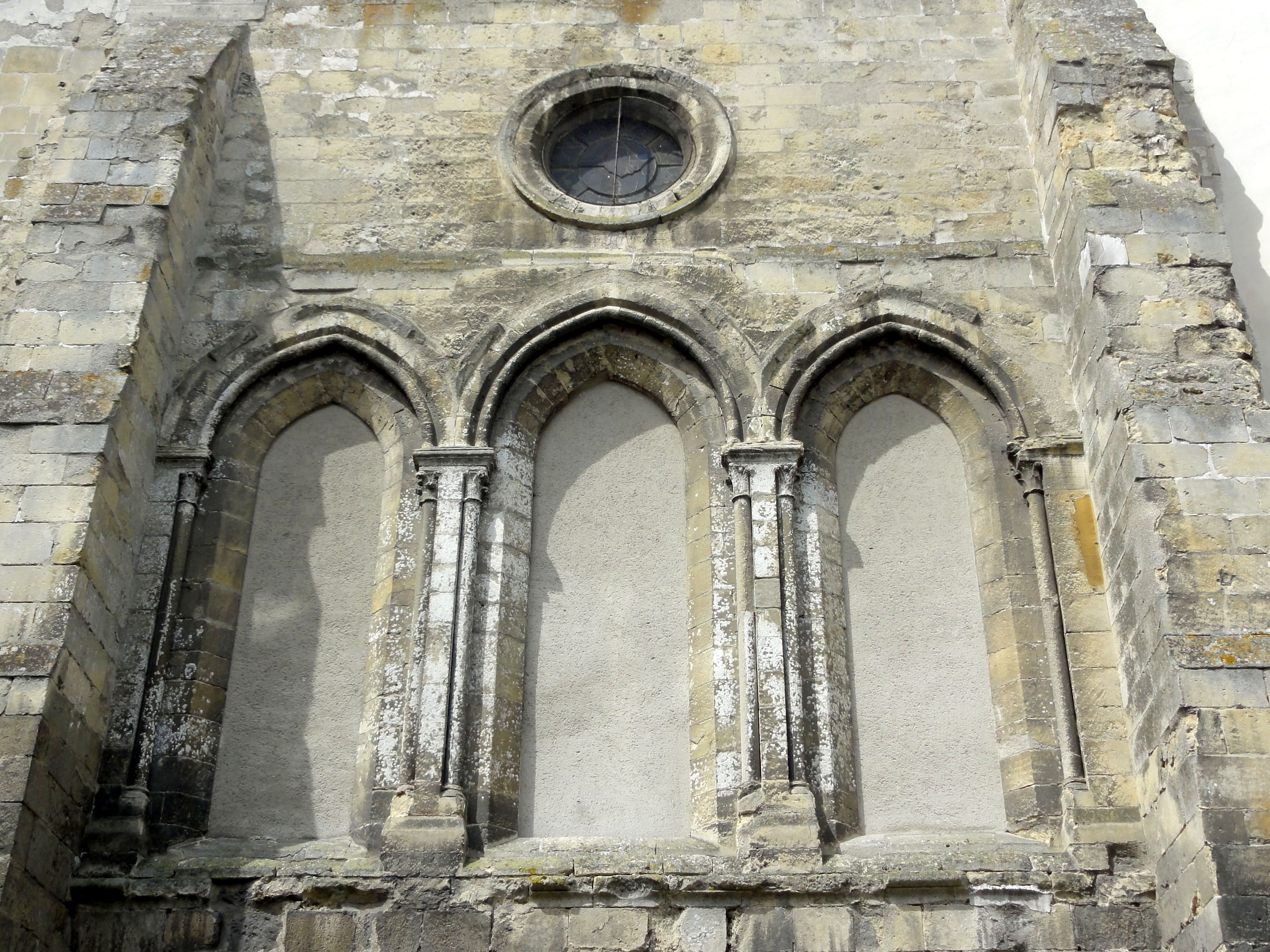
Triplet bouché.
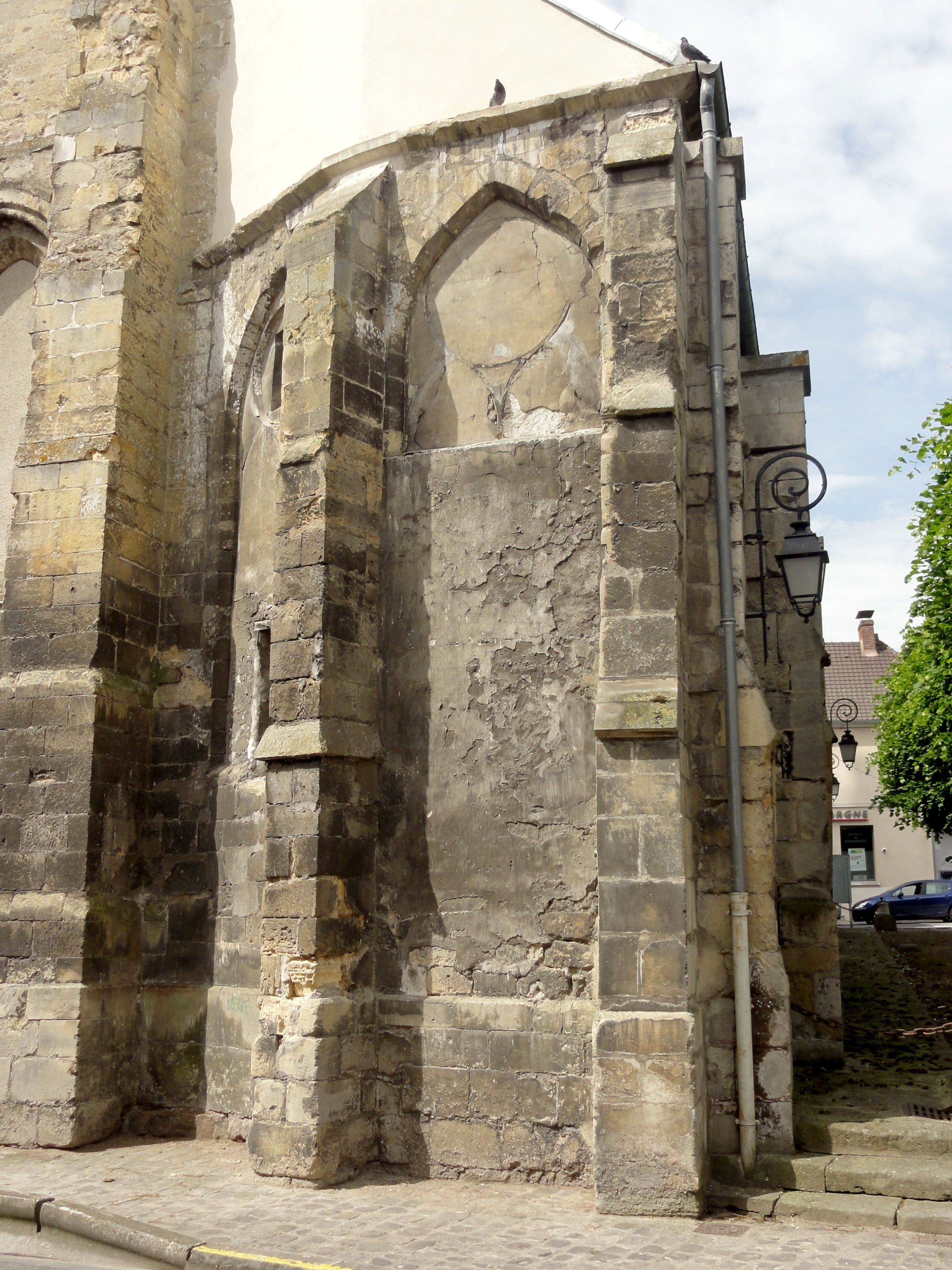
Ancienne chapelle XIVe.
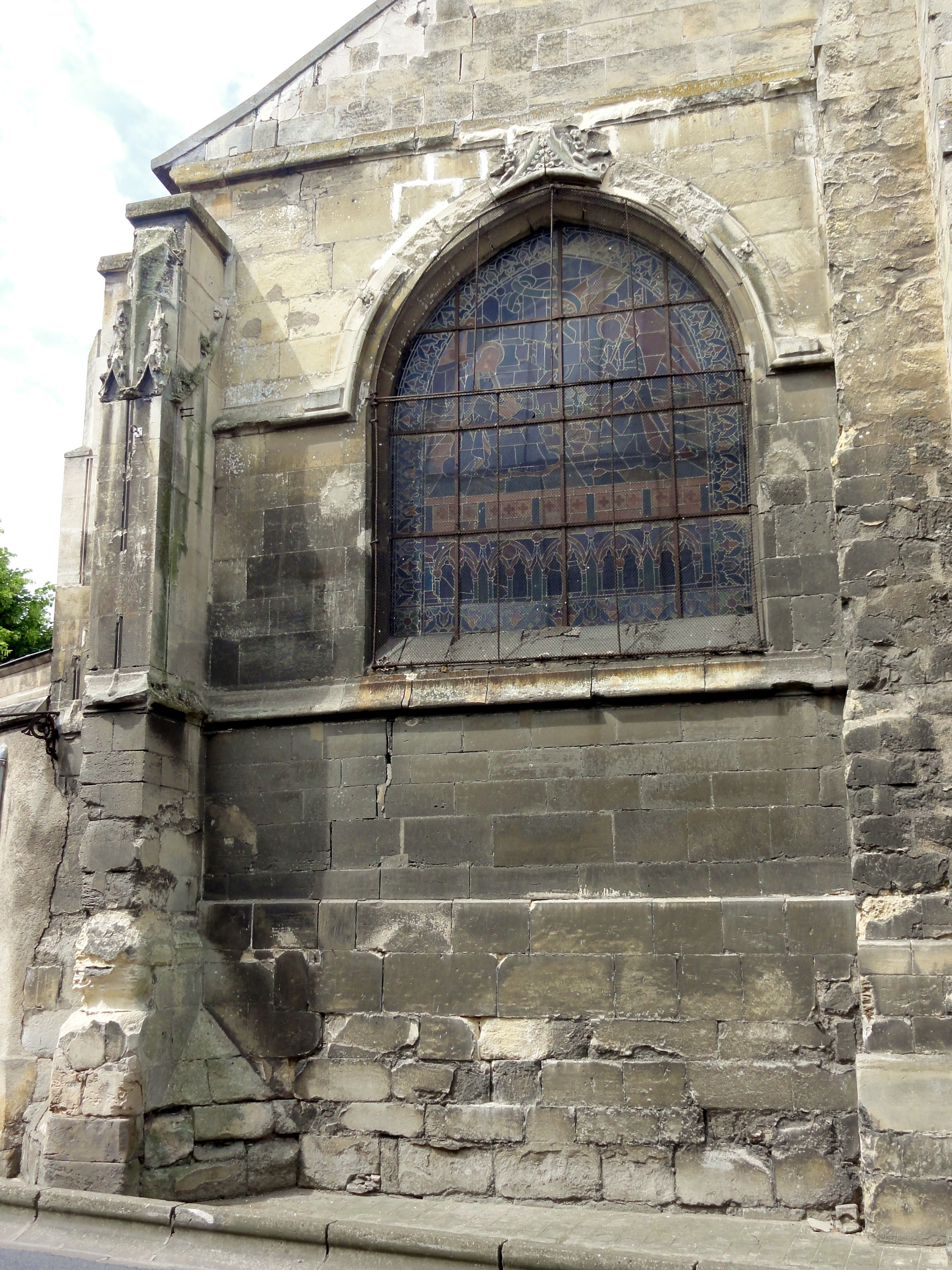
Chevet du bas-côté sud.
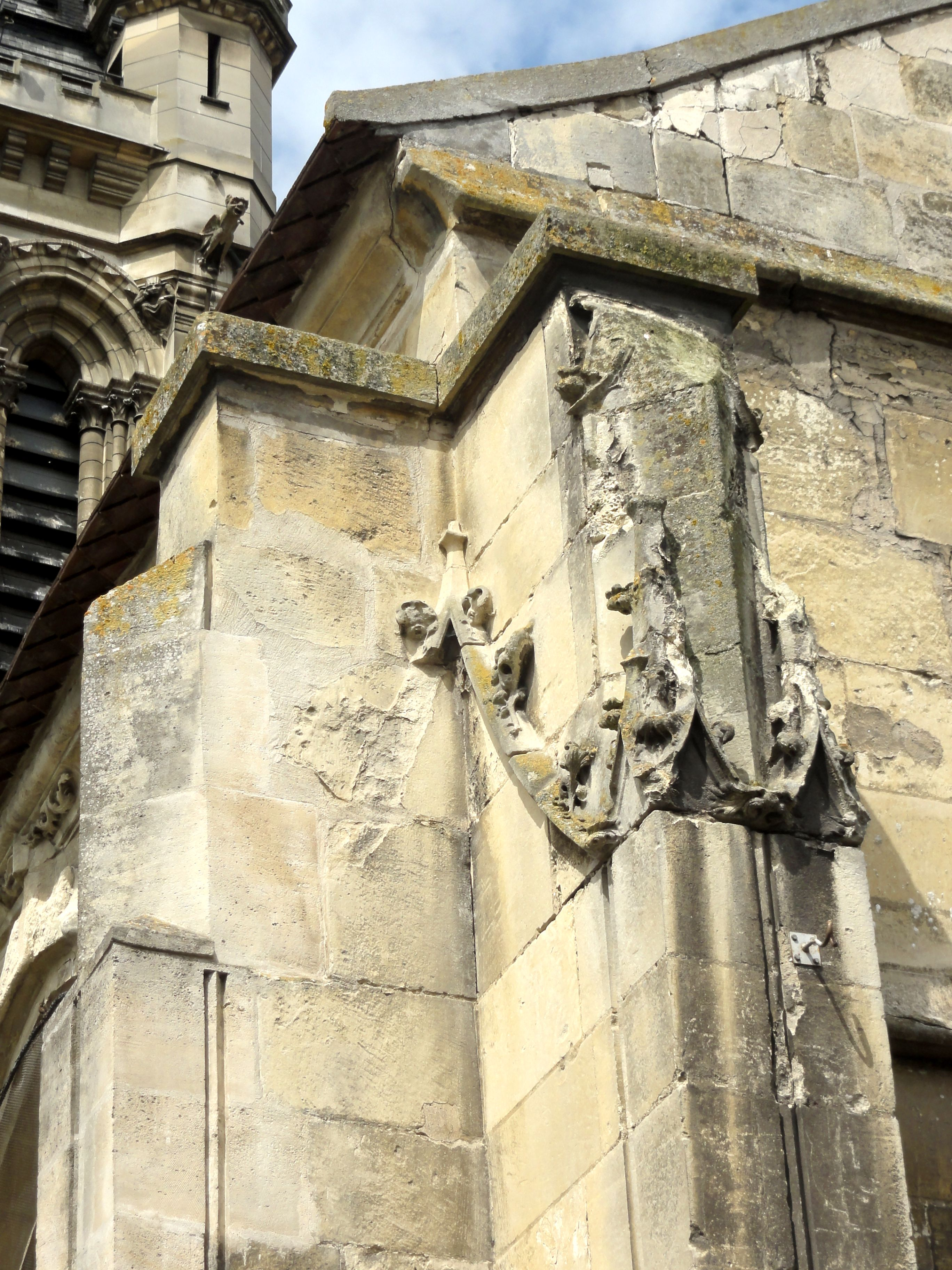
Contreforts d'angle.
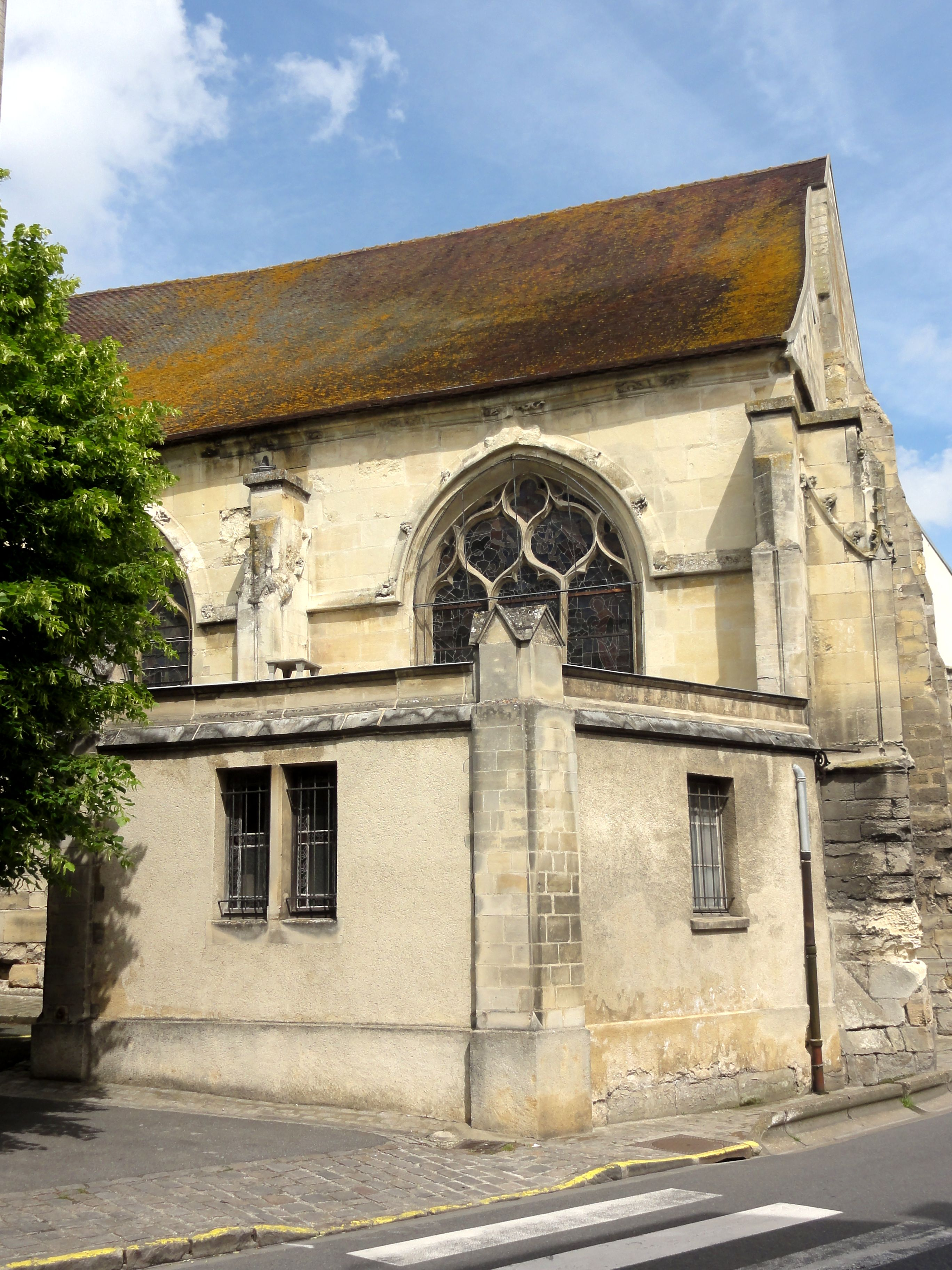
Dernière travée, côté sud.
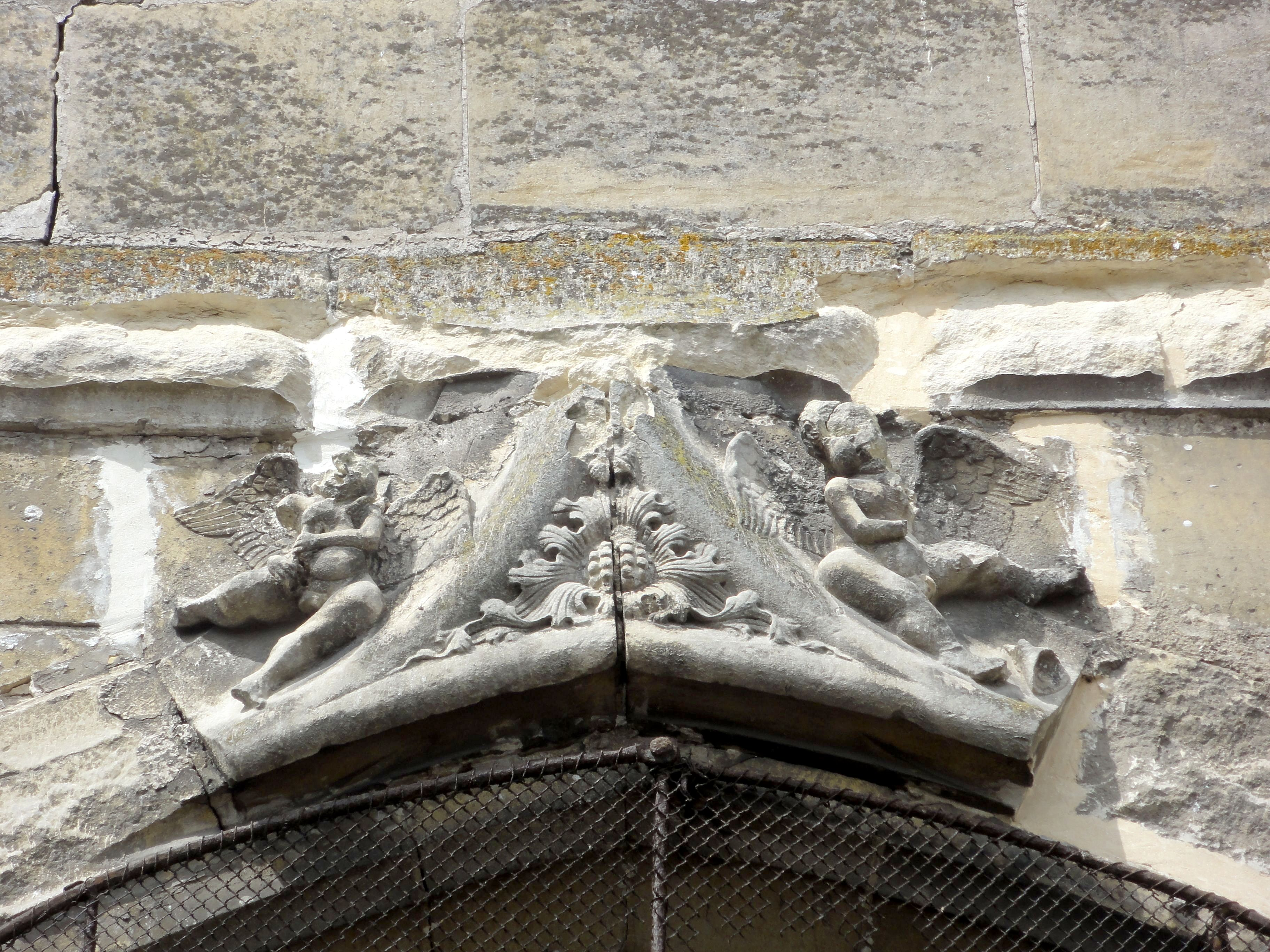
Décor de la baie.

## Mobilier

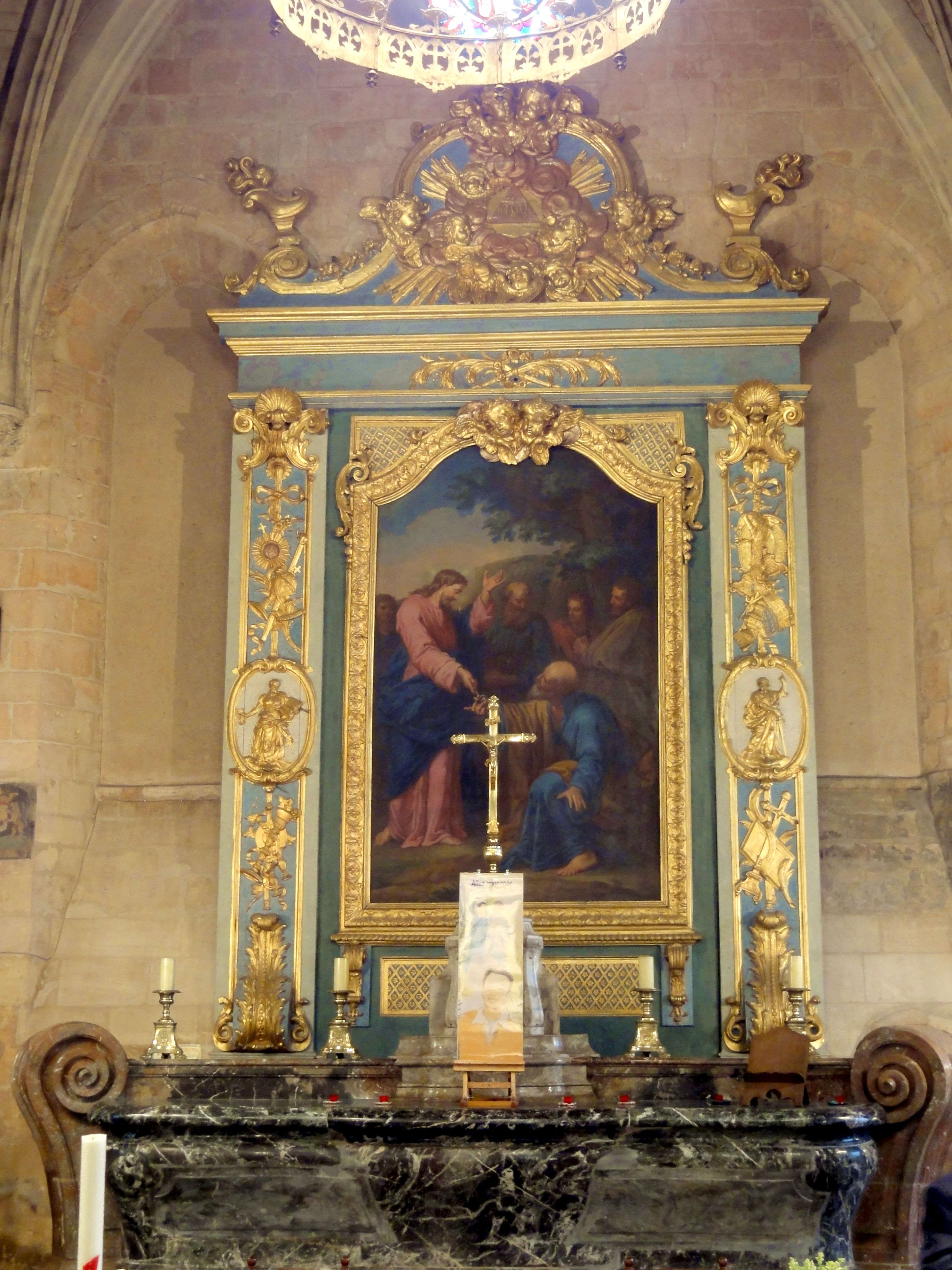
Retable du maître-autel.

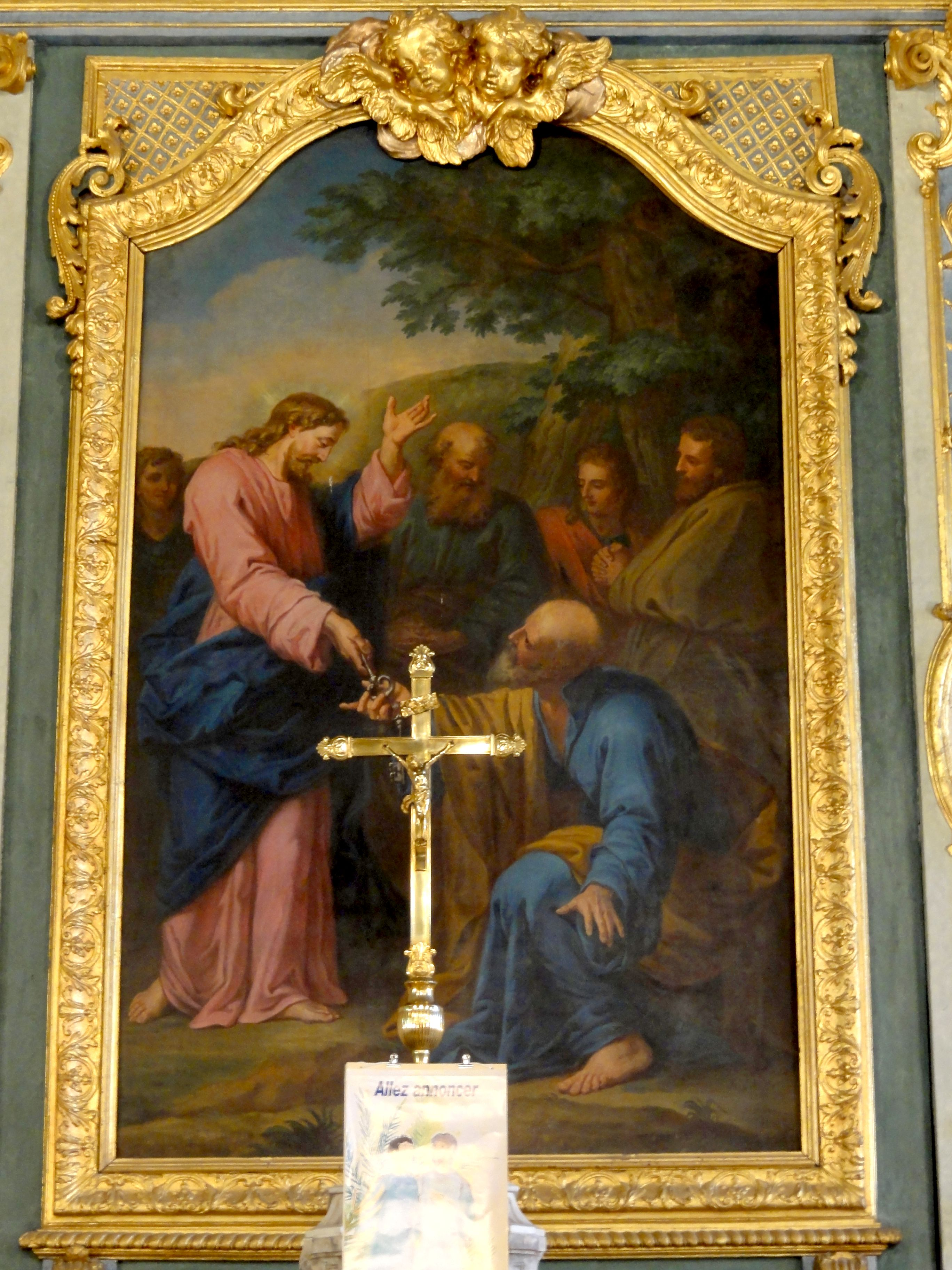
Retable : La Remise des clés à Saint Pierre.

Parmi le mobilier de l'église, neuf éléments sont classés monument historique au titre objet. Il s'agit du maître-autel avec son tabernacle et son retable ; de cinq tableaux dont celui du retable ; et de deux dalles funéraires à effigie gravée.
Le maître-autel de l'abbaye de Royaumont date du premier quart du XVIIIe siècle et est en forme de tombeau. Sa largeur totale est de 500 cm, y compris l'emmarchement en marbre rose veiné qui comporte trois degrés. La partie antérieure de l'autel, avec la table ayant servi à la célébration eucharistique jusqu'à la réforme liturgique vers 1970, est en marbre foncé veiné de noir, de vert et de blanc. Cette partie est dominée par une partie plus large et plus haute en arrière-plan, qui est en marbre rose veiné, légèrement incurvé aux extrémités, et garni par de grosses volutes en corne de bélier aux deux extrémités supérieures. Le retable y prend appui, et devant lui, le petit tabernacle en marbre clair. Les dimensions du retable sont impressionnantes ; sa hauteur est de 800 cm depuis le niveau du sol. Il est traité en faux marbre en différents teints de bleu. Le cadre du tableau de retable est en bois doré et présente au sommet deux têtes de chérubins. Deux pilastres librement inspirés de l'ordre corinthien flanquent le cadre et supportent un entablement surmonté d'un fronton orné d'une gloire, également rehaussé de dorures comme tout le reste du décor sculpté. Des nuages et des têtes d'anges entourent la gloire. Les deux ailerons des frontons sont couronnés de navettes, dont s'échappe de l'encens. Il reste à revenir sur le décor des montants des pilastres, qui est en partie symétrique : à la base, on y voit des feuilles d'acanthe en console renversée ; à mi-hauteur, des médaillons avec l'effigie de saint Pierre et de saint Paul ; et au-dessus des volutes des chapiteaux corinthiens, des coquilles se détachent. Les autres symboles sont, à gauche, un ostensoir, un ciboire, un cierge et des épis de blé, un calice, deux buires et des pampres de vigne,.
Les tableaux classés au titre objet sont les suivants :
- « La Remise des clés à saint Pierre, en présence de saint Paul » (tableau de retable du maître-autel), peint à l'huile sur toile au premier quart du XVIIIe siècle, et mesurant unité 190 cm de large et 300 cm de haut[13].
- « L'Assomption de la Vierge Marie », peint à l'huile sur toile au dernier quart du XVIIe siècle, et mesurant unité 180 cm de large et 220 cm de haut. Le cadre en bois date d'origine et est également classé[14].
- « Saint Pierre repentant », peint à l'huile sur toile au XVIIe siècle, et mesurant unité 73 cm de large et 92 cm de haut[15].
- « Le bon Samaritain », peint à l'huile sur toile au XVIIe siècle, et mesurant unité 195 cm de large et 130 cm de haut. Ce tableau, qui se trouve sous la tribune d'orgue, évoque à la première vue un Christ mort[16]. Il a été restauré en 1986.
- « Sainte Catherine », peint à l'huile sur toile au XVIIe siècle, et mesurant unité 138 cm de large et 141 cm de haut[17]. L'original de ce tableau ne se trouve actuellement pas dans l'église. Il a été provisoirement remplacé par une reproduction.

Les dalles funéraires classées sont les suivantes :
- La dalle funéraire à effigie de Guillaume Du Bois, mari de la dame de Viarmes, mort le 6 janvier 1570. Elle mesure 200 cm de haut et 96 cm de large. Les armoiries du défunt figurent aux quatre angles de la dalle. Il est représenté en armure, dans un encadrement architecturé de style Renaissance, sous un arc en plein cintre orné d'une tête de mort à la clé, avec une frise de rinceaux tout en haut. L'inscription est la suivante : « Cy gist Guillaume du Bois, en son vivant escuïer seigneur de la Duché demeurant à Vierme lequel décedda le VIe jour de janvier, jour des Rois, mil VcLXX priez Dieu pour son ame »[18].
- La dalle funéraire a effigie gravée de damoiselle Jehane Le Dru, veuve de Guillaume Du Bois, écuyer. Jehan le Dru est morte le 20 mars 1611. La dalle est exceptionnellement grande : elle mesure 290 cm de haut et 100 cm de large. Tout en haut, l'on voit un blason, qui est probablement celui de Guillaume Du Bois. La défunte est représentée sous une arcature plein cintre dans le style de la Renaissance, qui prend appui sur deux pilastres cannelés corinthiens. Les écoinçons montrent des anges. L'état de conservation est bon, et l'inscription est toujours lisible : « Cy git Damoiselle Jehane Le Dru en son vivant veufve de feu Guillaume Du Boys escuier seigneur du fief de la Duchesse laquelle decedda le mercredy vingtiesme jour de mars mil six cens et onze, Pries Dieu pour son ame, F. A. Senlis p. Jacques Francois T ». Jacques François est le nom d'un tombier de Senlis[19].

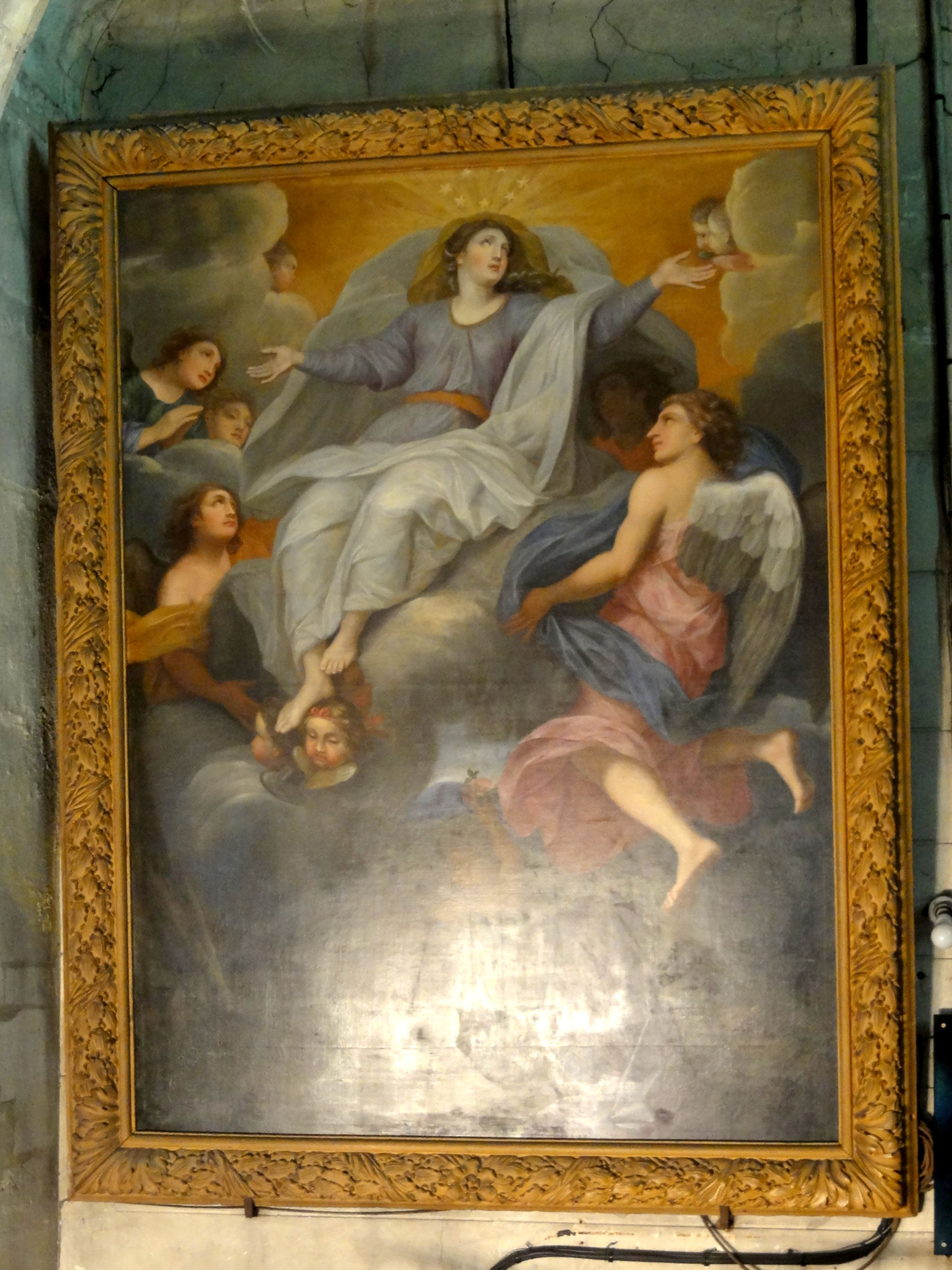
Tableau - Assomption de la Vierge.
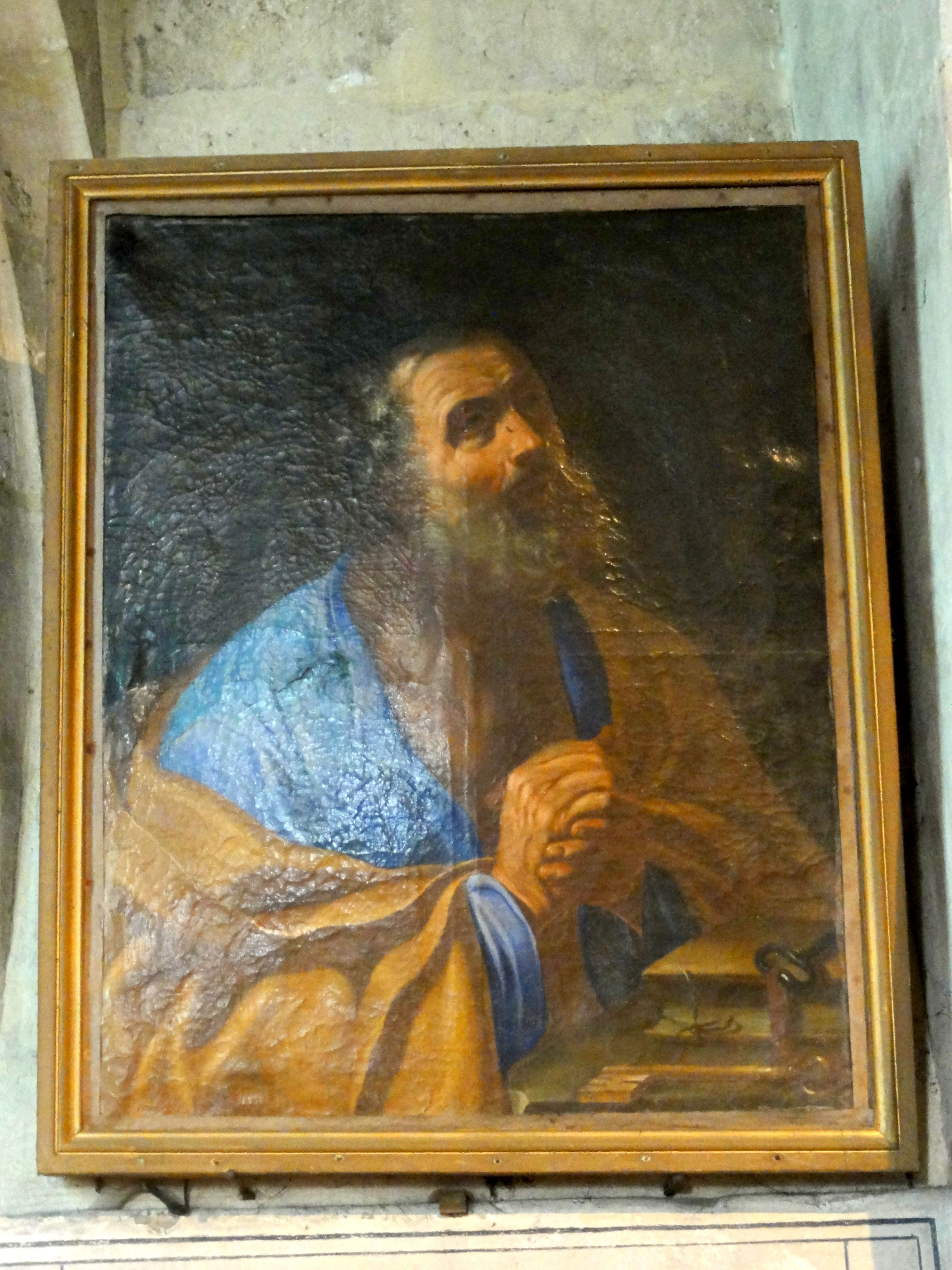
Tableau - saint Pierre repentant.
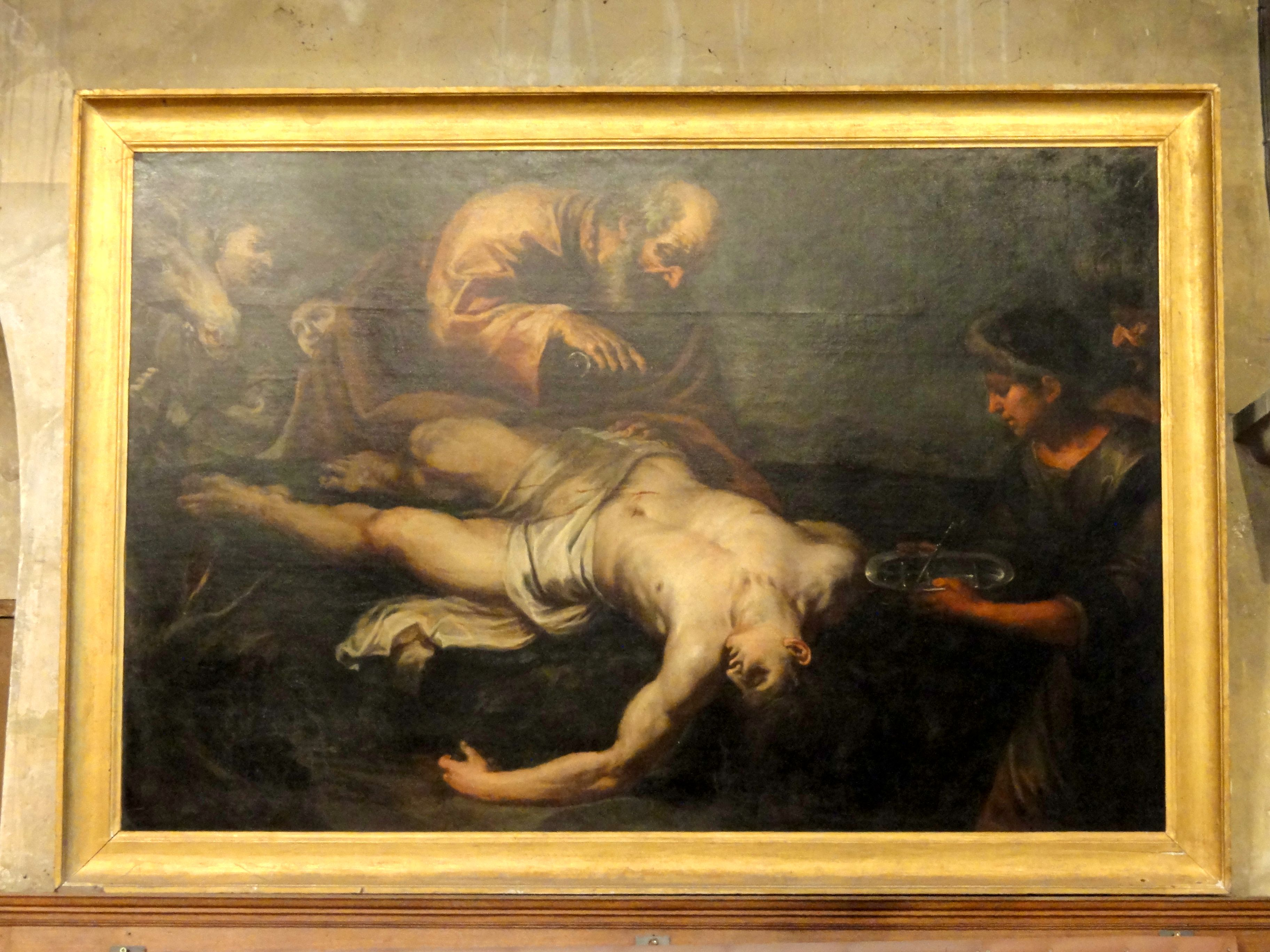
Tableau - le Bon Samaritain.
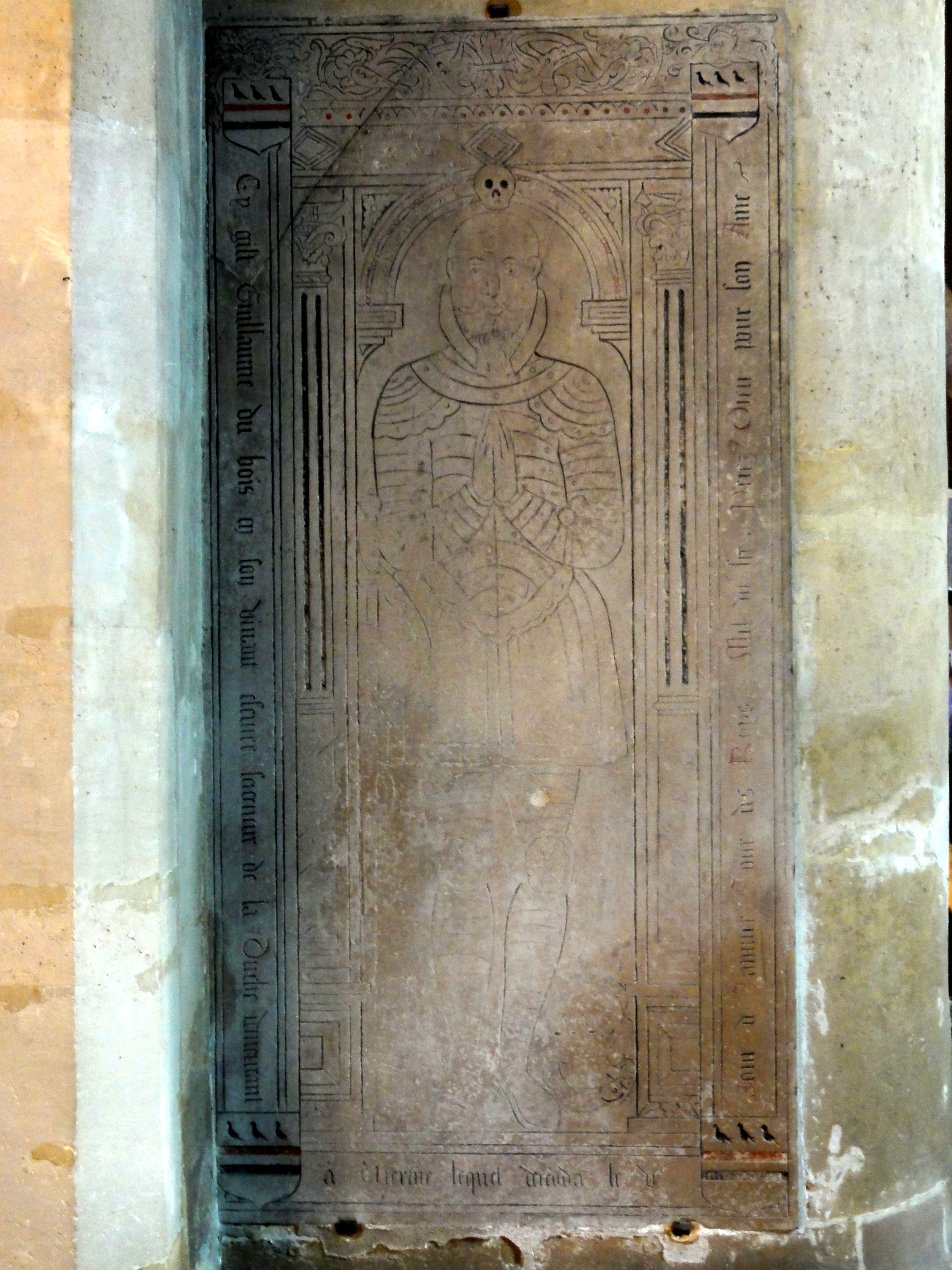
Dalle funéraire de Guillaume du Bois.
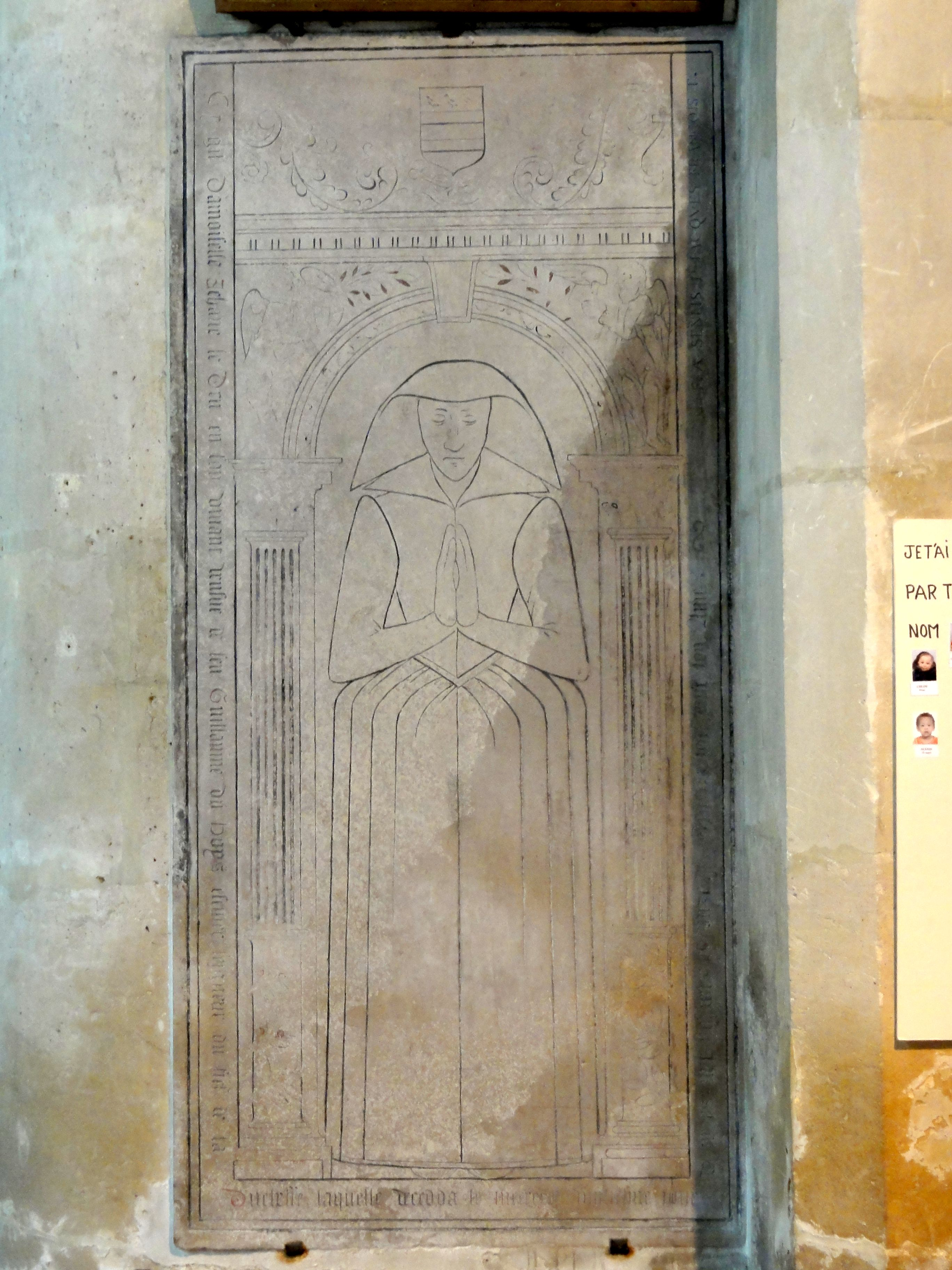
Dalle funéraire de Jehane Le Dru.